# Banchieri (famiglia)
I Banchieri sono un'antica famiglia di Pistoia di origine pisana con memorie storiche attestate a partire dal XII secolo.

## Storia
I Banchieri sono un'antica famiglia, forse di origine pisana, che giunse a Pistoia nella seconda metà del XII secolo (Gratius Bancherius è nominato nel 1219 all'interno di una trattativa per l'acquisto da parte del podestà di Pistoia di terreni pisani). Le cronache riferiscono che la famiglia si attestò dapprima nella zona di Montemagno, dove furono erette le prime residenze e tenute agricole (ancora oggi di proprietà della famiglia), da dove poi si trasferì in città certamente prima del 1363, giacché in quell'anno fra gli ambasciatori inviati a Firenze in occasione della visita del Conte Verde (Amedeo VI di Savoia) vi furono personaggi appartenenti alle famiglie Rospigliosi e Banchieri.
Qui la famiglia fiorì, continuando forse a esercitare (come già a Pisa) l'arte dei "banchi" (cioè del cambio di denaro, da cui probabilmente trae origine il cognome, che potrebbe essere stato poi registrato come nome di battesimo - al posto dell'originale - per il capostipite Grazio, detto "Bancherius") ed entrando ben presto a far parte della nobiltà cittadina, grazie alla partecipazione dei suoi componenti alla vita pubblica di Pistoia (già a partire dalla seconda metà del XIII secolo lo stemma dei Banchieri si trova sulla facciata della Chiesa di San Paolo e sono numerosi i Banchieri aventi le cariche di Gonfalonieri di Pistoia, Operai di San Jacopo, Saggi del Consiglio,...), che dava diritto all'ascrizione nel registro della nobiltà e del patriziato cittadino.
Grazie al testo del Priorista Franchi, conservato presso la Biblioteca Comunale di Pistoia, all'interno del quale sono trascritti gli alberi genealogici delle famiglie nobili pistoiesi, è possibile ricostruire la genealogia fino al XIII secolo, quando la famiglia entrò a far parte della nobiltà cittadina. Nei secoli successivi, la famiglia continuò a fiorire, ricoprendo cariche cittadine importanti, venendo ascritta all'Ordine dei Cavalieri di Santo Stefano e imparentandosi con alcune delle famiglie più illustri della Toscana, tra cui i Panciatichi, i Cellesi, i Cardi, i Manni, i Melani, gli Oddi, i Bartolini Salimbeni e i Rospigliosi. In particolare la parentela con questi ultimi, generata dalle nozze del Cavaliere Niccolò di Pietro Banchieri con donna Caterina di Camillo Rospigliosi (fratello di quel Giulio che divenne Papa col nome di Clemente IX) favorì l'ascesa della famiglia nelle alte sfere della nobiltà non solo toscana ma anche romana. Grazie alla parentela con Clemente IX, due esponenti della famiglia Banchieri divennero cardinali (Antonio Banchieri, figlio di Niccolò e Caterina Rospigliosi fu addirittura uno dei papabili). Il figlio primogenito di Niccolò Banchieri e Caterina Rospigliosi è ritratto in un ciclo pittorico intitolato "Il bambino Rospigliosi", attribuito a Jacob Ferdinand Voet o a Pierre Ronche ed esposto al Museo di Roma. I Banchieri furono ascritti all'Elenco delle famiglie patrizie di Pistoia con Decreto Granducale del 14 aprile 1765 e in quello dei Patrizi di Ferrara con Diploma del Magistrato dei Saggi del 9 maggio 1758. Nella seconda metà del XVIII secolo, a seguito di una eredità, Pietro Banchieri, figlio di Ignazio di Pietro Banchieri e di Caterina Bartolini Salimbeni, aggiunse definitivamente al proprio cognome quello della famiglia Poggi (ricevendo e stabilizzando il maggiorascato istituito nel 1554 dal Cardinale Poggi), creando il ramo Poggi Banchieri. Tale ramo proseguì imparentandosi con alcune delle più nobili famiglie locali, tra cui gli Aldobrandini, i marchesi Benveduti Massarelli e i baroni de' Franceschi, e che ad oggi prospera nella famiglia dei proprietari della Fattoria Santonuovo a Quarrata, mentre si è estinto il ramo dei proprietari della Villa Banchieri di Castelmartini con la morte del Barone Giulio Banchieri (2004).
A Pistoia vi sono tuttora conservati il Palazzo Banchieri Rospigliosi di via Amati, il Palazzo Banchieri di via delle Logge (già Rospigliosi, poi Corsini e infine Monastero della Visitazione), il Palazzo Banchieri di corso Gramsci (già Tolomei, oggi Convento di Santa Maria degli Angeli) e il palazzo Banchieri già Sozzifanti (detto palazzo del Priorino).. Nei dintorni di Pistoia, troviamo alcune meravigliose ville e tenute appartenute ai Banchieri, tra cui la Fattoria Santonuovo, la Villa Banchieri di Castelmartini, la Villa Aldobrandini Banchieri Rospigliosi di Prato. Nella Chiesa dello Spirito Santo (Pistoia), di fronte al Palazzo Rospigliosi di via Del Duca, si trova la Cappella Banchieri, con altare in marmo scolipito con gli stemmi della famiglia sormontati dalla croce dei Cavalieri di Santo Stefano, e il monumento funebre a donna Caterina Rospigliosi Banchieri, fatto realizzare da Fra' Lodovico Banchieri, Cavaliere di Malta, col meraviglioso stemma Banchieri Rospigliosi in marmo policromo.
Sulla facciata della Chiesa di San Paolo (Pistoia) compaiono invece due arche in pietra con scolpiti gli stemmi della famiglia Banchieri nella versione medioevale.
La famiglia era iscritta nel Libro d'oro della Nobiltà di Pistoia, compare a pag. 116 dell'Elenco Ufficiale Nobiliare Italiano approvato con Regio Decreto del 1921 ed è presente nel Libro d'Oro della Nobiltà Italiana (ed. XVIII, vol. XIX, pp. 142–3).
I membri della famiglia Banchieri hanno il titolo di Patrizi di Pistoia. I discendenti maschi di Ignazio Banchieri e Caterina Bartolini Salimbeni hanno anche il titolo di Patrizi di Ferrara. I discendenti della baronessa Giulia de Franceschi, coniuge di Alessandro di Cesare Poggi Banchieri ed Elisabetta Sozzifanti hanno il titolo di baroni.

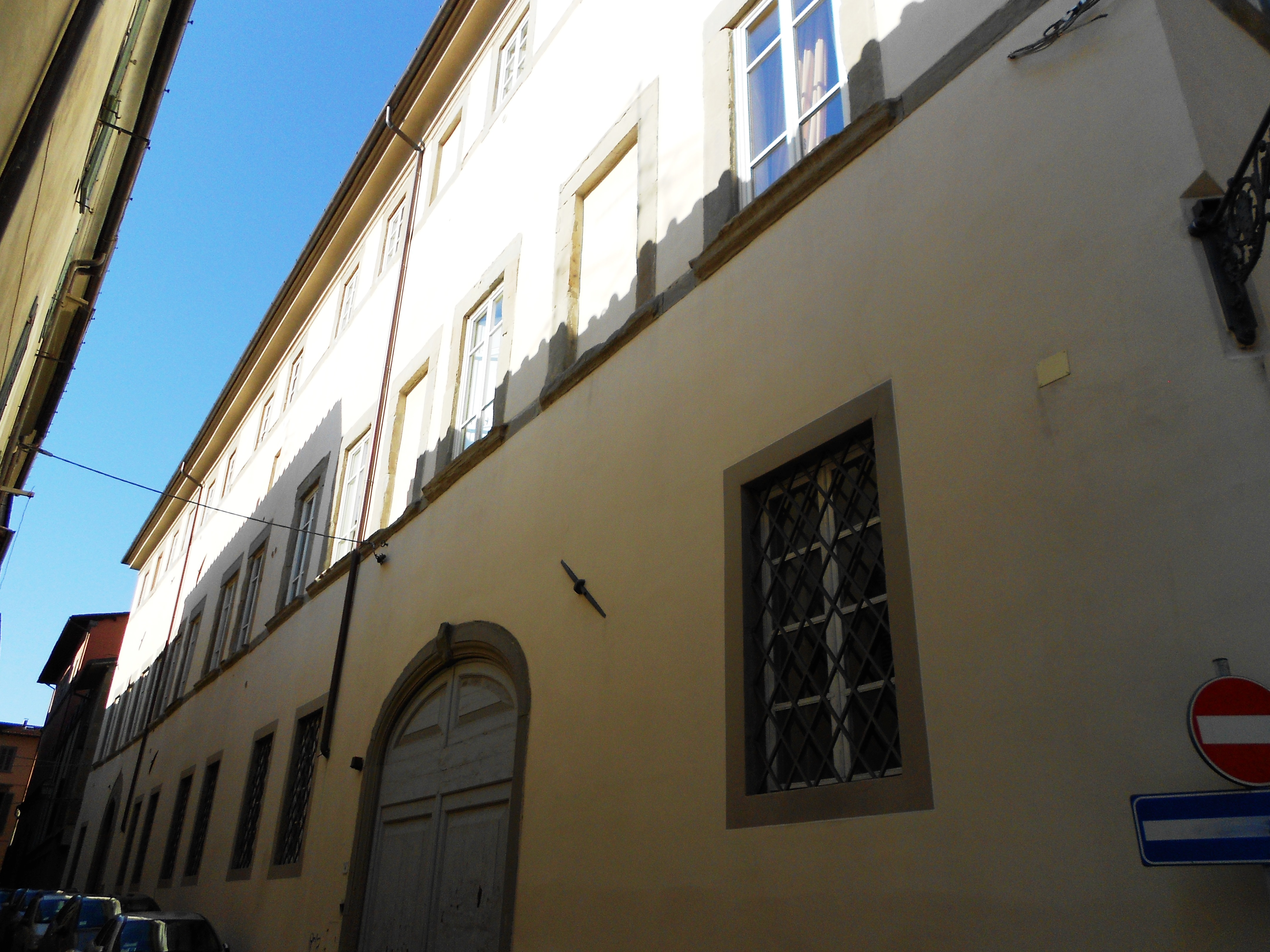
Palazzo Banchieri Rospigliosi di via Amati a Pistoia
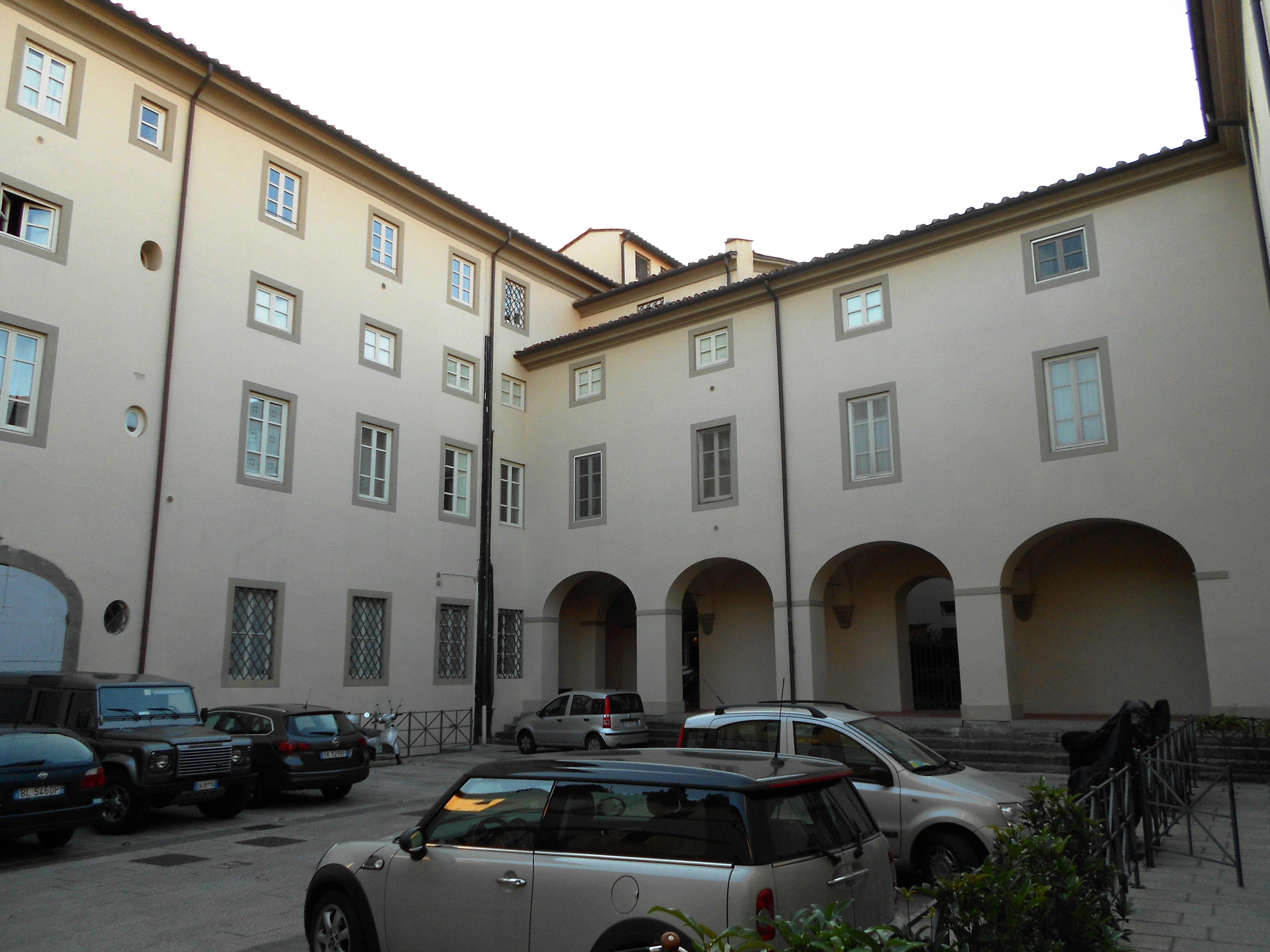
Palazzo Banchieri Rospigliosi di via Amati a Pistoia
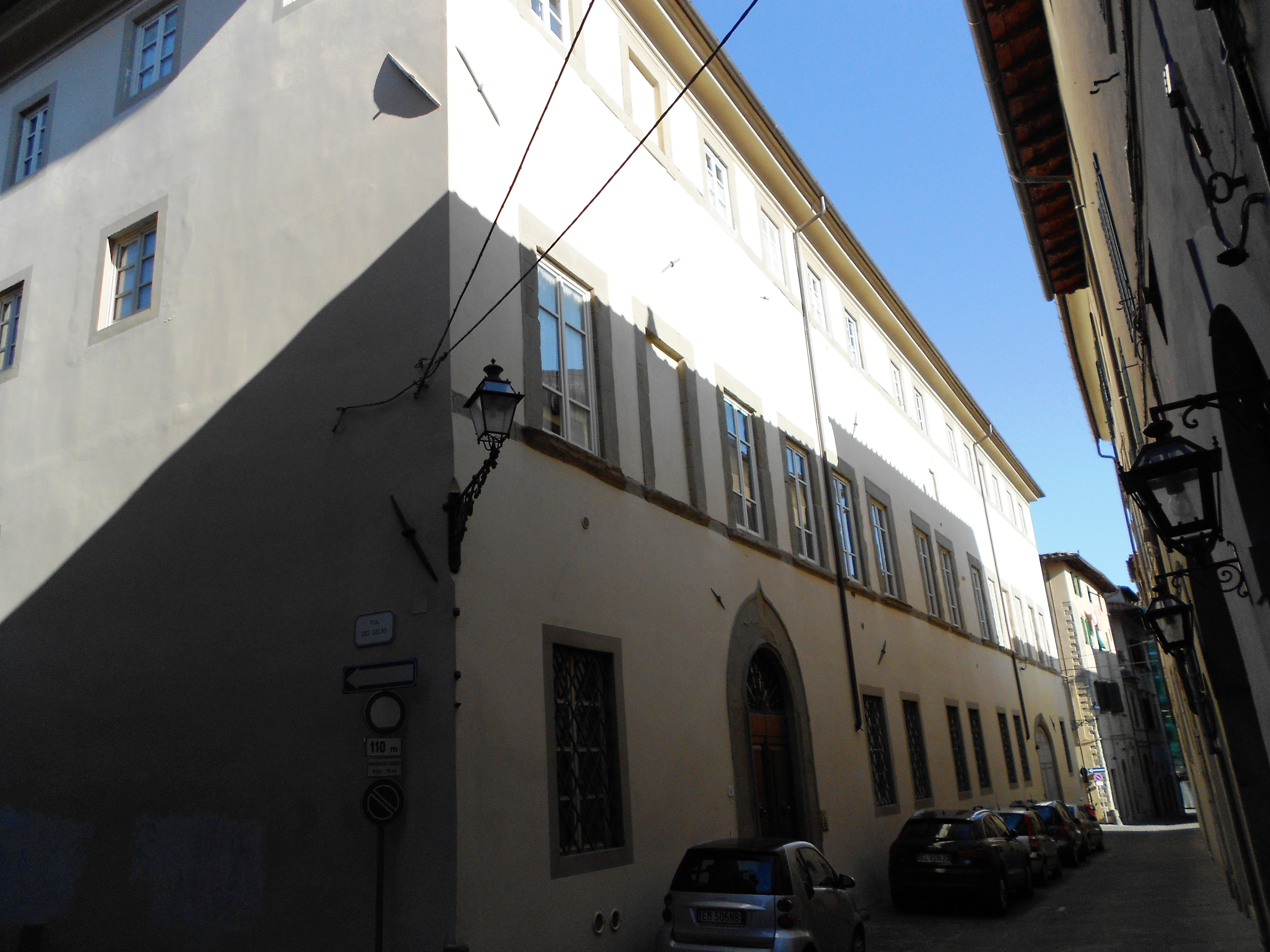
Palazzo Banchieri Rospigliosi di via Amati a Pistoia
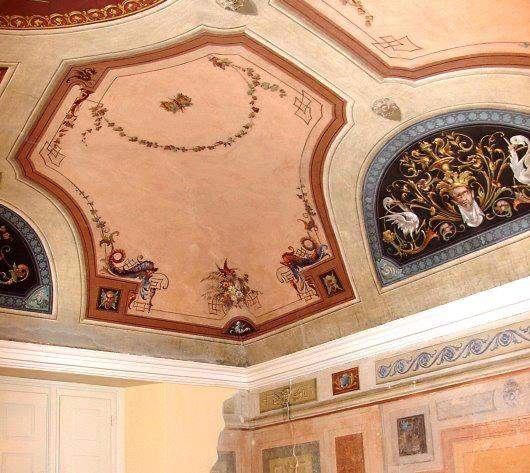
Palazzo Banchieri Rospigliosi di via Amati a Pistoia (interno)
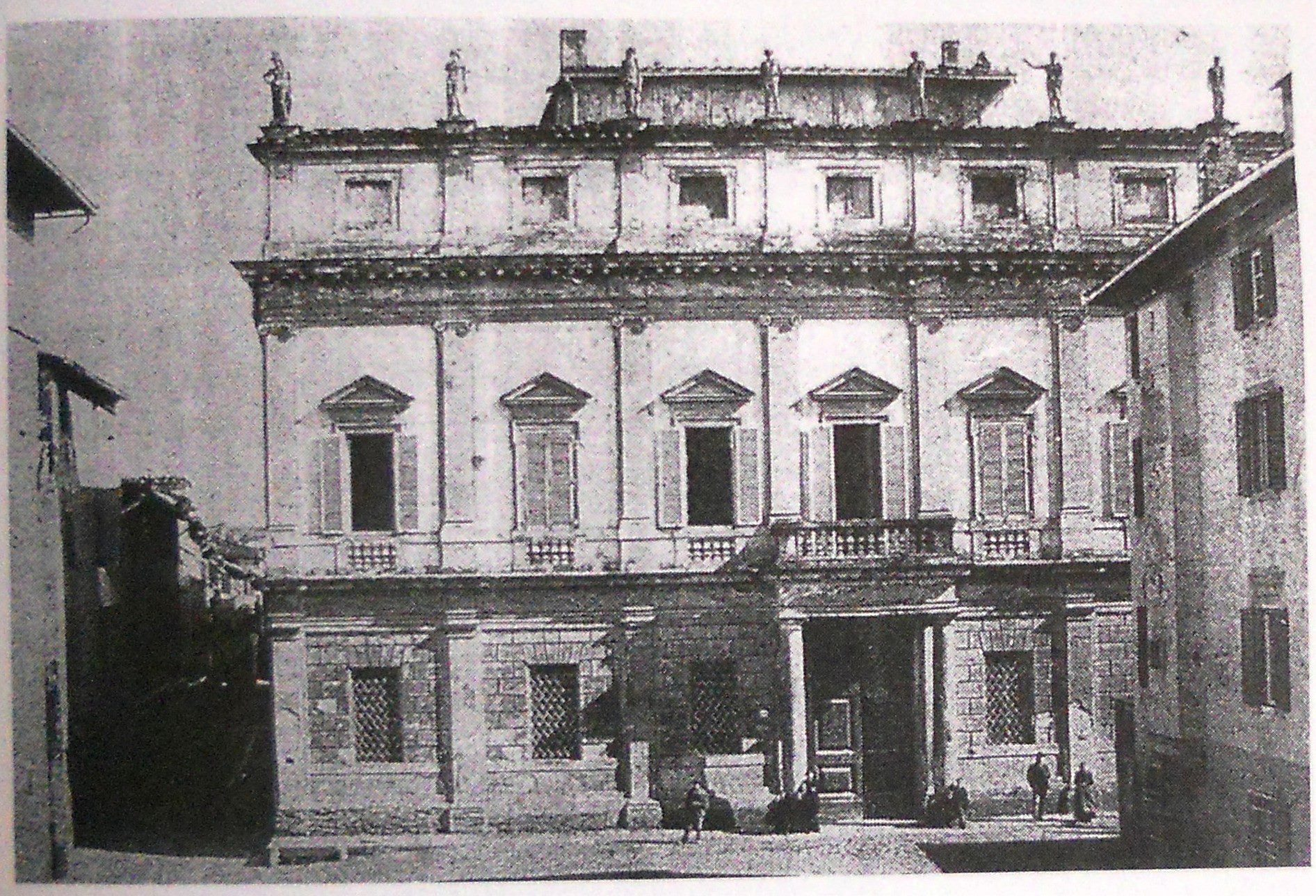
Palazzo Banchieri di corso Gramscia a Pistoia
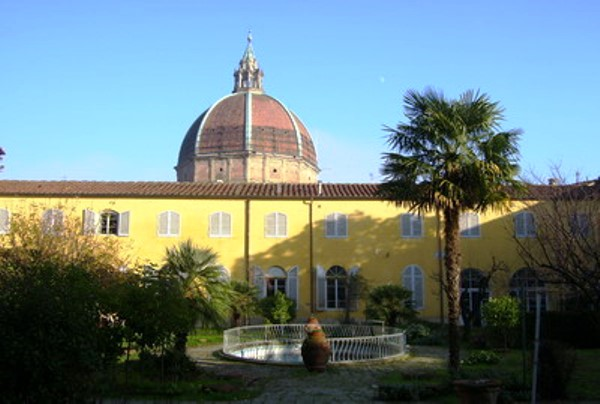
Palazzo Banchieri (oggi convento Santa Maria degli Angeli)
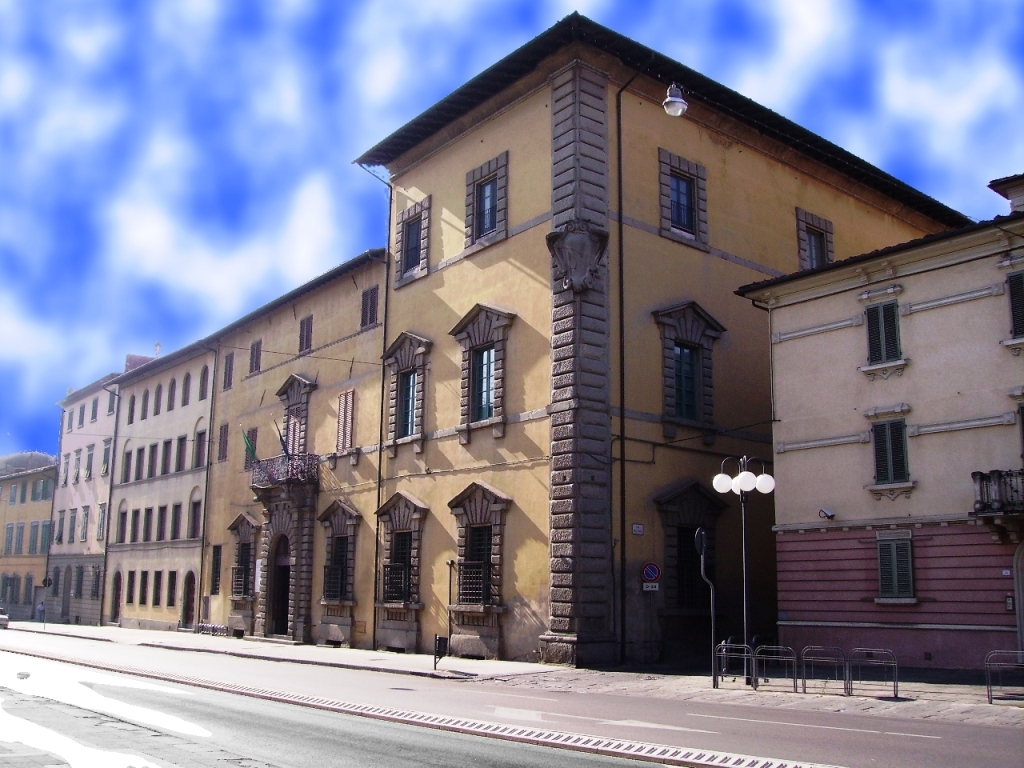
Palazzo Banchieri già Sozzifanti (detto del Priorino) a Pistoia
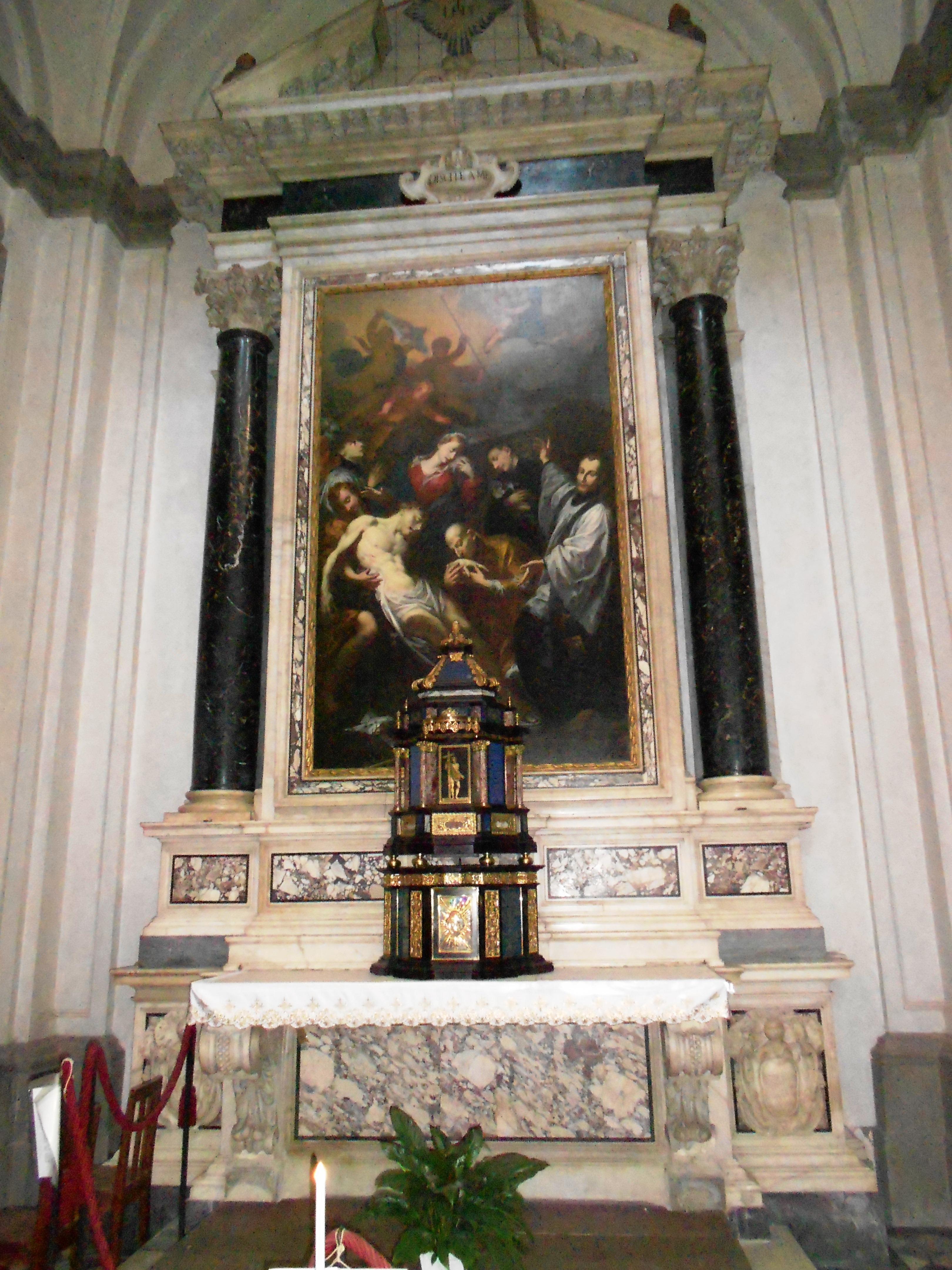
Cappella della famiglia Banchieri nella Chiesa dello Spirito Santo a Pistoia
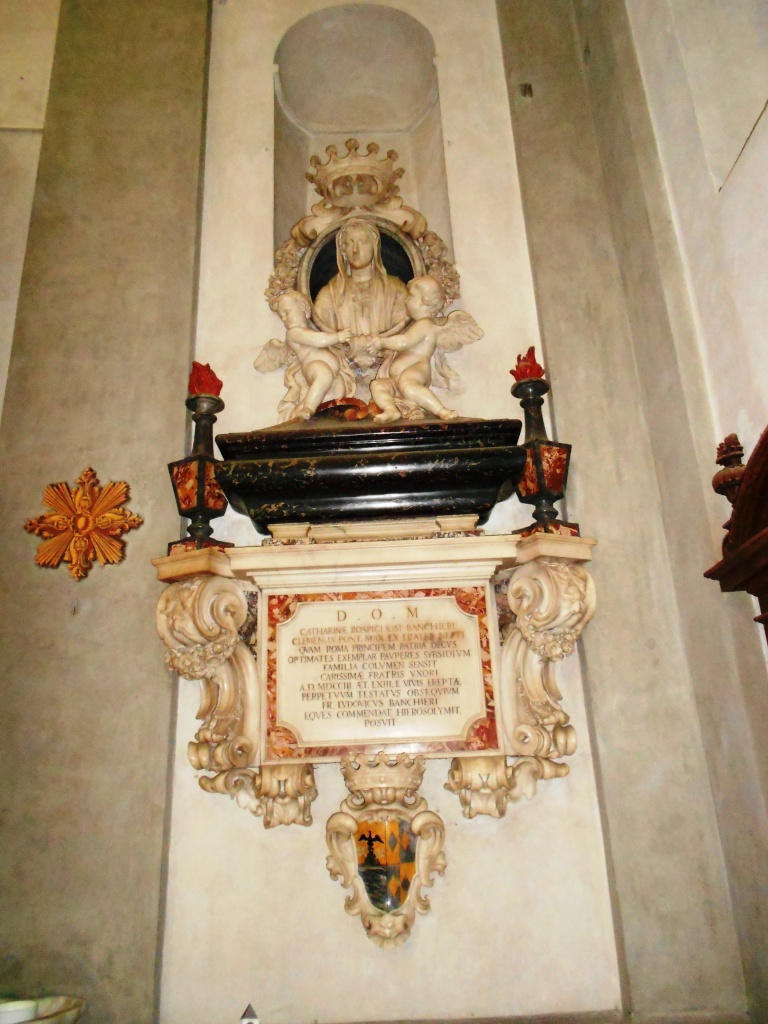
Monumento funebre di Caterina Rospigliosi Banchieri
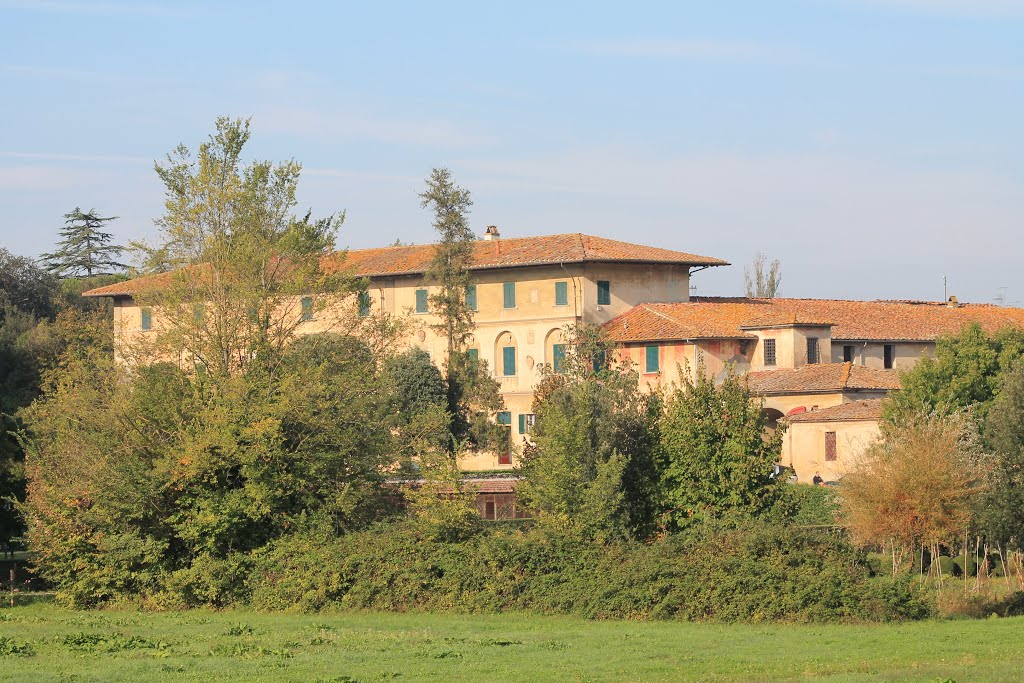
Villa Poggi Banchieri a Castelmartini (Pistoia)
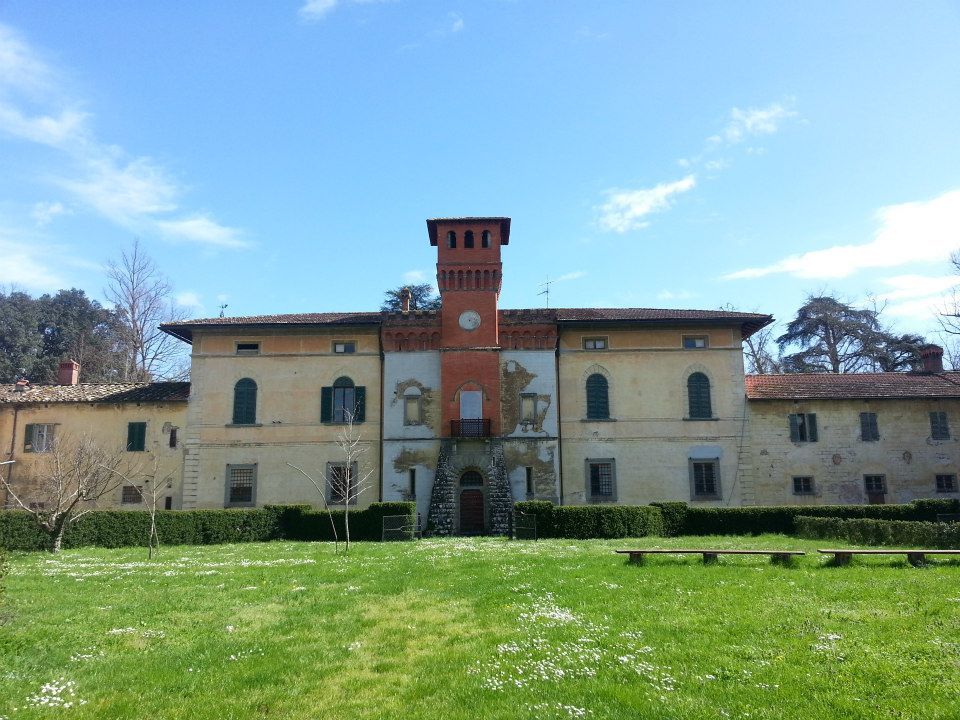
Villa Banchieri al Santonuovo di Quarrata (Pistoia)
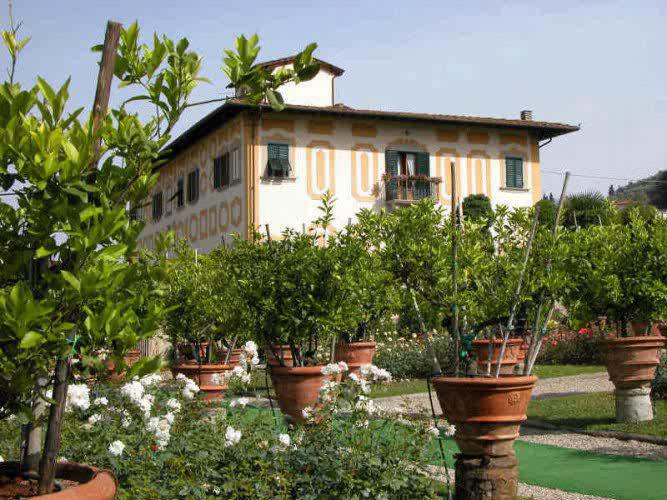
Villa Aldobrandini Banchieri Rospigliosi a Prato
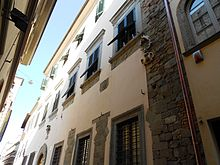
Palazzo Rospigliosi di via del Duca a Pistoia
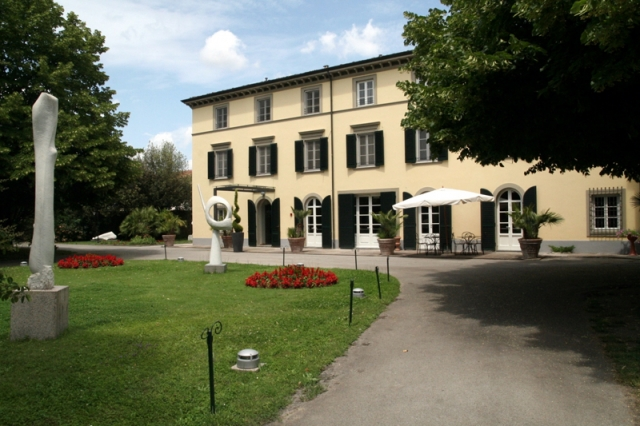
Villa Banchieri a Lucca

### I rami di Lucca, Feltre, Napoli e Tortona
Nel XV secolo un ramo dei Banchieri di Pistoia si trasferisce a Lucca: tra essi sono menzionati Giovanni Banchieri, Vicario di Castiglione nel contado di Lucca per il 1449, e i suoi figli Ser Antonio, Ser Domenico e Ser Martino, insigniti della nobiltà civica (patriziato) lucchese, Pietro figlio di Antonio e della Nob. Teresa de Franciottis di Carrara e ancora vivente nel 1531, Silvestro, Rettore della Chiesa di S. Michele di Camigliano (1607). Tale ramo, di cui tutt'oggi esiste la villa Banchieri a Lunata di Capannori, fu detto dei Banchieri Secondi e aveva un suo stemma nobiliare, differente da quello del ramo di Pistoia, che viene così blasonato: partito, con la fascia di argento sulla partizione caricata da un leone illeopardito, nel 1° di azzurro a tre stelle a sei raggi di oro, nel 2° palato di rosso e di argento di quattro pezzi, i pali rossi caricati ognuno di due coppie di monete d'oro crociate e poste in palo, una moneta di ogni gruppo in parte sovrapposta all'altra. Il soprannome "Secondi" fu dato per distinguerli dal ramo di Banchieri, detti "Principali", che compare a Lucca nel XVI secolo e che mantenne lo stemma originario della famiglia pistoiese: si ricorda in particolare Francesco Banchieri (1627-1704) e suo figlio Carlo, entrambi tumulati nella cappella gentilizia del SS. Sacramento all'interno della Chiesa di S. Francesco assieme agli esponenti delle più nobili famiglie lucchesi (ad esempio Castracane e Guinigi). Purtroppo a oggi non è possibile ricostruire in maniera certa il punto di contatto tra l'albero genealogico dei Banchieri di Pistoia e quelli di Lucca (né i Principali né i Secondi).
È abbastanza certo il collegamento tra i Banchieri Secondi di Lucca e i Banchieri di Feltre, i cui stemmi presentano notevoli affinità: l'identità della partizione, la fascia e il leone illeopardito. Inoltre nello stemma del ramo di Feltre, il leone tiene in mano una pistola, simbolo della città di Pistoia (in quanto fu la prima a fabbricarne e diede il nome all'arma), origine antica dei Banchieri di Lucca. Il ramo di Feltre fu insignito del titolo di Nobili di Svezia con Regio Diploma datato 9 agosto 1569 e firmato da S.M. il Re Giovanni III di Svezia. Tale titolo fu confermato dalla Repubblica di Venezia con diplomatica investitura il 6 giugno 1787 per Taddeo Banchieri e per i suoi discendenti e grazie a tale requisito il 13 giugno 1903 i fratelli Francesco, Giovanni Battista, Bernardo e Giovanni Battista Giuseppe di Antonio furono aggregati al Consiglio Nobile di Feltre.
Altrettanto certa è la derivazione dal ramo lucchese dei Banchieri di quello di Napoli: all'interno del Libbro delle famiglie nobili della Repubblica di Lucca e loro stemmi (1628), leggiamo che Ser Domenico Francesco Maria Banchieri di Lucca, figlio di Giuseppe Arcangelo Gaetano di Carlo Francesco, prese in moglie Donna Maria Santini, patrizia lucchese, e si trasferì a Napoli a metà del XVIII secolo dove diede alla luce tra gli altri Romualdo Anselmo Raimondo (*Napoli, 22 aprile 1766), marito della Nob. Donna Teresa Ruiz, di origine spagnola e padre di Raffaella Banchieri Jmar, Carlo, Maria Carolina Luisa, Francesco e Maria Anna.
Sempre nel XVIII secolo, forse a causa del declino vissuto dalla famiglia per la forte vicinanza politica all'ormai caduto in disgrazia Monsignor Scipione de' Ricci, Vescovo di Pistoia, un figlio di Ignazio di Pietro Banchieri e di Caterina Bartolini Salimbeni, Giovanni Antonio Maria Banchieri, si trasferì in Piemonte a Tortona (AL), dove già in precedenza un altro ramo della famiglia si era impiantato, probabilmente al seguito dei Marchesi Malaspina, coi quali i Banchieri intrattenevano importanti relazioni politiche e militari (e che in quegli anni portarono la loro sede nel centro di Tortona, erigendo il bellissimo Palazzo Malaspina nell'omonima piazza). A Tortona, la famiglia ebbe grande lustro soprattutto grazie alla figura del cavalier Pietro Banchieri (1901 - 1990), figlio di Giuseppe di Pietro Banchieri e di Teresa Gatti, che ricoprì la carica di Podestà di Tortona, di Direttore dell'A.M.A. e di Presidente della Cassa di Risparmio di Tortona, Presidente dell'Ospedale Civile di Tortona, Presidente della Commissione Economica dell'U.NA.CO.M.A.(Unione nazionale costruttori macchine agricole) e fu nominato Cavaliere della Repubblica Italiana.

Il Cavalier Pietro Banchieri nel 1936, al tempo in cui era Podestà di Tortona
Il Cavalier Pietro Banchieri a Tortona nel 1936 con S.M. Vittorio Emanuele III di Savoia
Il Cavalier Pietro Banchieri a Tortona nel 1936 con S.M. Vittorio Emanuele III di Savoia
Il Cavalier Pietro Banchieri con S.M. Vittorio Emanuele III di Savoia
Il Cavalier Pietro Banchieri con S.M. Vittorio Emanuele III di Savoia
Il Cavalier Pietro Banchieri con Benito Mussolini alla fondazione di Pontinia

## Stemma della famiglia Banchieri
Lo stemma Banchieri è presente a Pistoia sia in contesti ecclesiastici, come sulla facciata della chiesa di San Paolo o all'interno della Chiesa dello Spirito Santo, che in contesti palaziali, come la Villa Banchieri di Castermartini e la Fattoria Santonuovo di Quarrata.
Due versioni differenti dello stemma Banchieri sono depositate presso l'Archivio di Stato di Firenze: una più antica, risalente all'età medievale, e una più recente, risalente alla seconda metà del XVIII secolo.
Il Marchese Vittorio Spreti lo blasona così: Monte a sei cime di verde uscente da mare di argento ondato di azzurro cimato da - aquila di nero su oro - 2 garofani di argento stelati di verde uscenti dai lati del monte su oro.
Dello stemma Banchieri esistono diverse varianti, sviluppatesi nel tempo, tra cui alcune con l'aquila sormontata dalla Croce di Santo Stefano e alcune Banchieri Rospigliosi (con stemma partito nel I di Banchieri e nel II di Rospigliosi) per i discendenti diretti di Niccolò Banchieri e Caterina Rospigliosi.

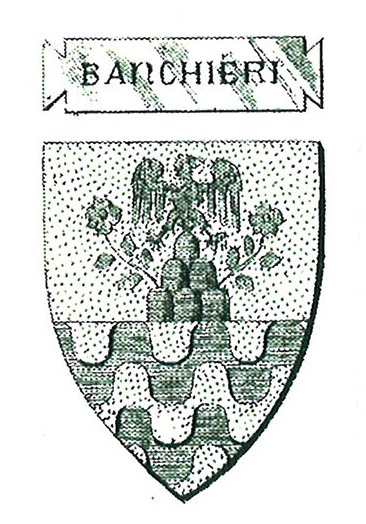
Stemma Banchieri (versione dei secoli XIII-XVII)
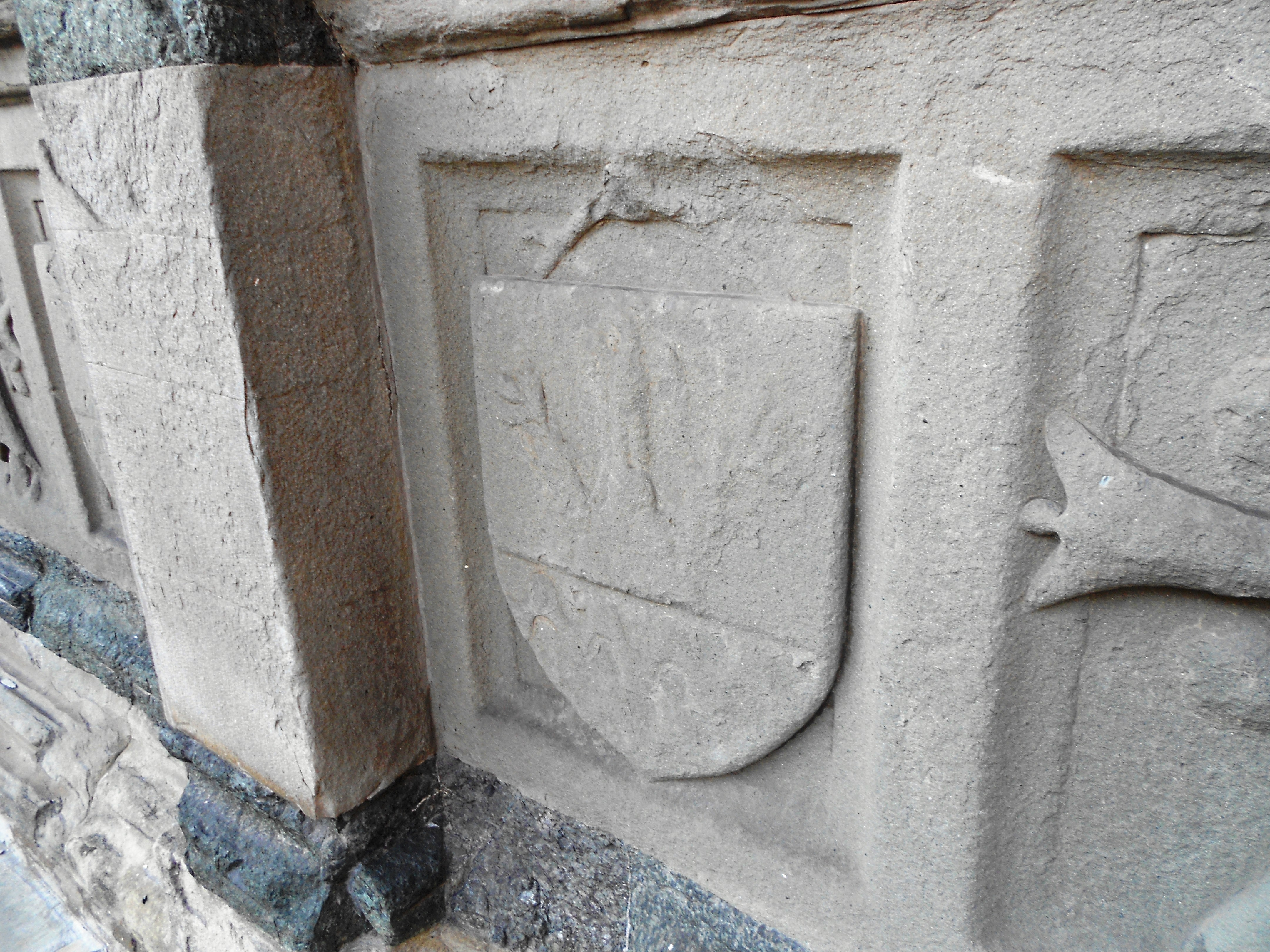
Stemma Banchieri su arca della chiesa di San Paolo a Pistoia (XIII sec.)
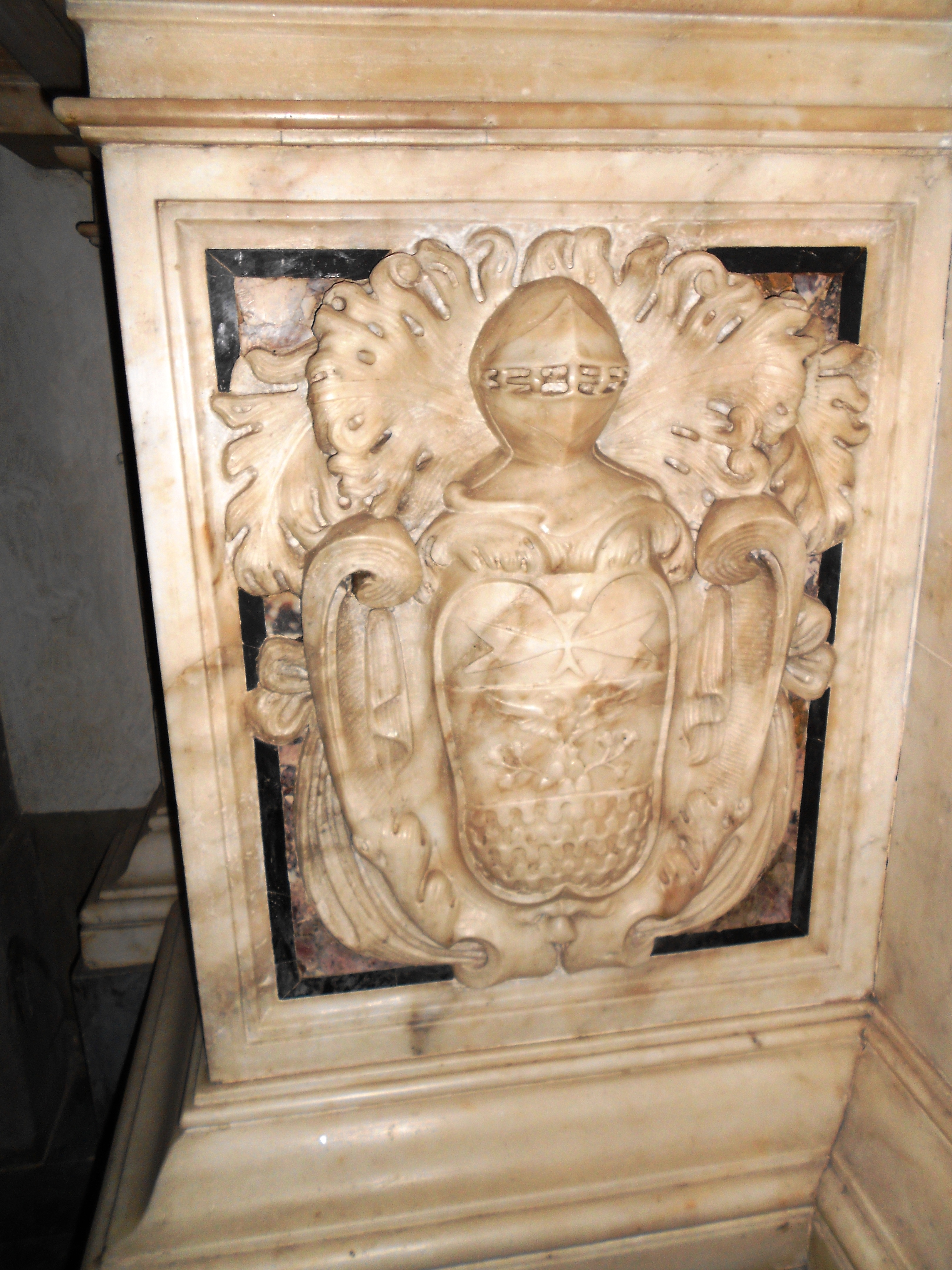
Stemma Banchieri con croce dei Cavalieri di Santo Stefano
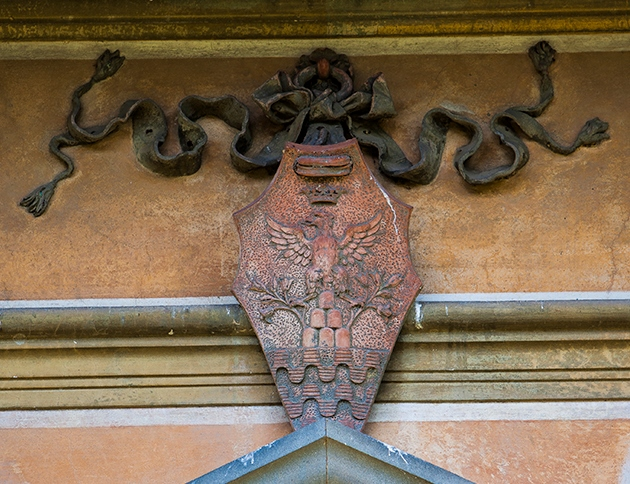
Stemma Banchieri (sulla facciata della Villa Banchieri al Santonuovo - Quarata)
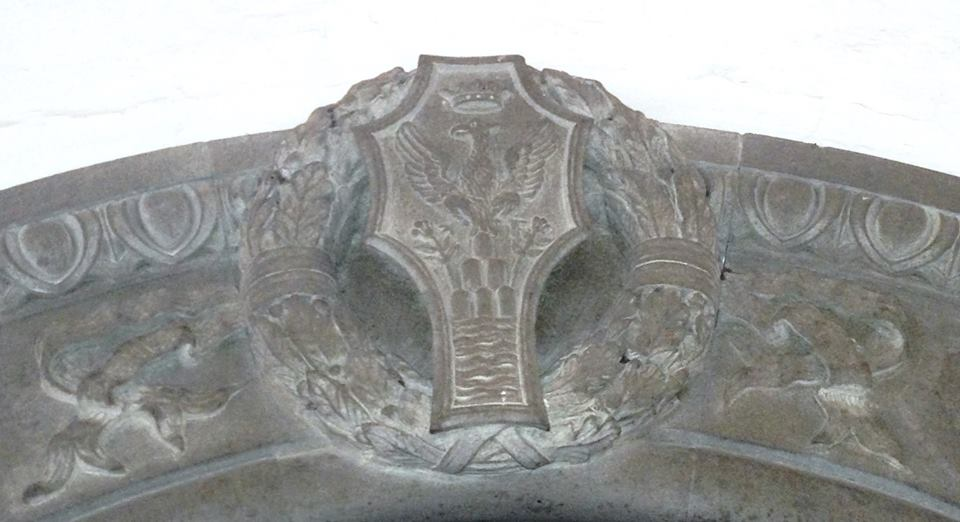
Stemma Banchieri (cappella di famiglia, Cimitero di Pistoia)
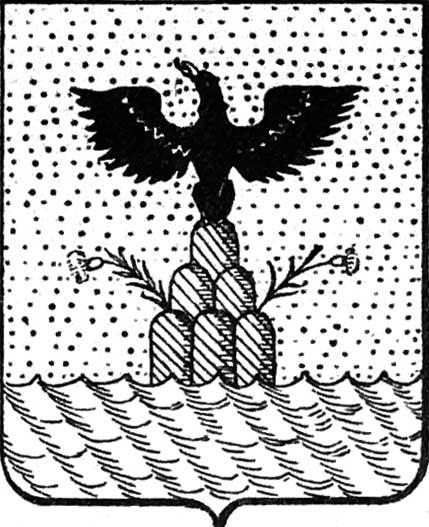
Stemma Banchieri in Spreti 1 pag495
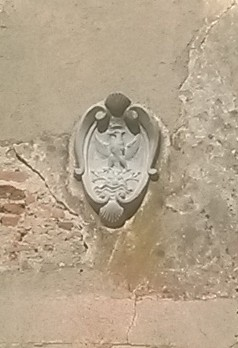
Stemma Banchieri su casa colonica
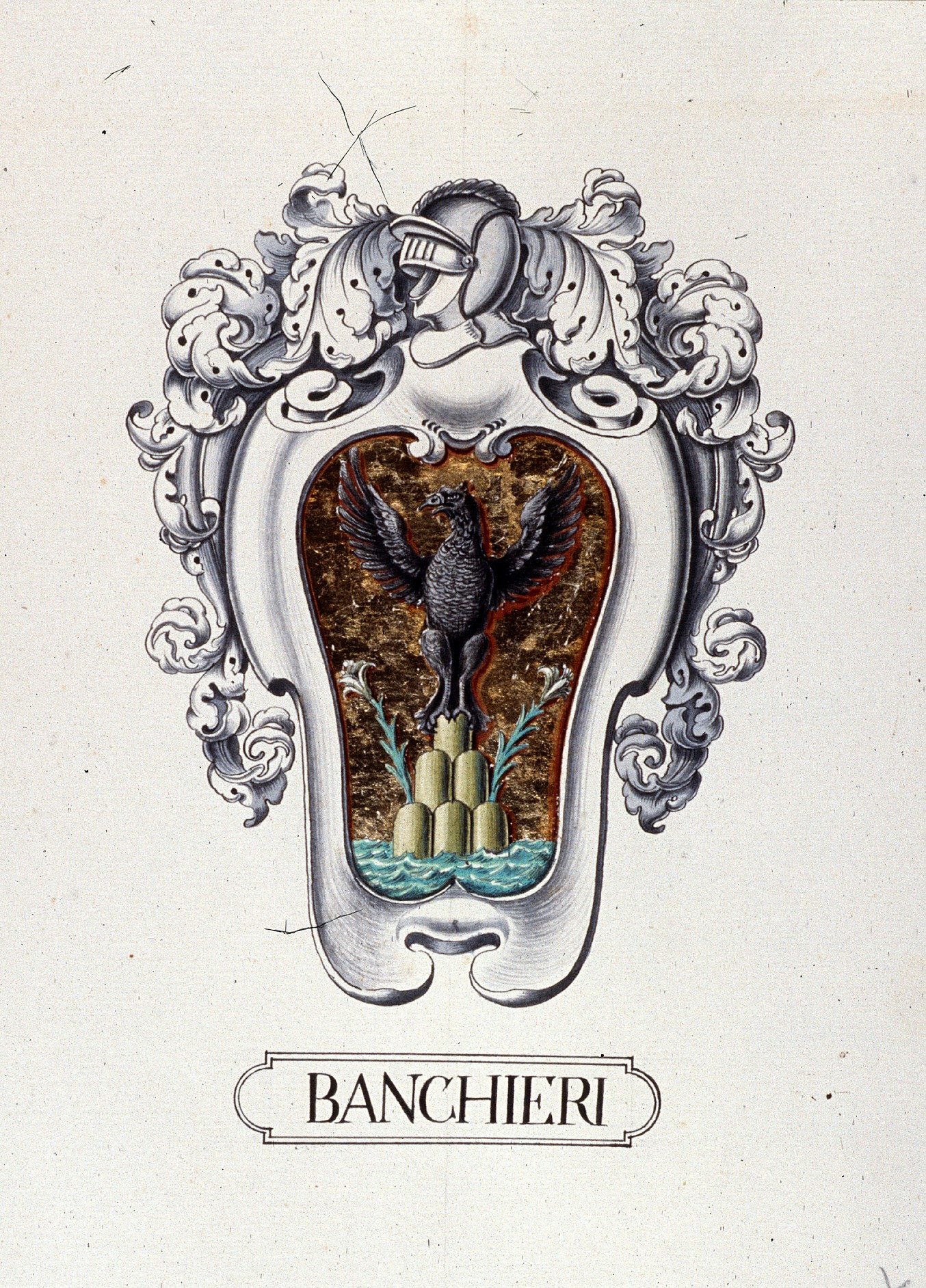
Stemma Banchieri depositato da Ignazio e Camillo Banchieri nella seconda metà del XVIII secolo
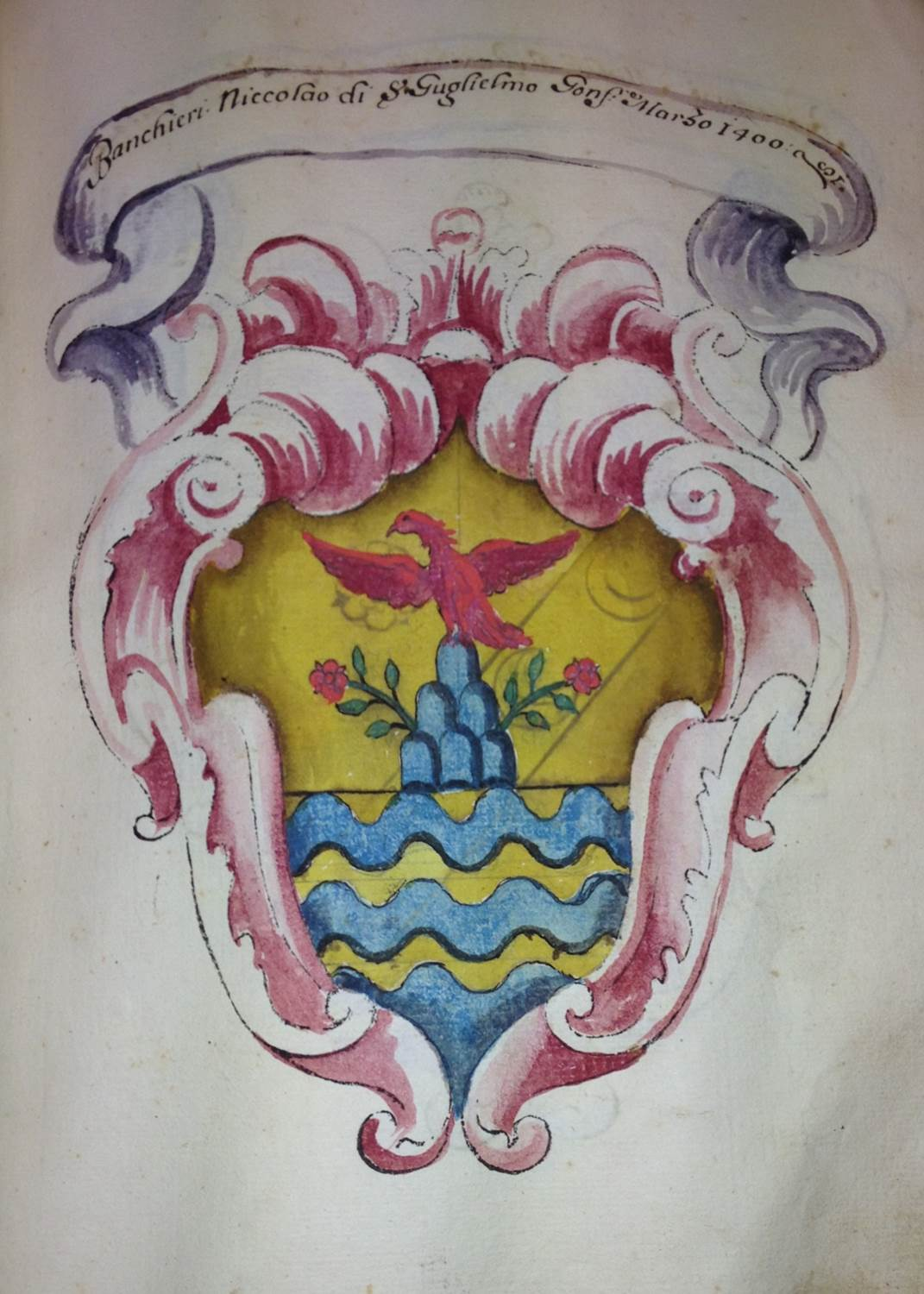
Stemma Banchieri (stemmario Rospigliosi -XVII secolo)
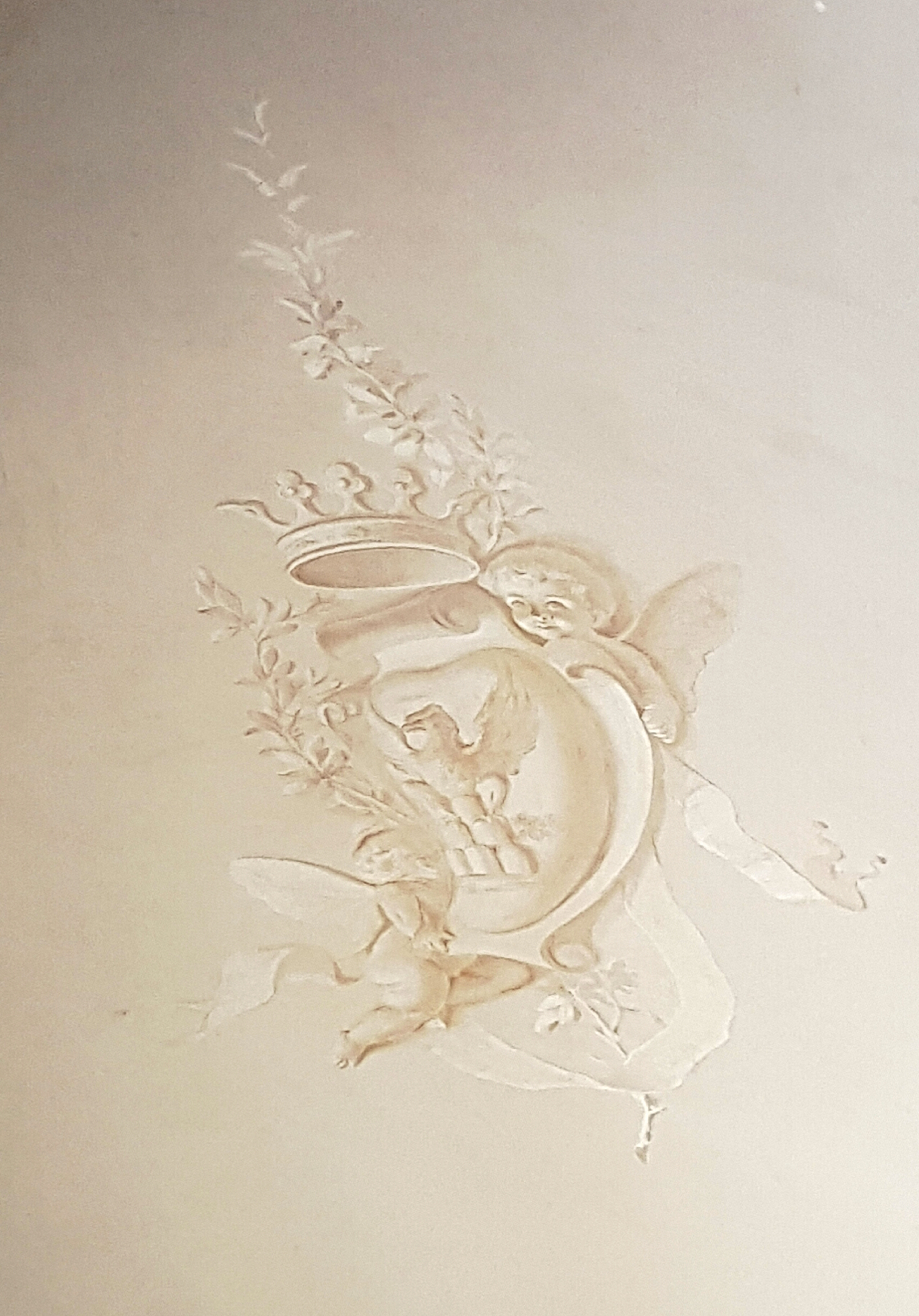
Stemma Banchieri - Villa di Castelmartini
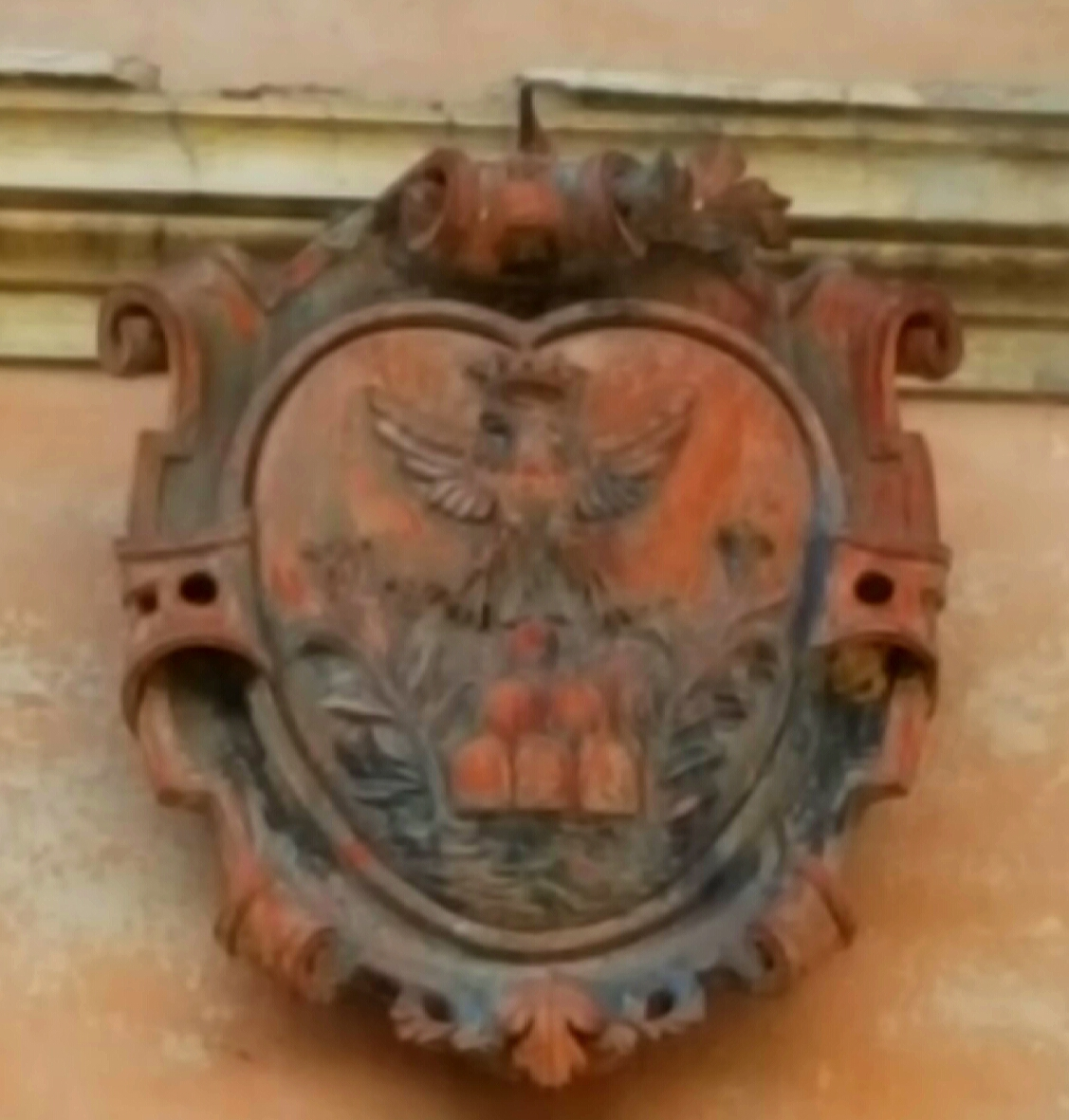
Stemma Banchieri - Villa di Castelmartini
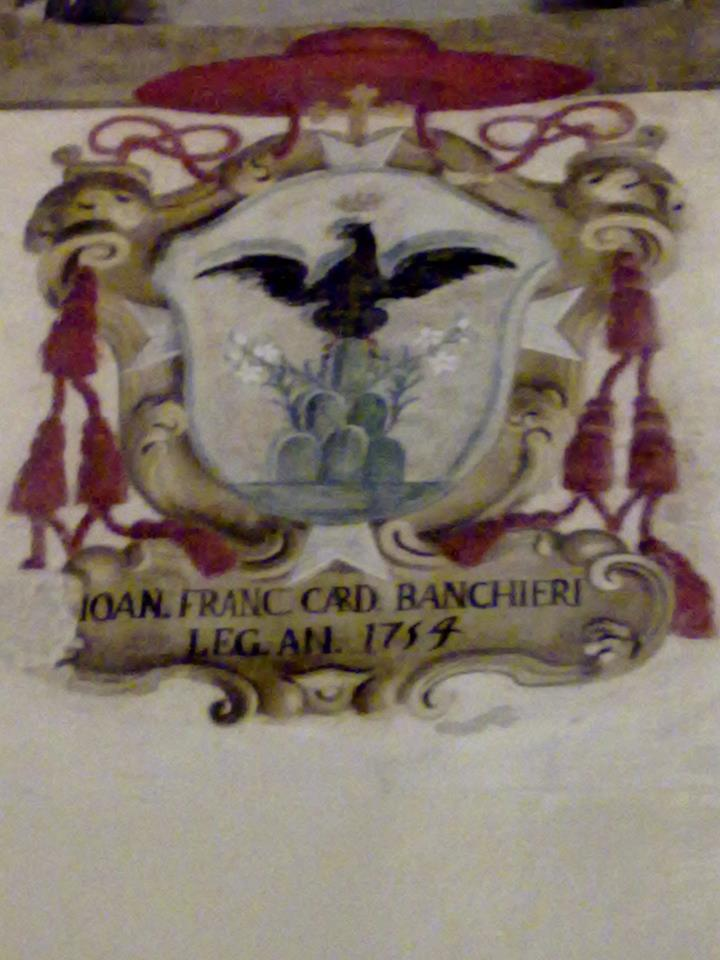
Stemma del Cardinale Giovanni Francesco Banchieri
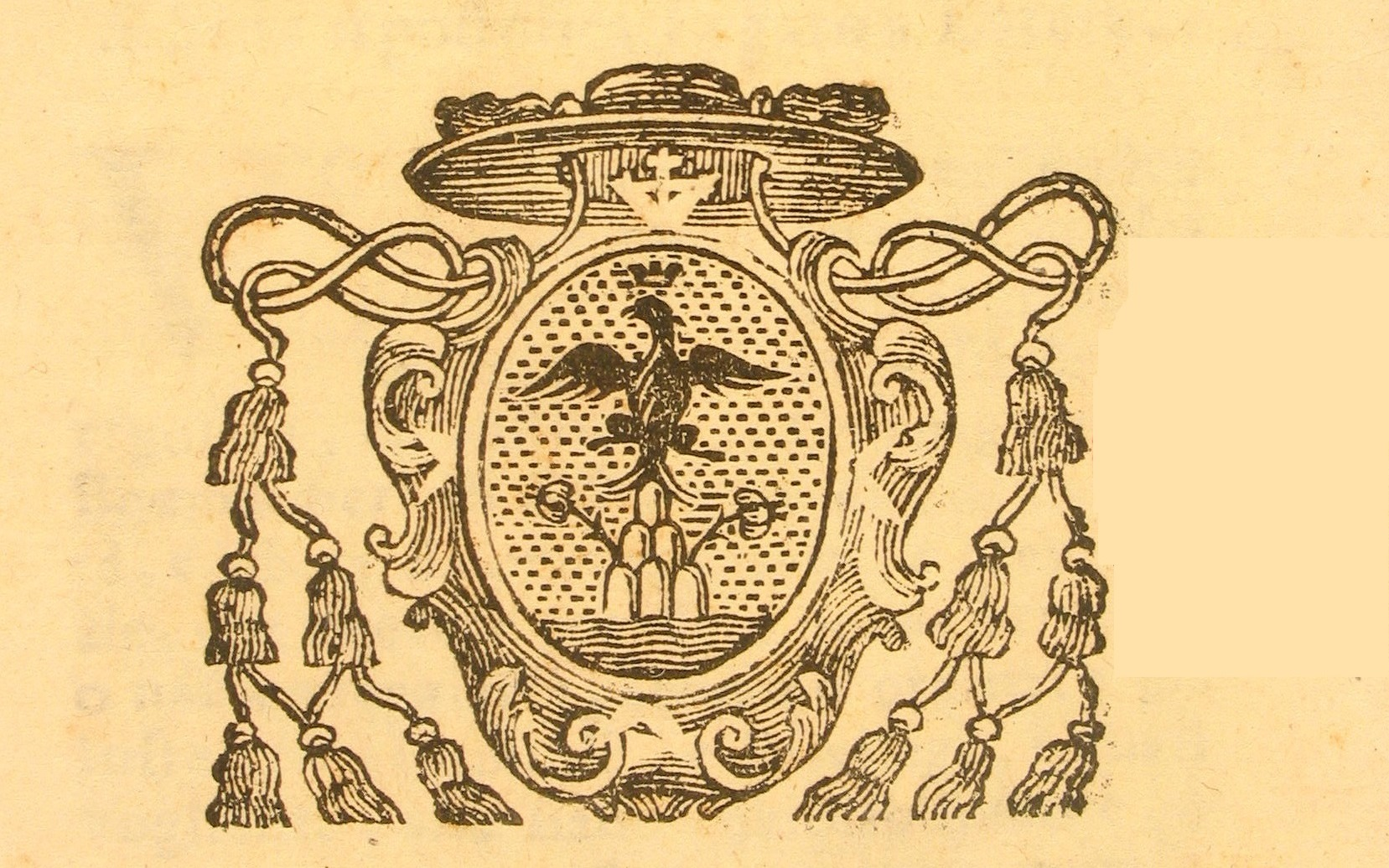
Stemma Cardinale Giovanni Francesco Banchieri
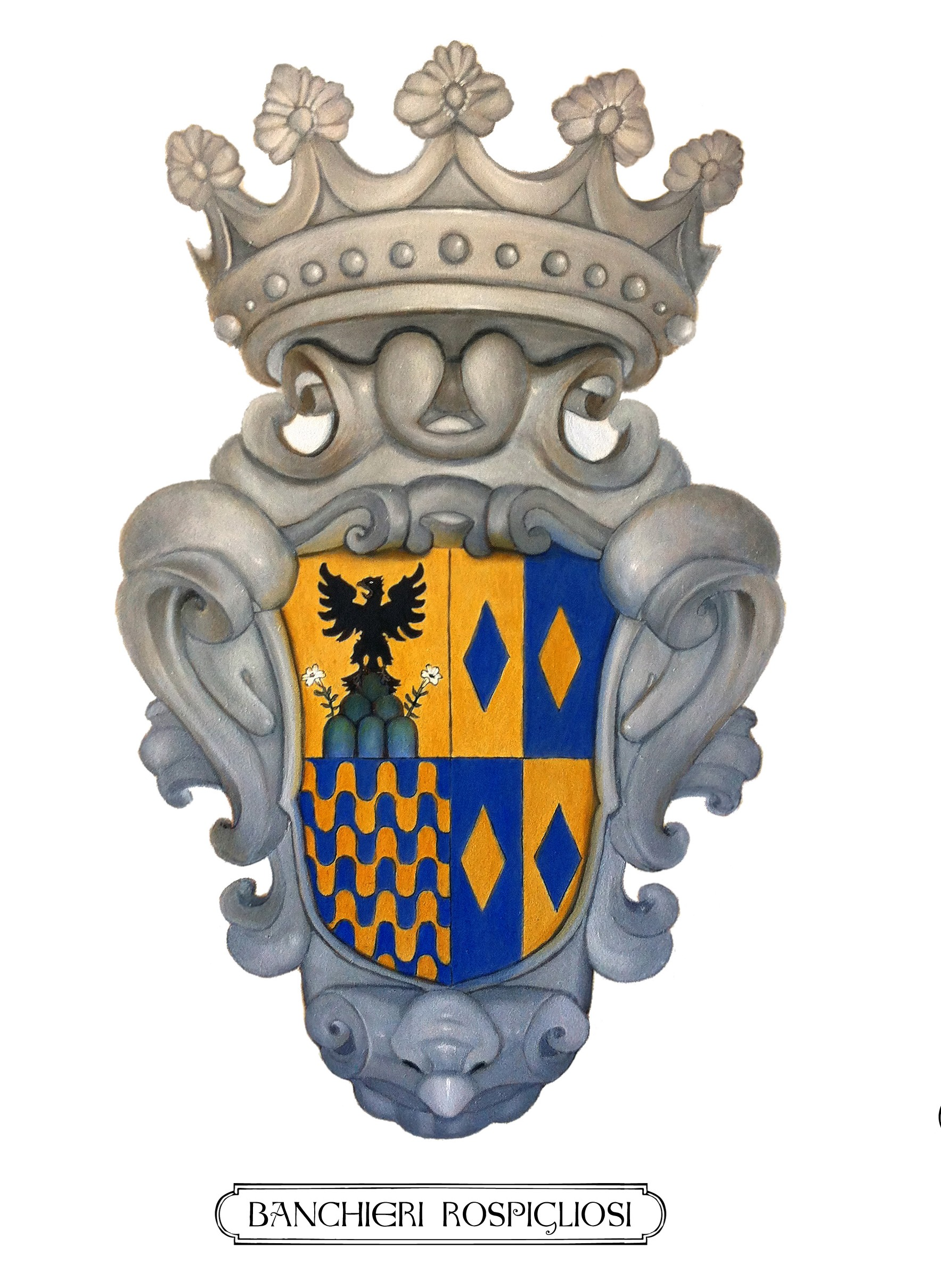
Stemma Banchieri Rospigliosi
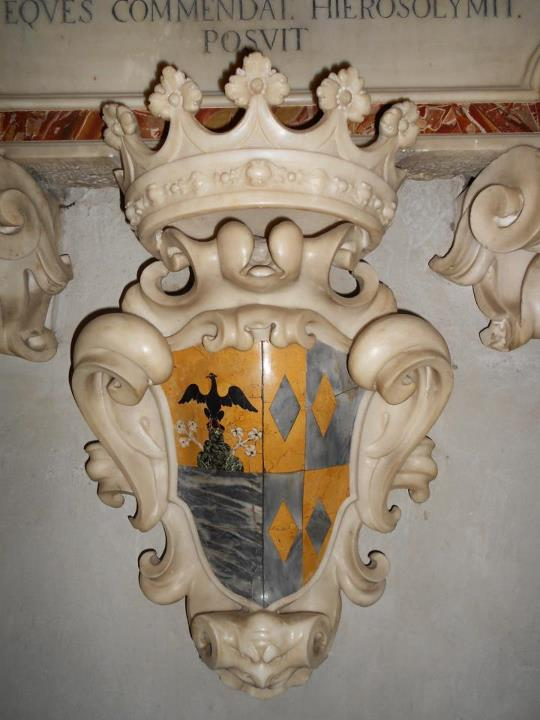
Stemma Banchieri Rospigliosi (Chiesa dello Spirito Santo, Pistoia)
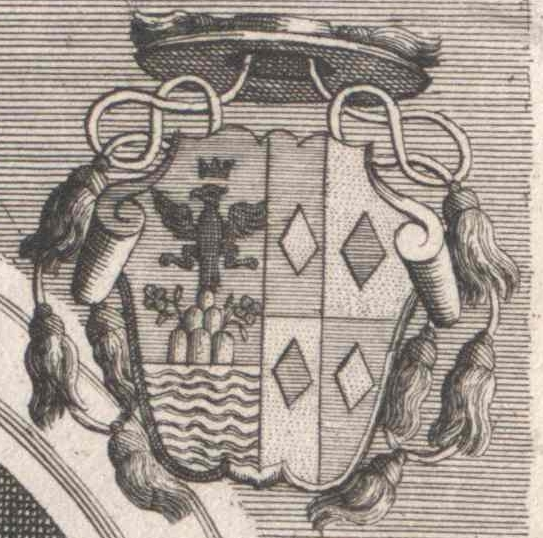
Stemma del cardinale Antonio Banchieri Rospigliosi

### Stemmi delle famiglie imparentate coi Banchieri
Di seguito gli stemmi di alcune famiglie nobili che nei secoli si imparentarono con i Banchieri.

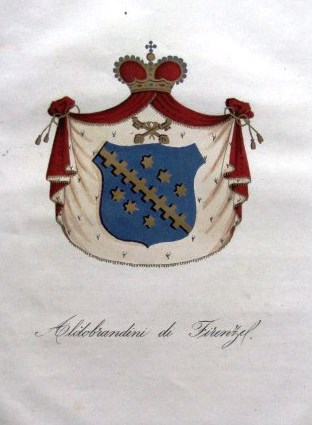
Stemma Aldobrandini
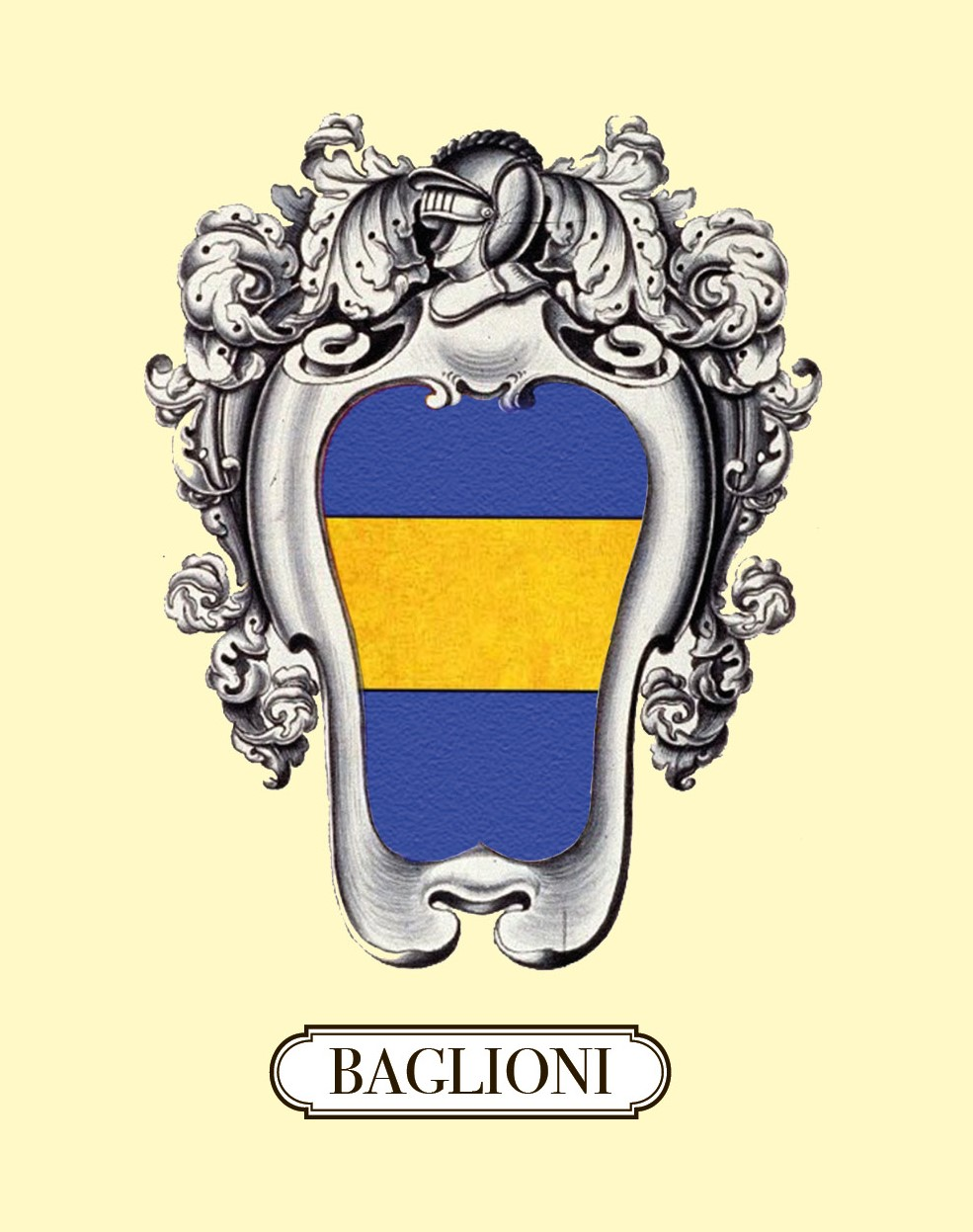
Stemma Baglioni
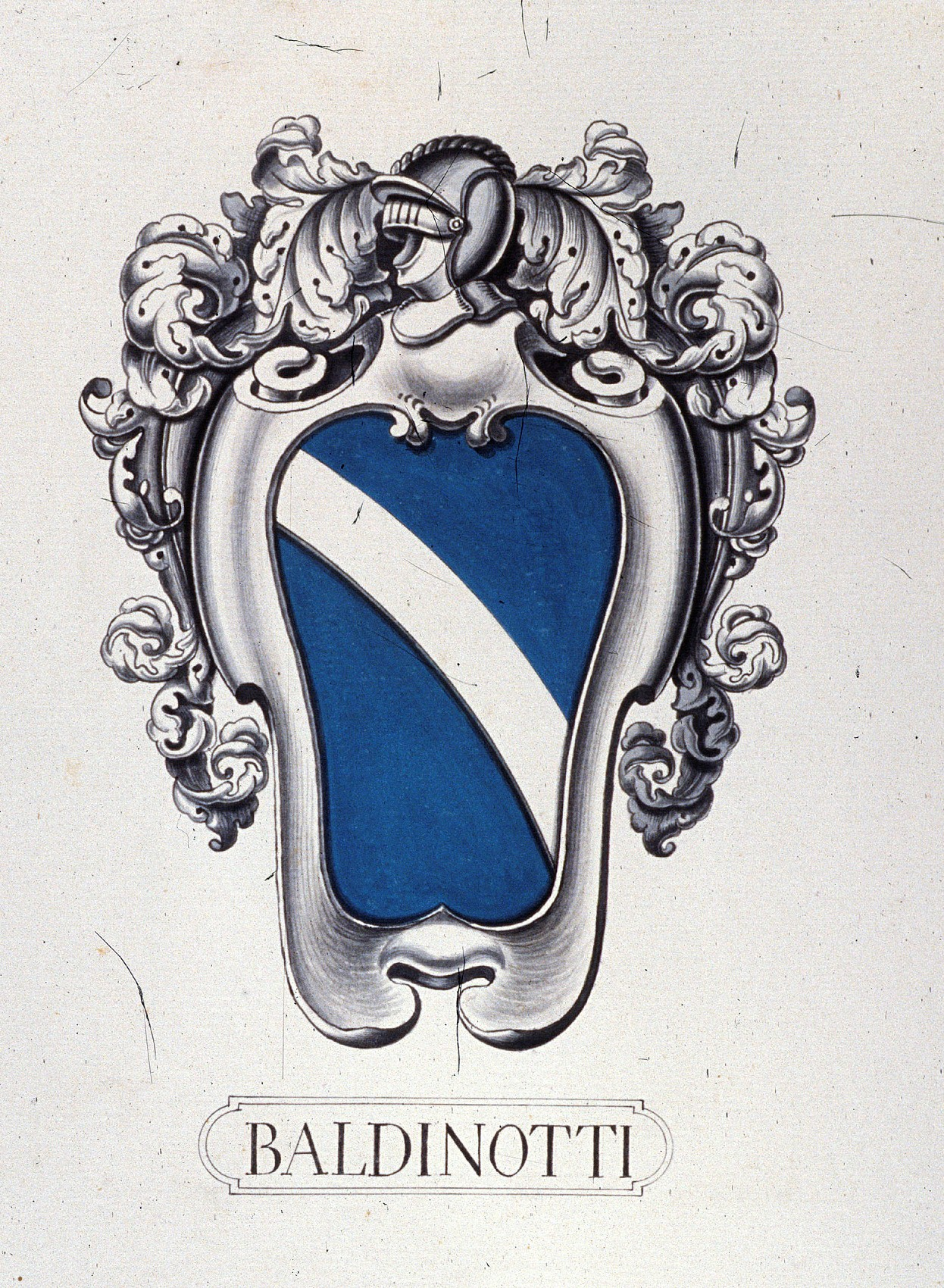
Stemma Baldinotti
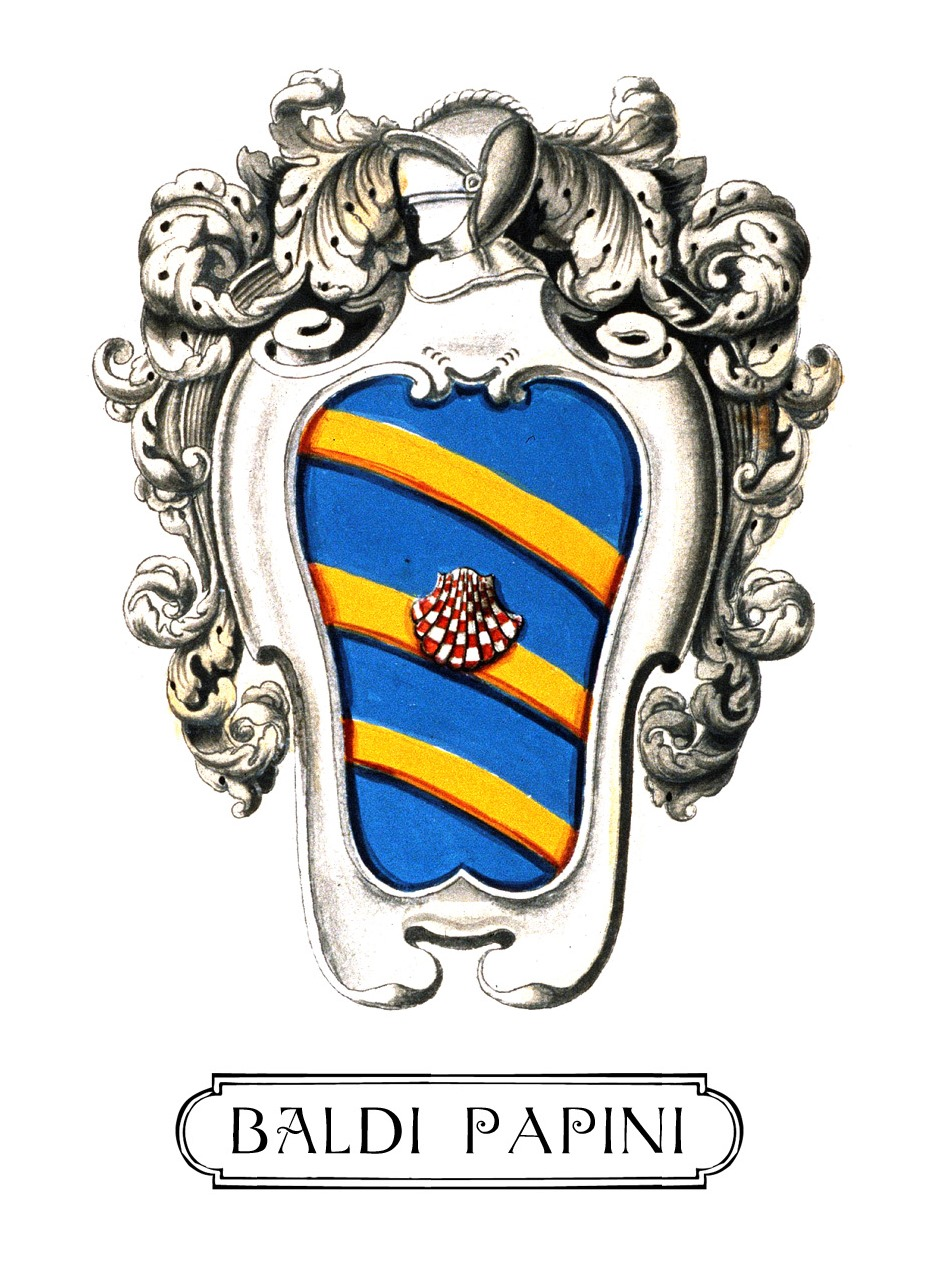
Stemma Baldi Papini
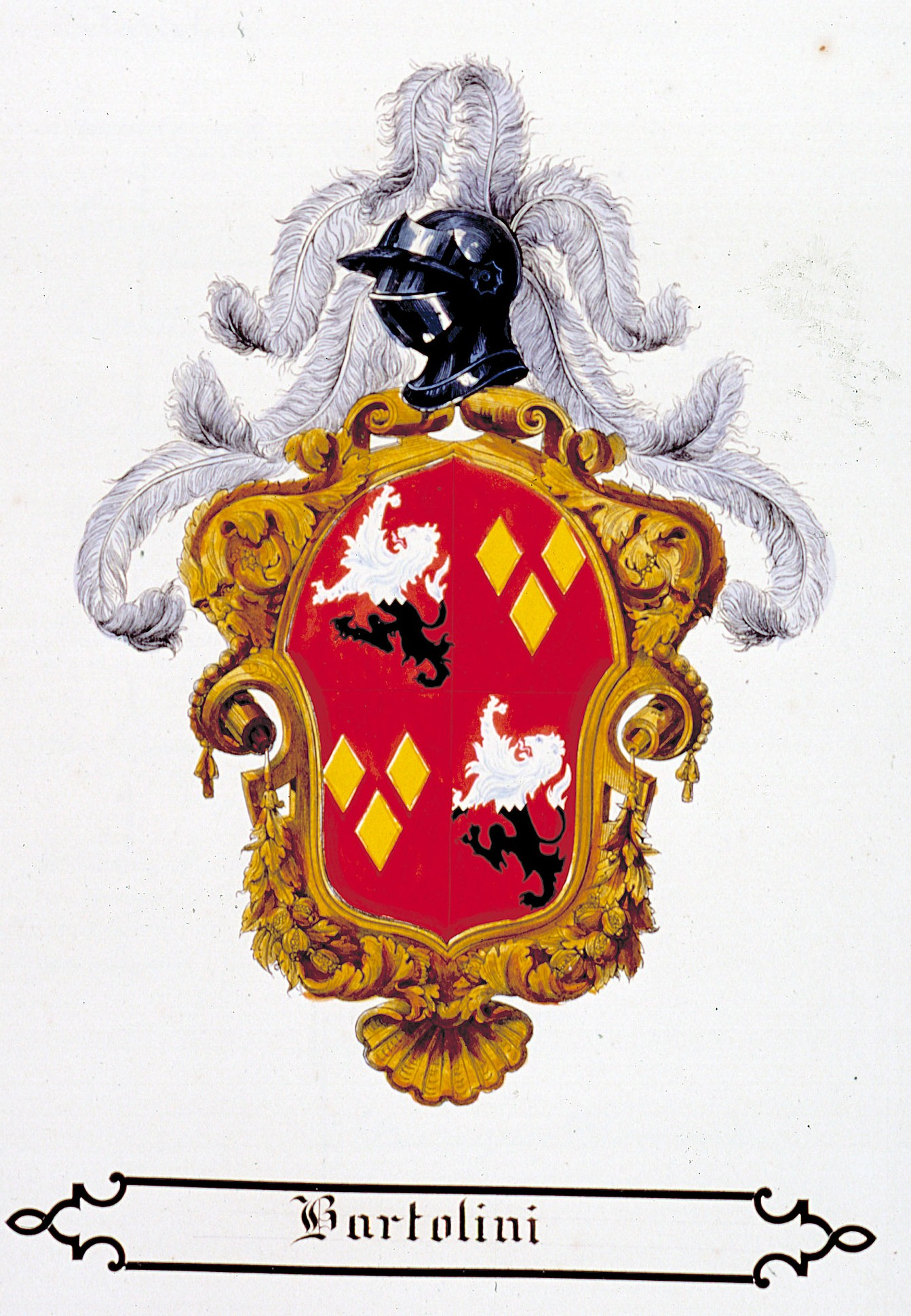
Stemma Bartolini Salimbeni
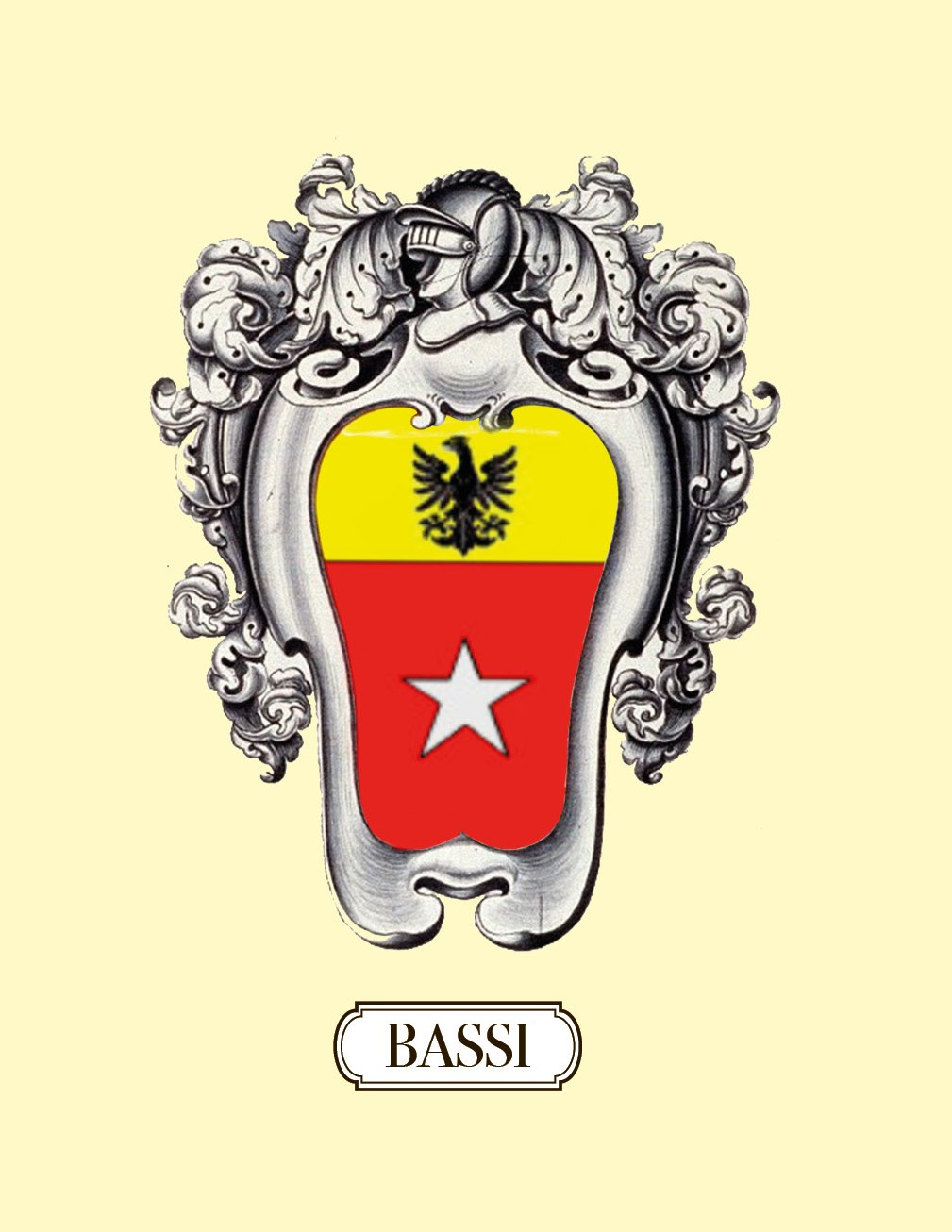
Stemma Bassi di Tortona
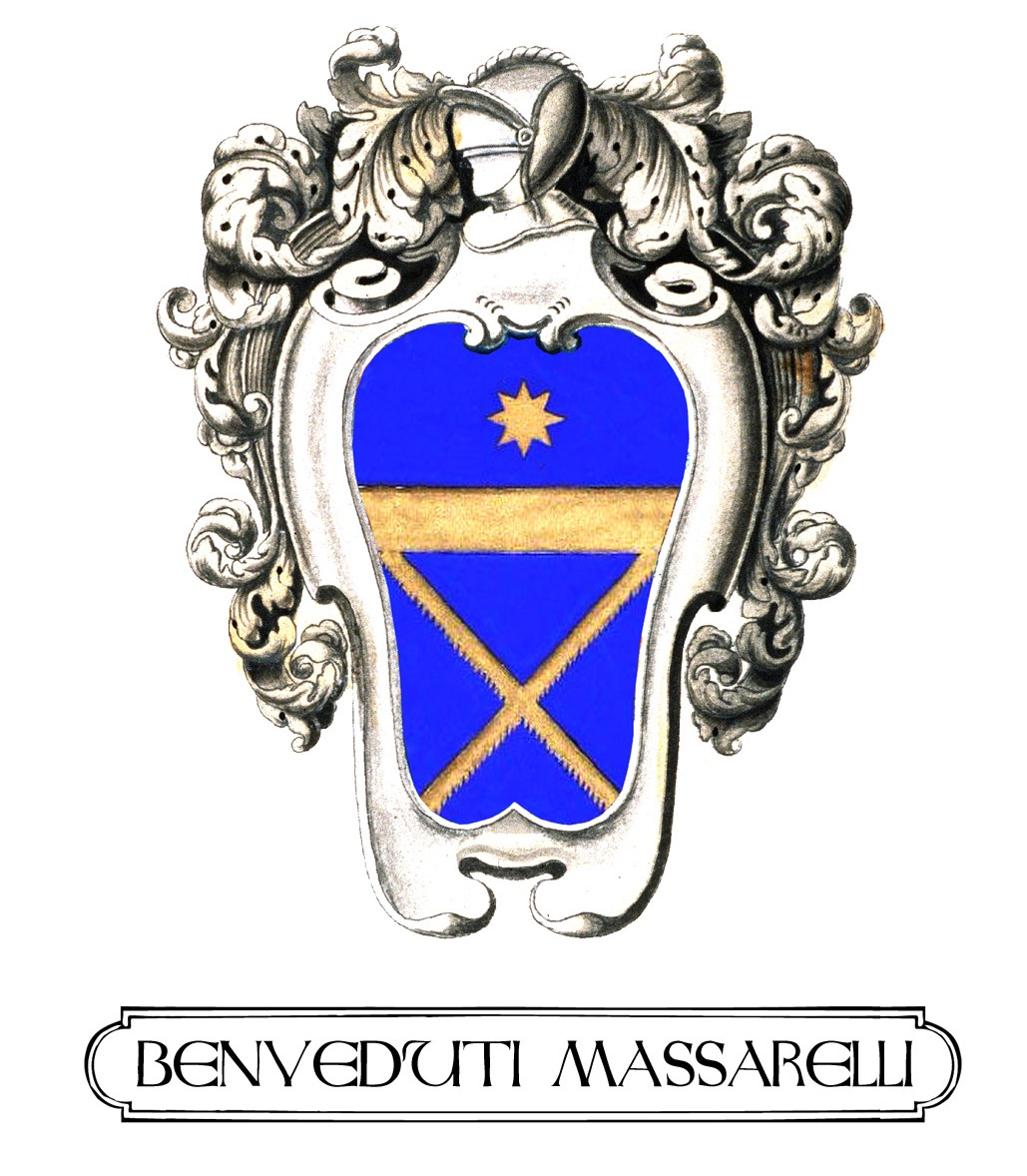
Stemma Benveduti Massarelli
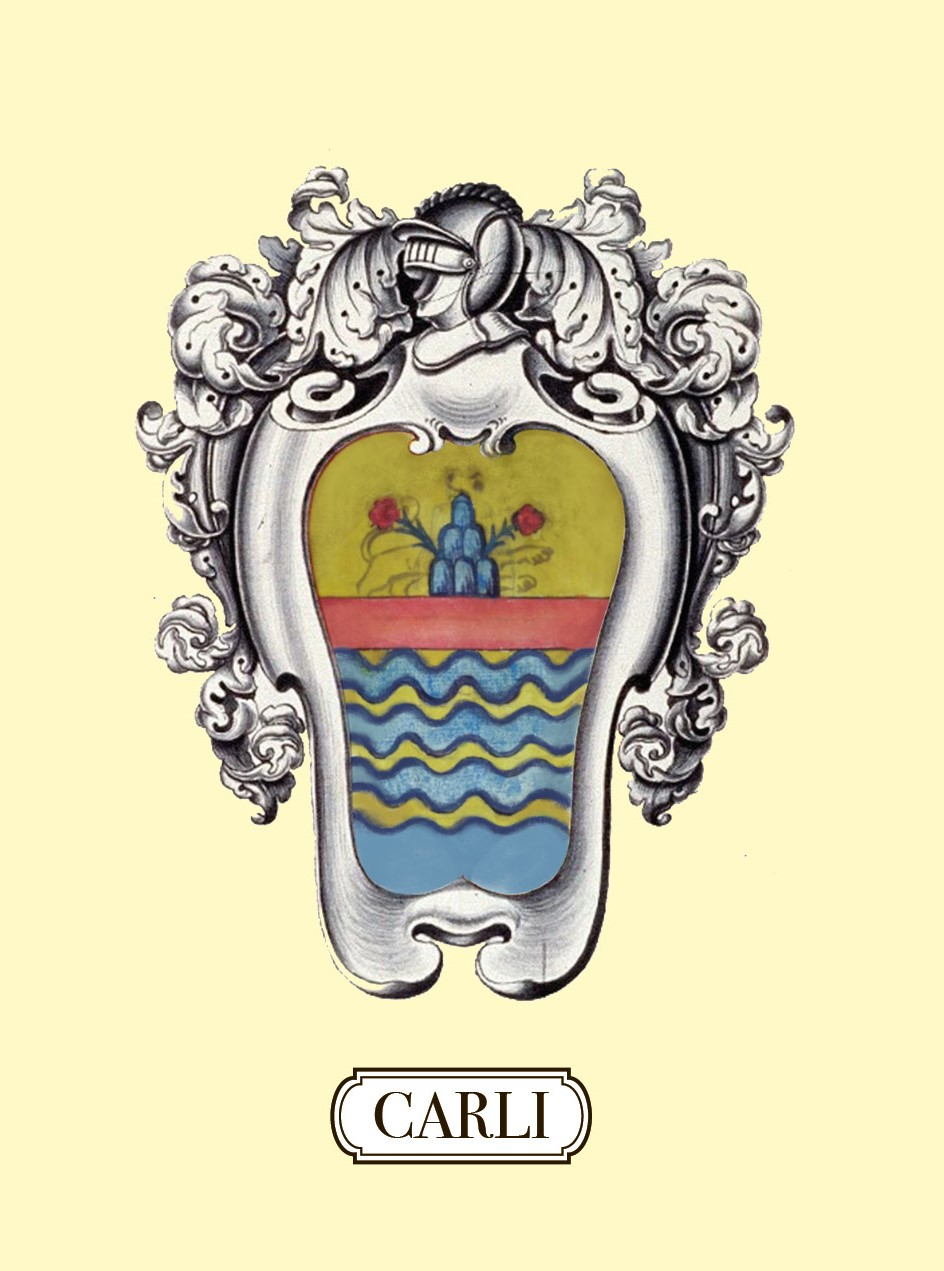
Stemma Carli
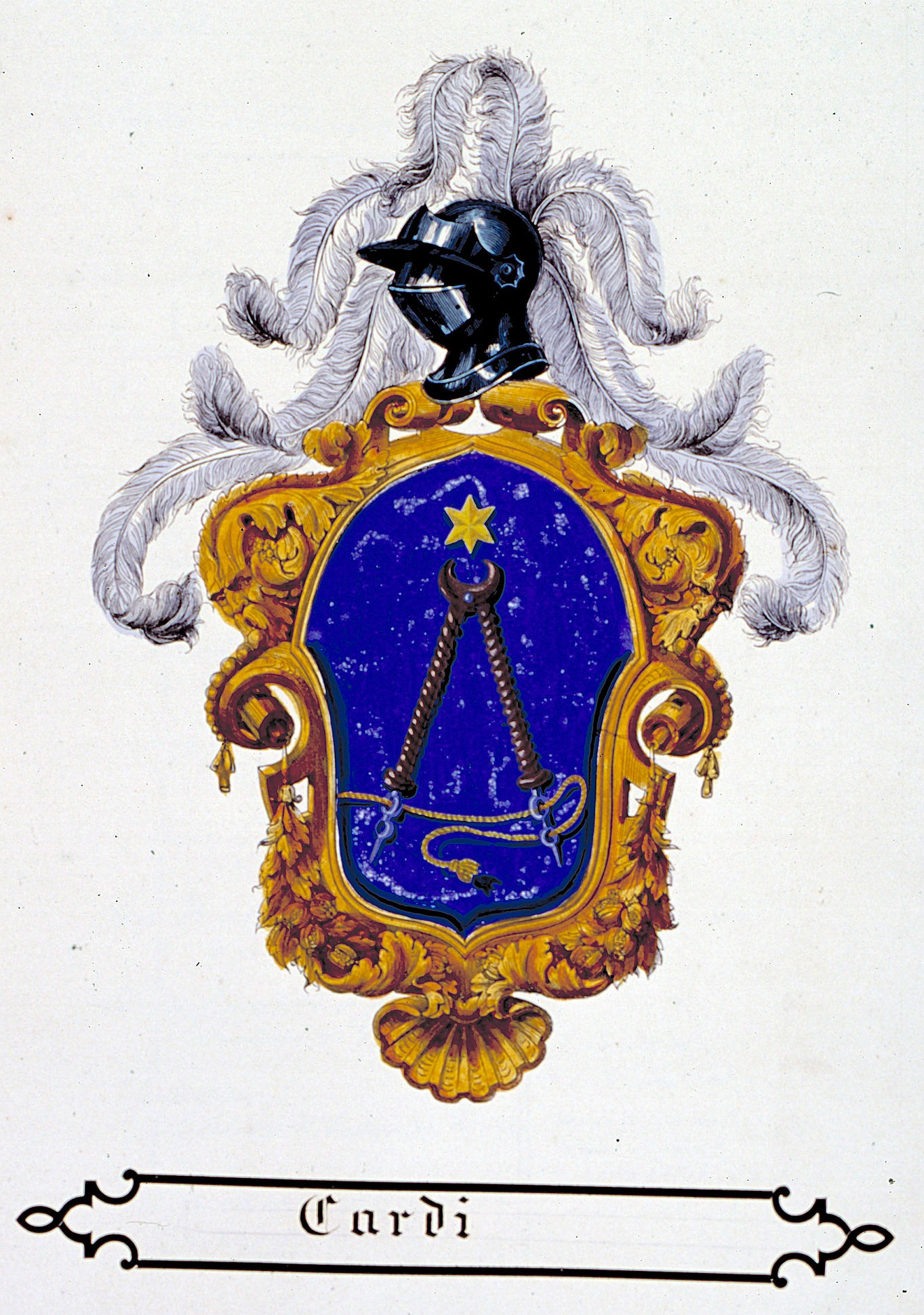
Stemma Cardi
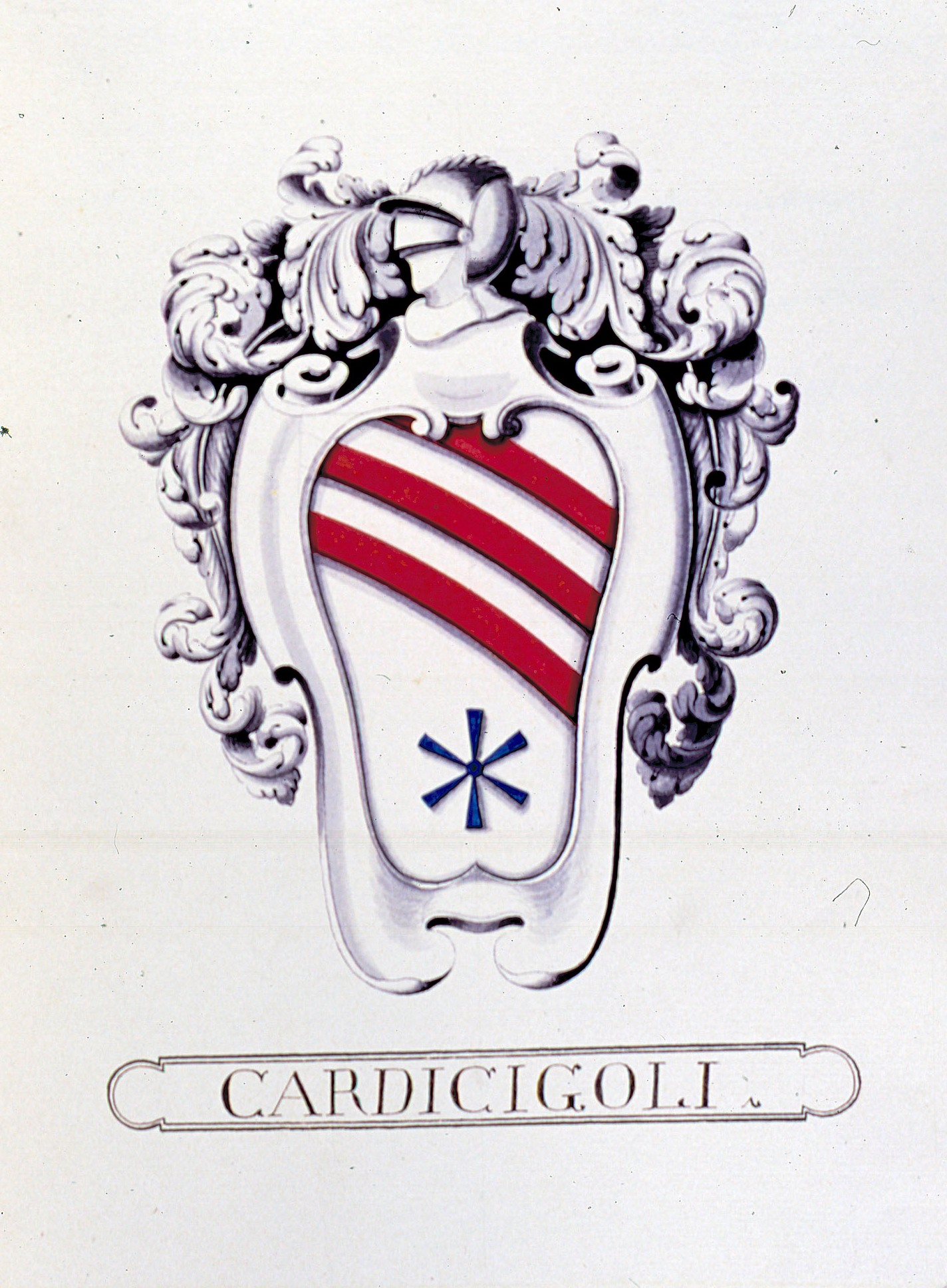
Stemma Cardi Cigoli
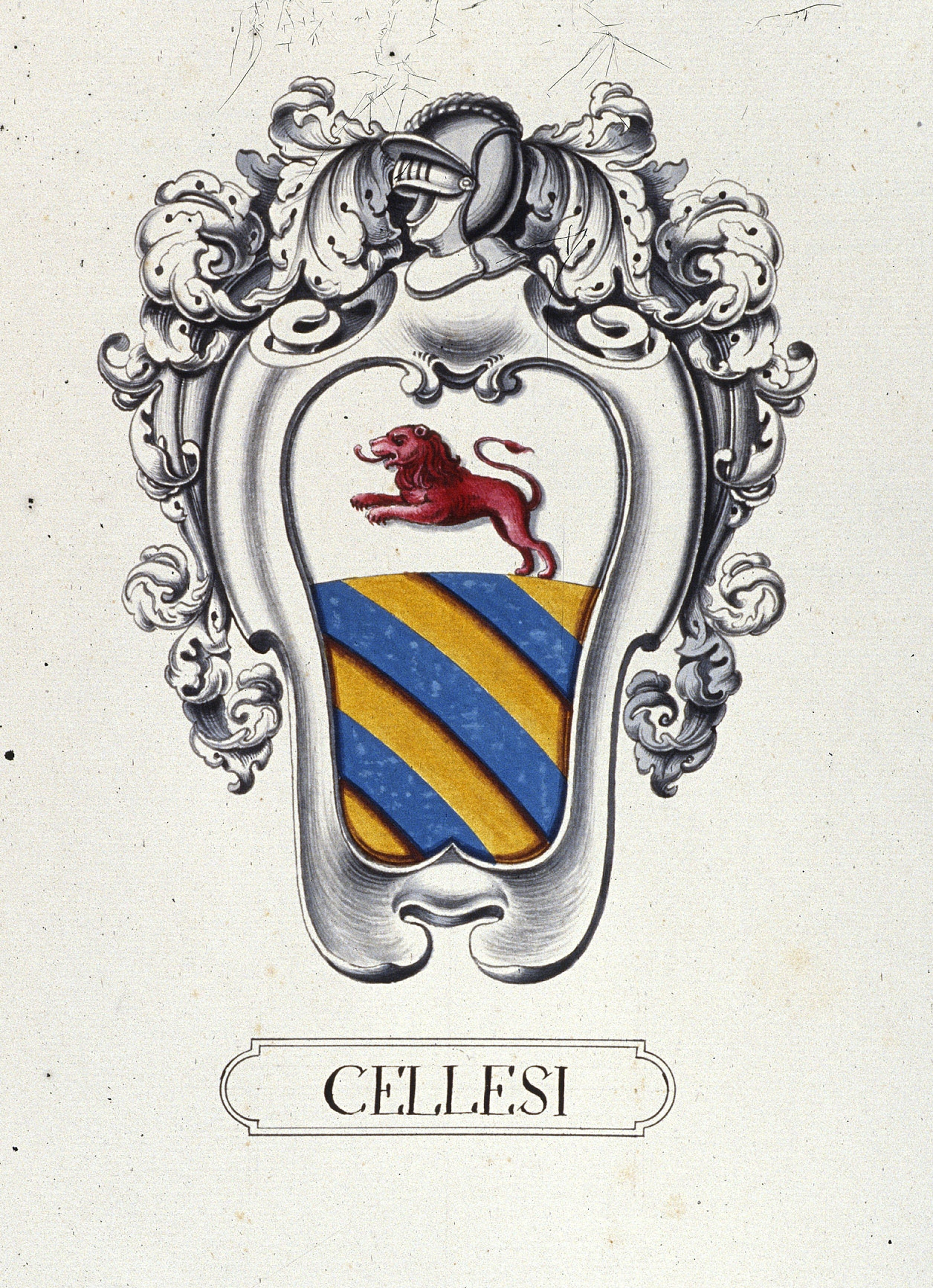
Stemma Cellesi
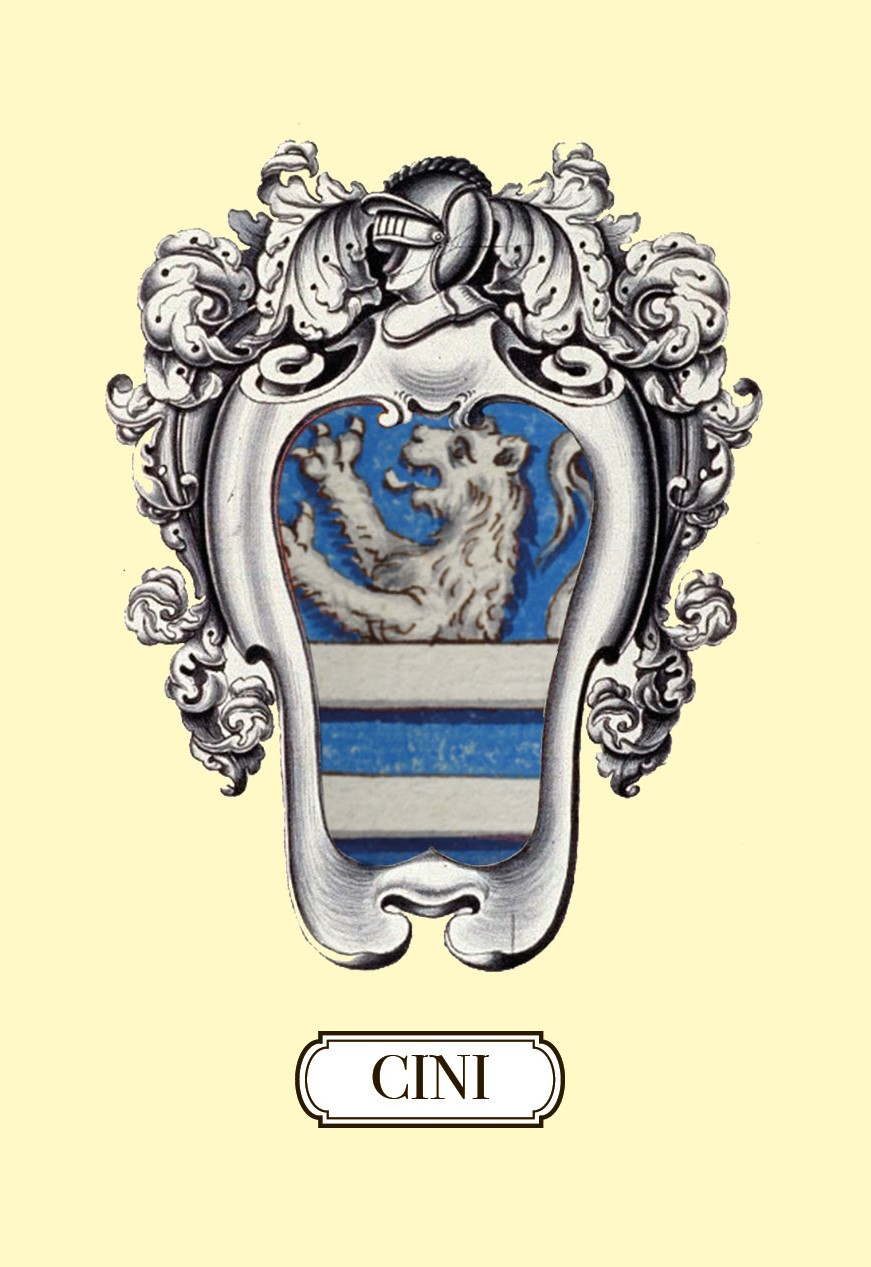
Stemma Cini
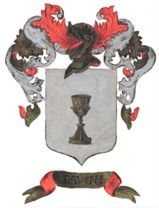
Stemma Davini
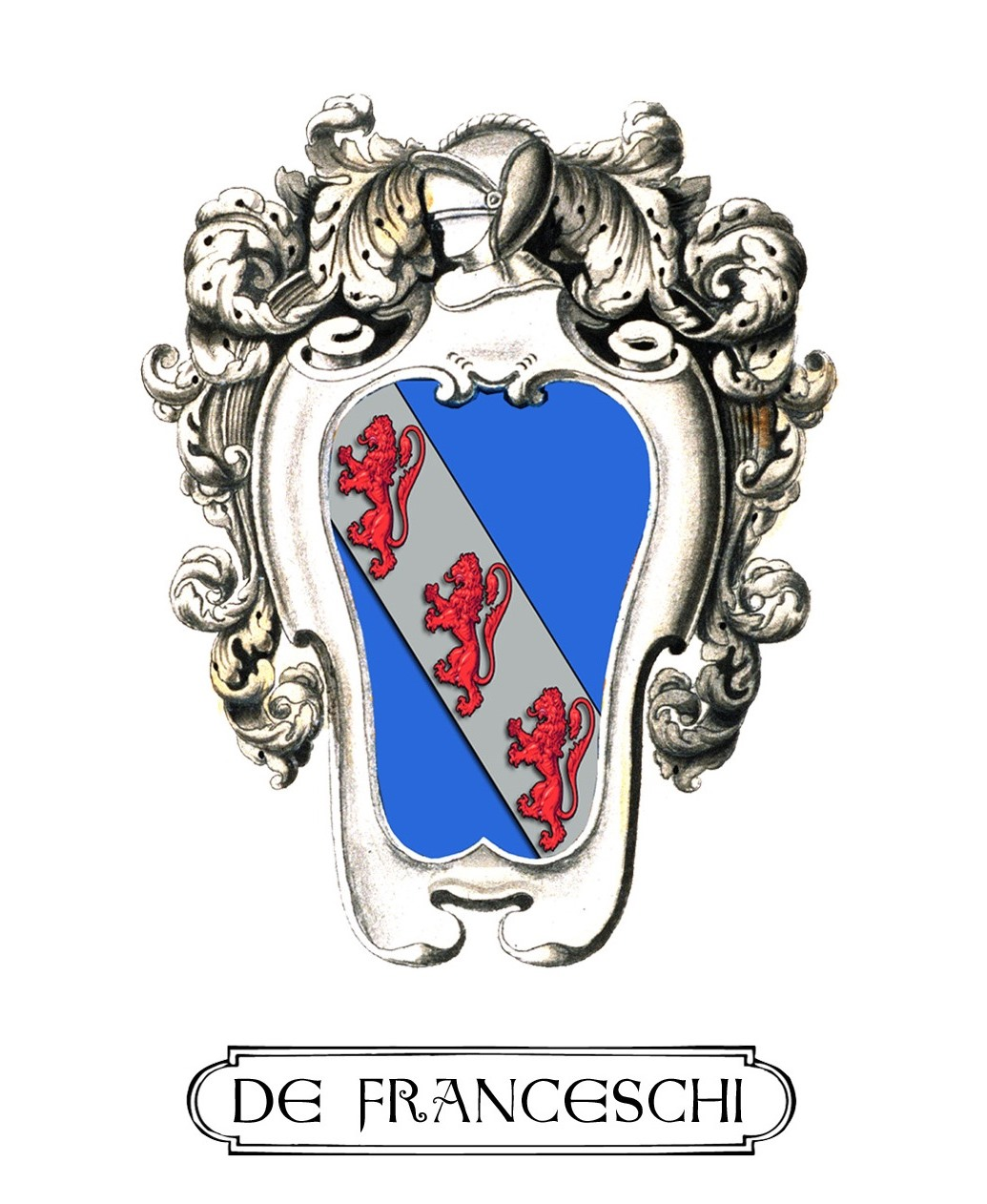
Stemma de Franceschi
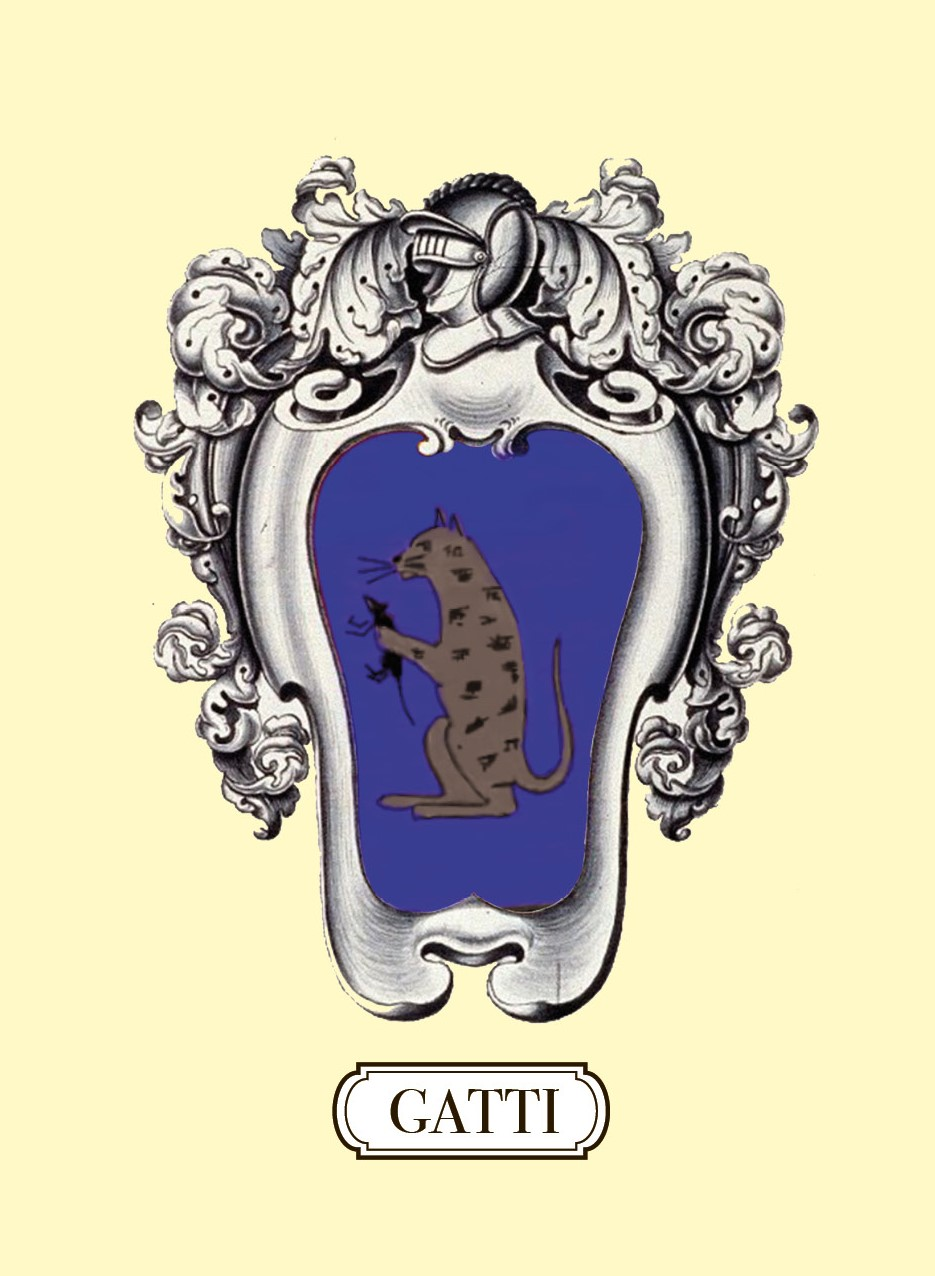
Stemma Gatti di Tortona (Rivalta Scrivia)
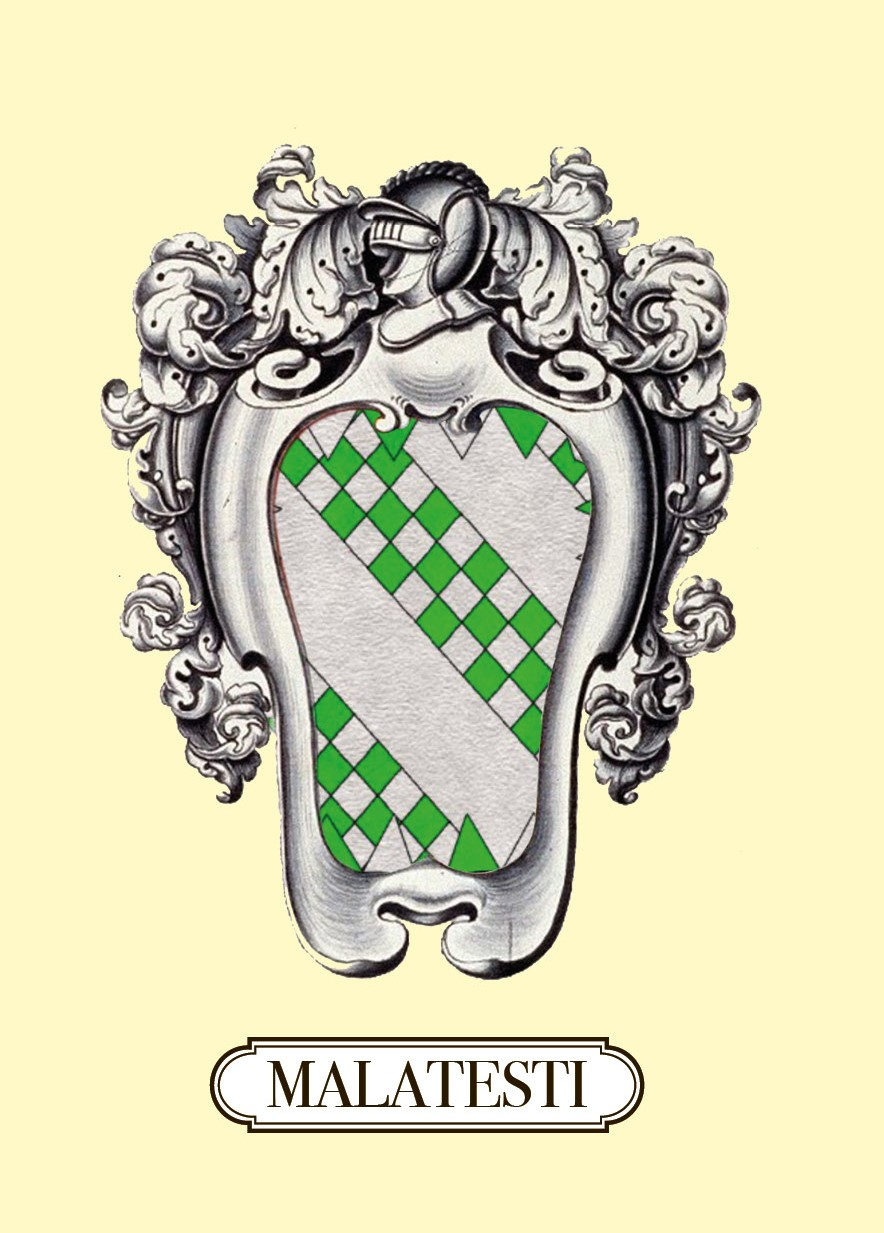
Stemma Malatesti
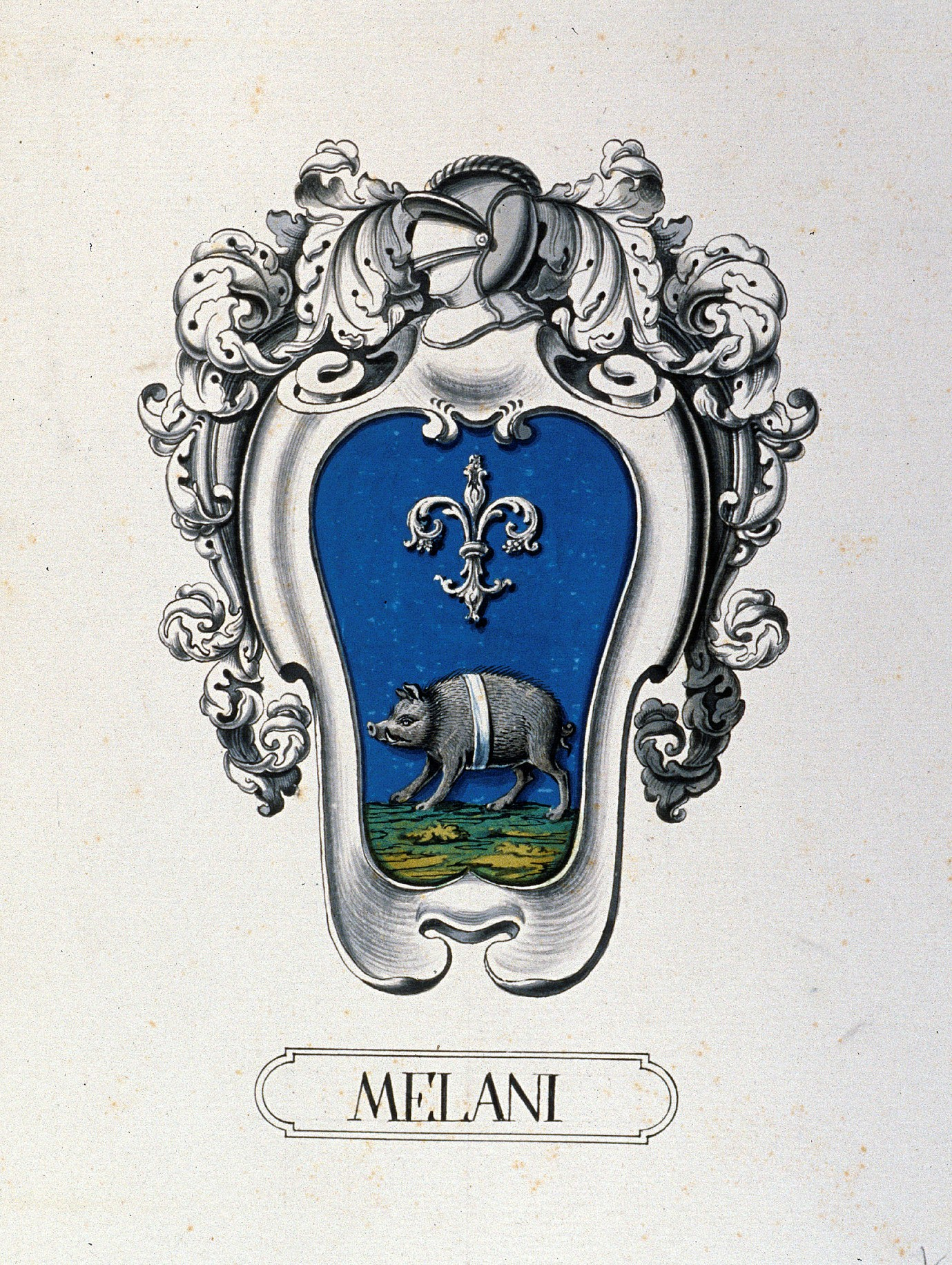
Stemma Melani
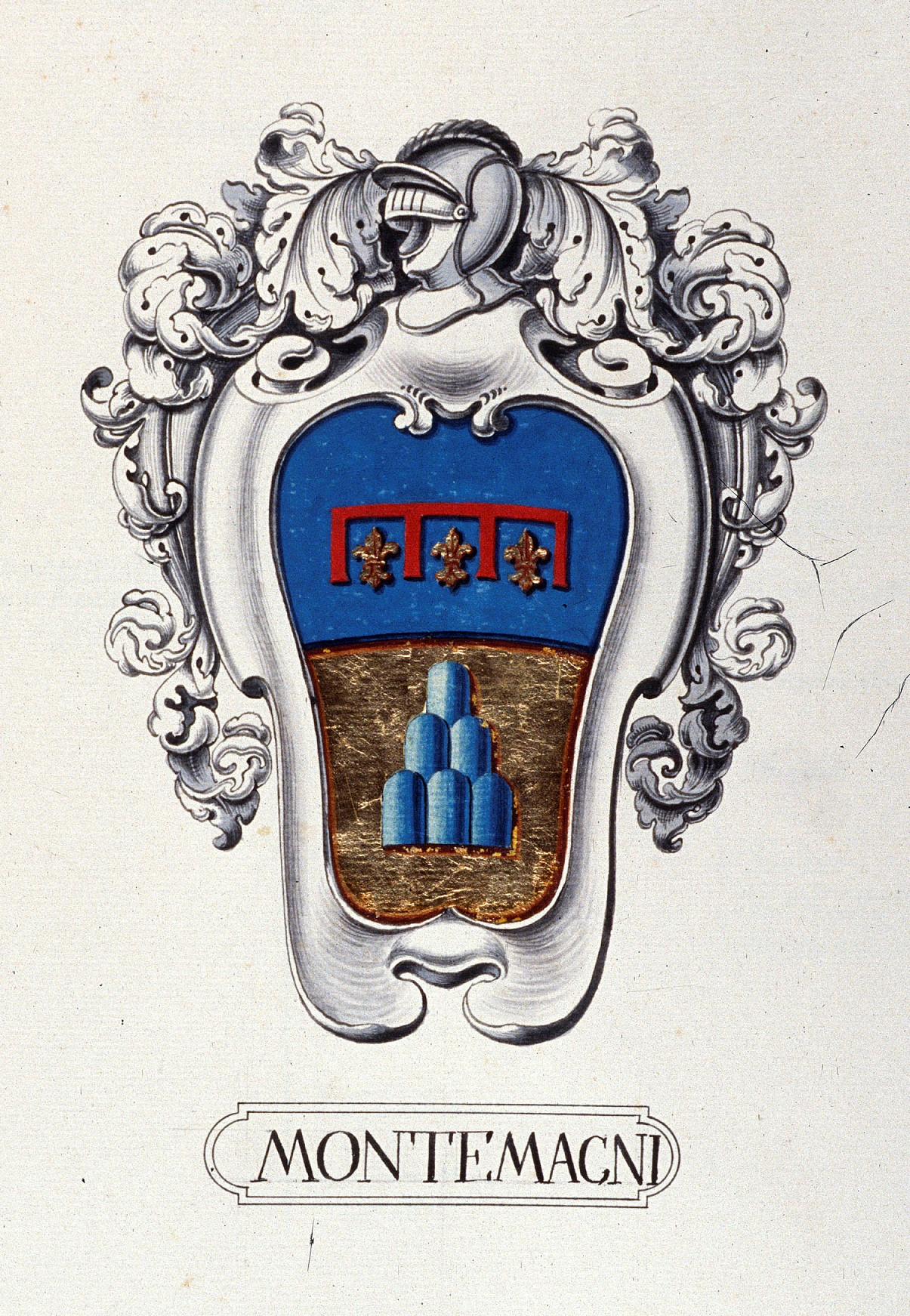
Stemma Montemagni
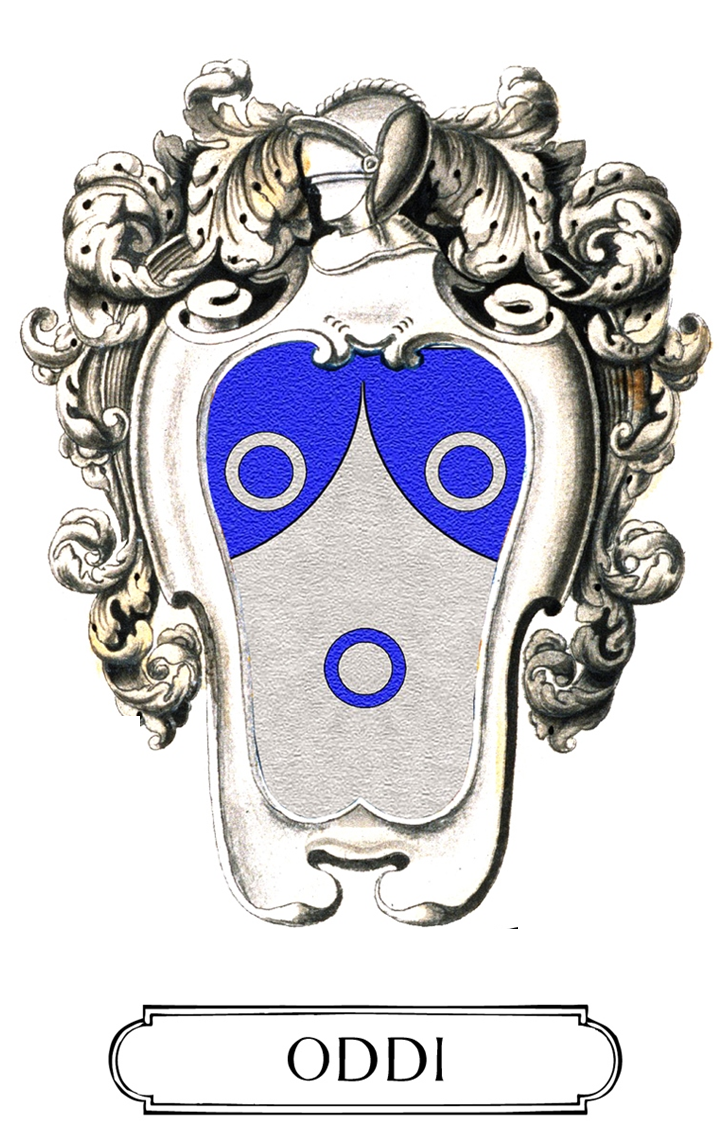
Stemma Oddi
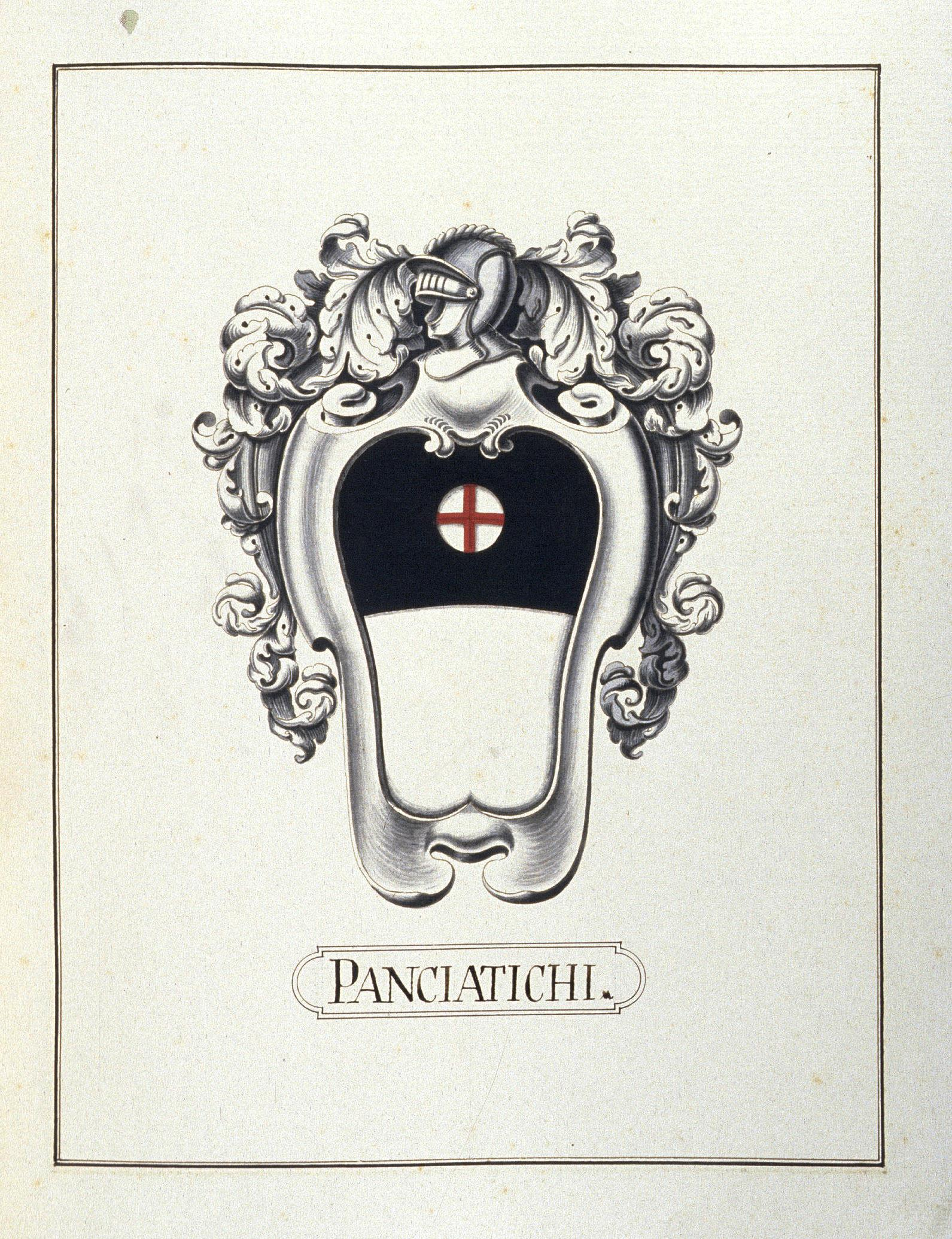
Stemma Panciatichi
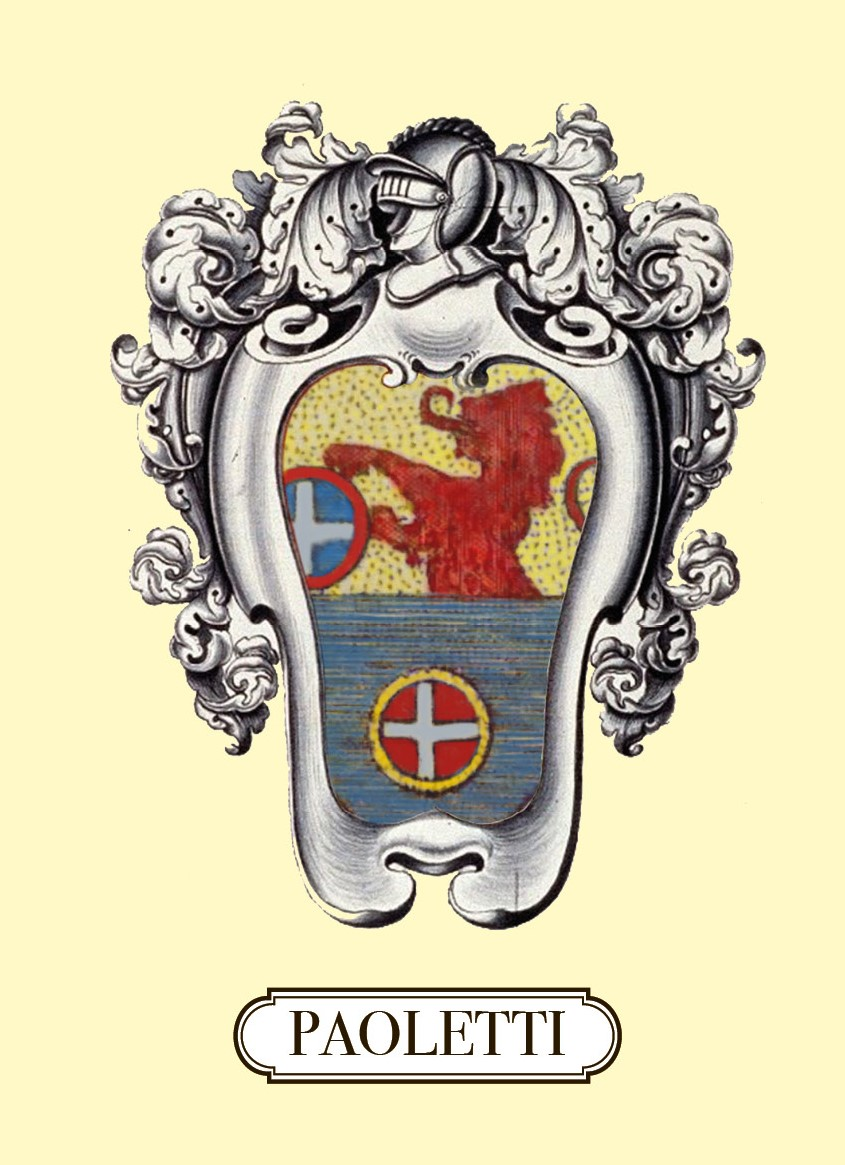
Stemma Paoletti
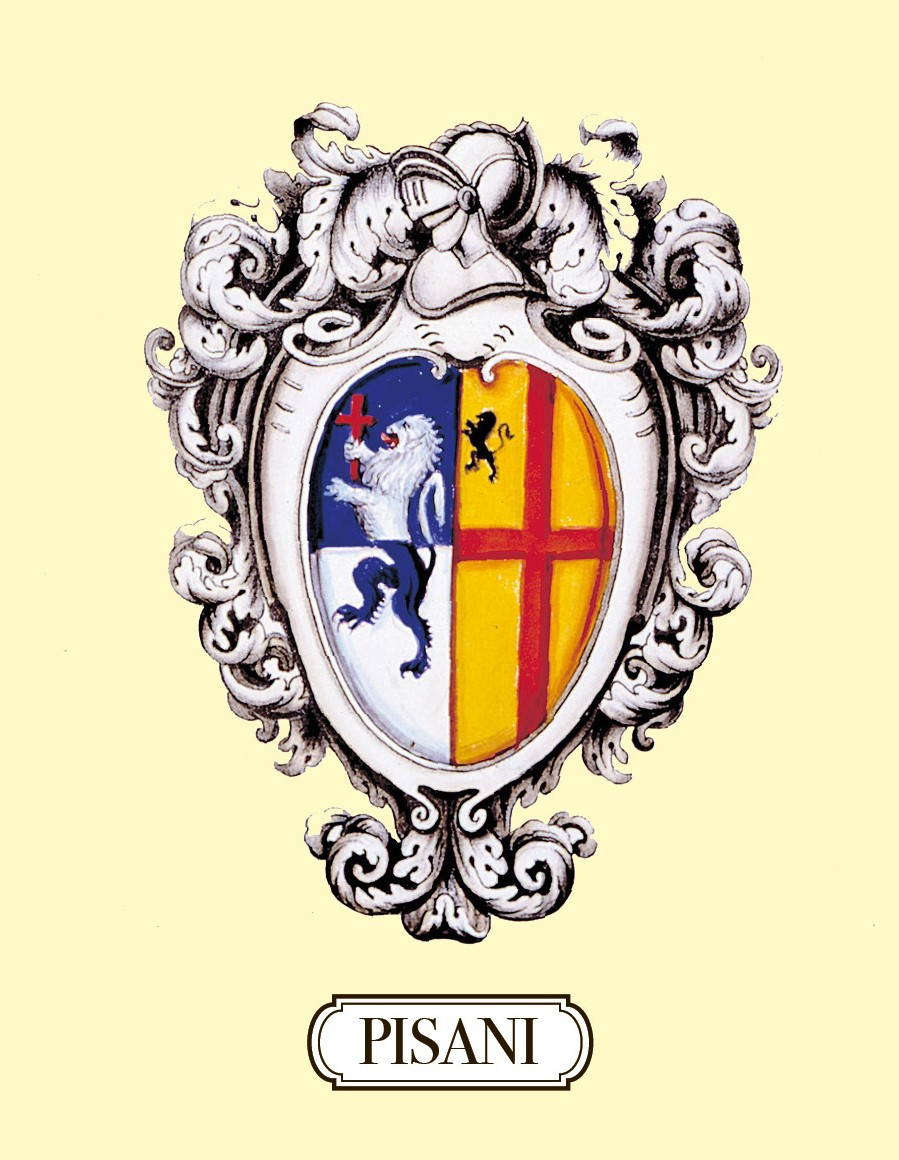
Stemma Pisani
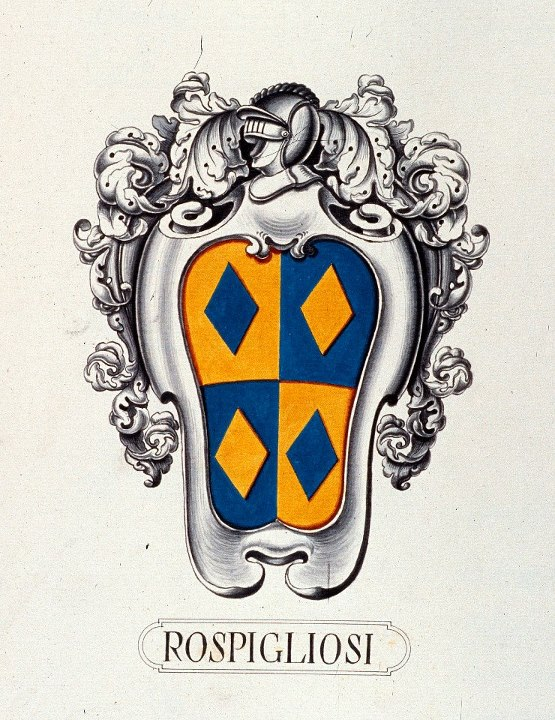
Stemma Rospigliosi
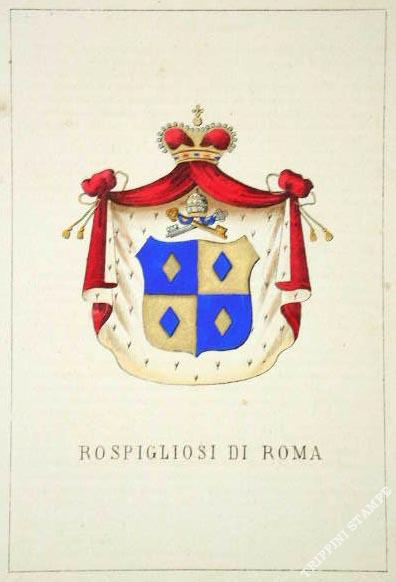
Stemma Rospigliosi (ramo principesco)
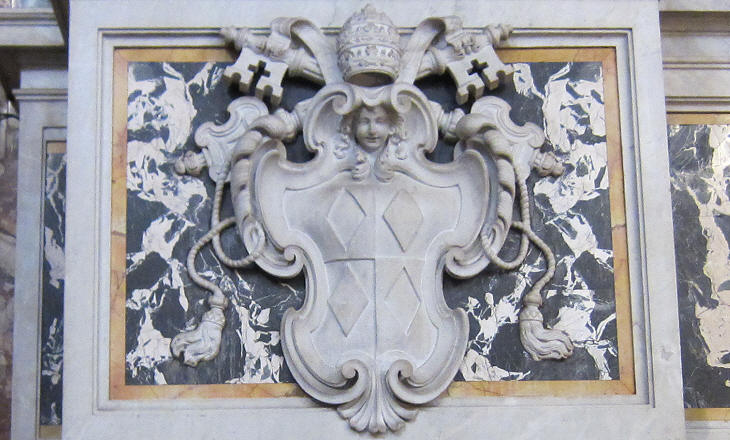
Scudo papale di Clemente IX Rospigliosi
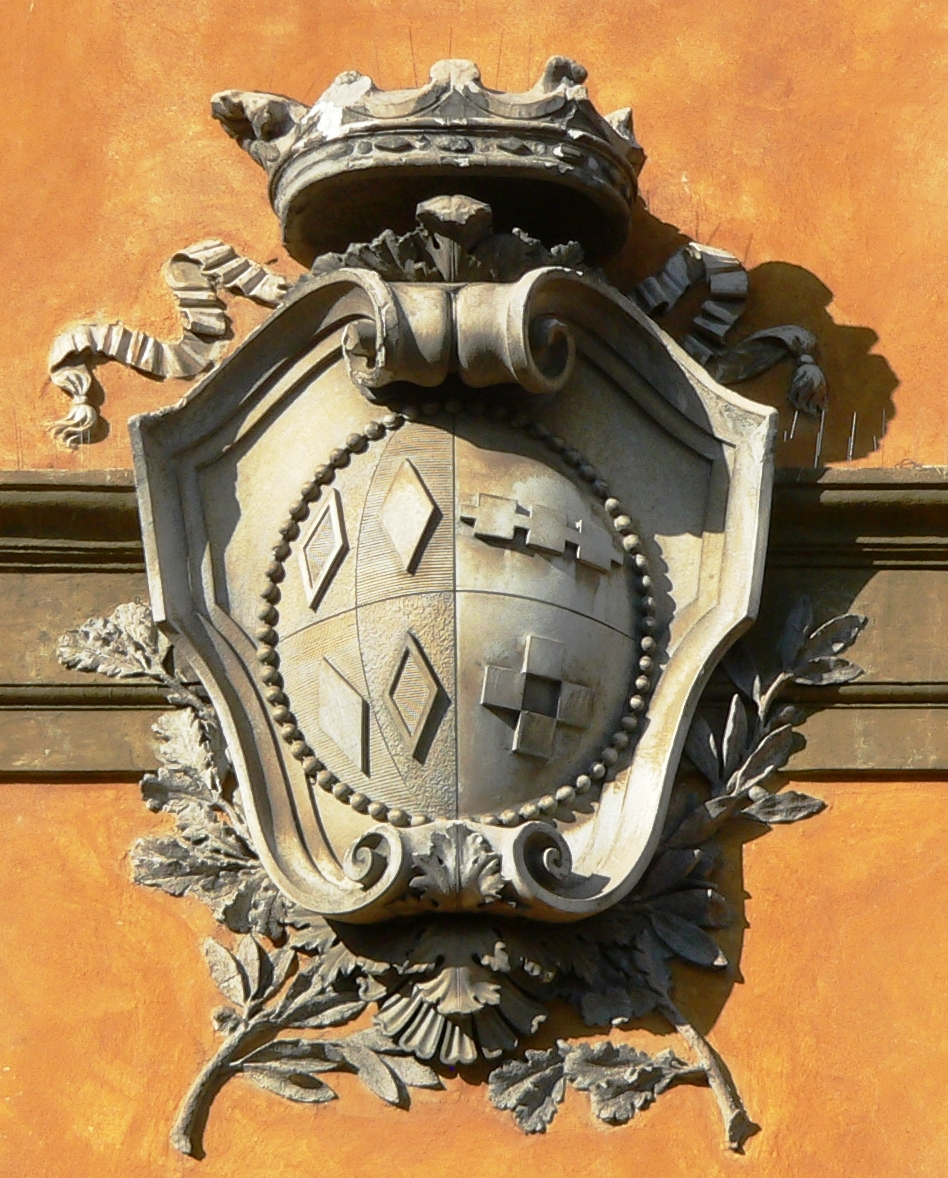
Stemma Rospigliosi Pallavicini
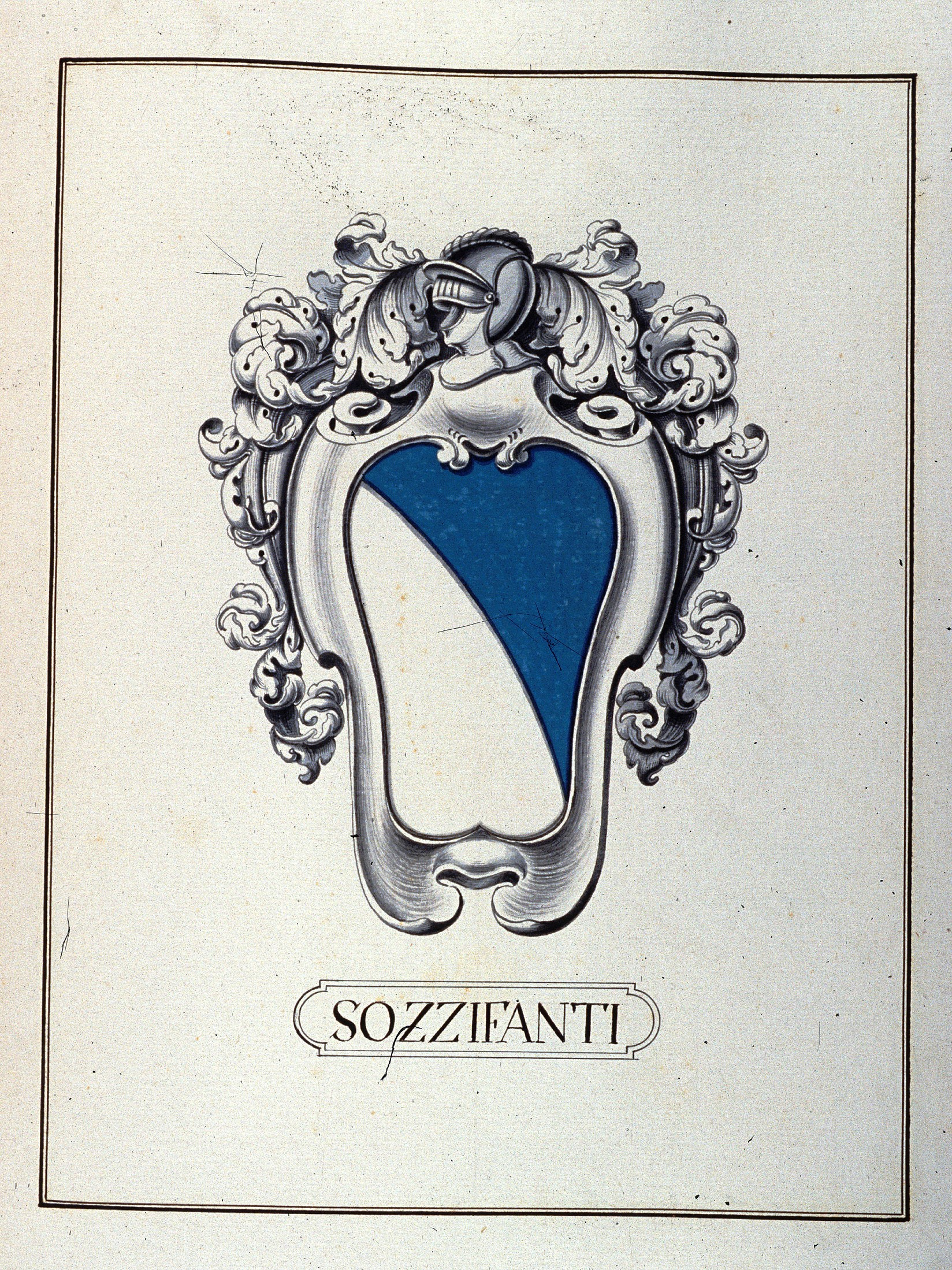
Stemma Sozzifanti

## Genealogia della famiglia Banchieri
Grazie al manoscritto del Priorista Franchi (consultabile nella Biblioteca Forteguerriana di Pistoia), alla genealogia (parziale) contenuta nel Libro d'Oro della Nobiltà Pistoiese (consultabile presso la Biblioteca dell'Archivio di Stato di Firenze) e agli archivi della famiglia, è possibile ricostruire l'albero genealogico dalla metà del XII secolo a oggi.
Viene qui riportata nelle immagini seguenti la ricostruzione dell'albero genealogico.

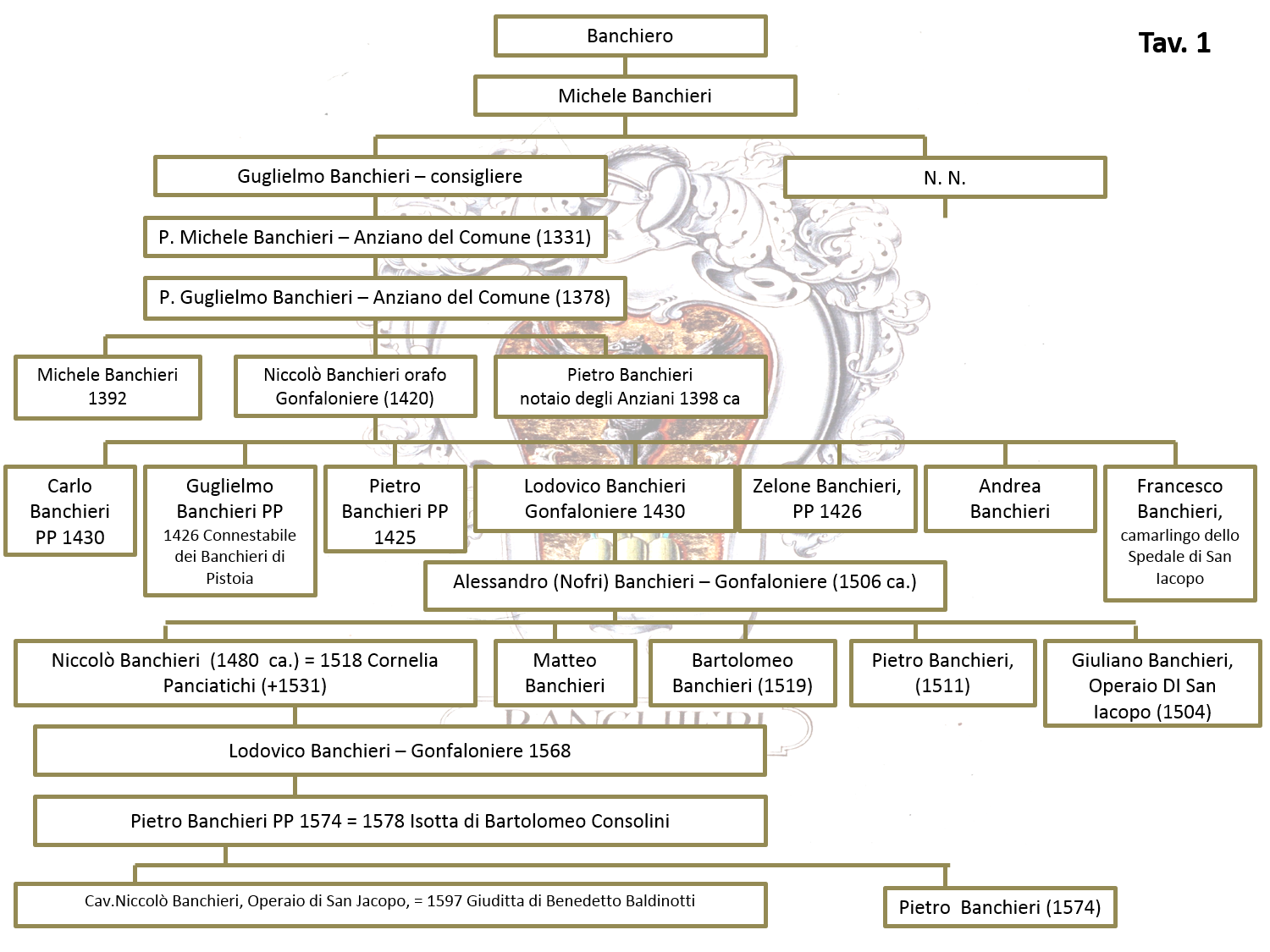
Genealogia della famiglia Banchieri tav. 1
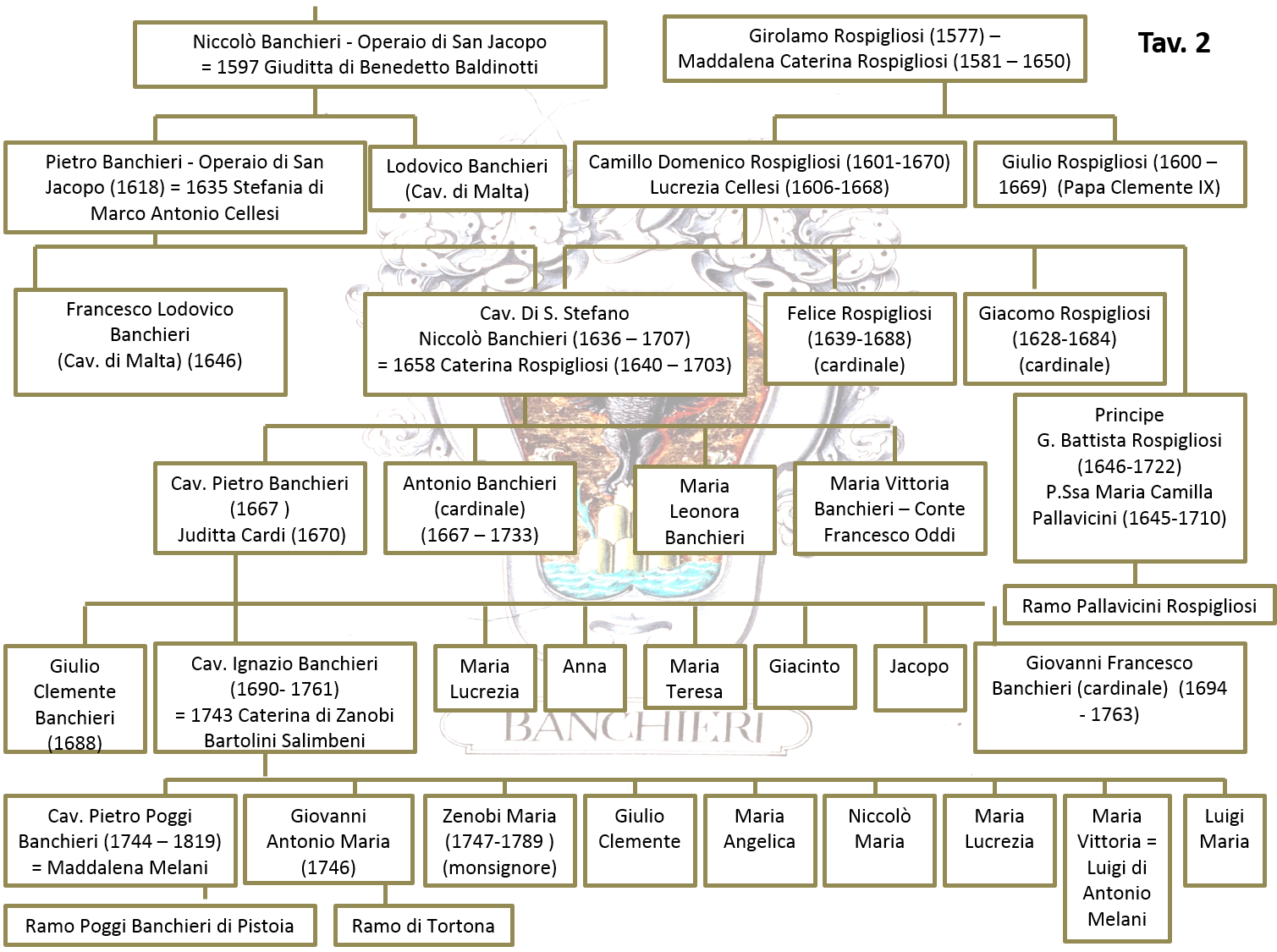
Genealogia della famiglia Banchieri tav. 2
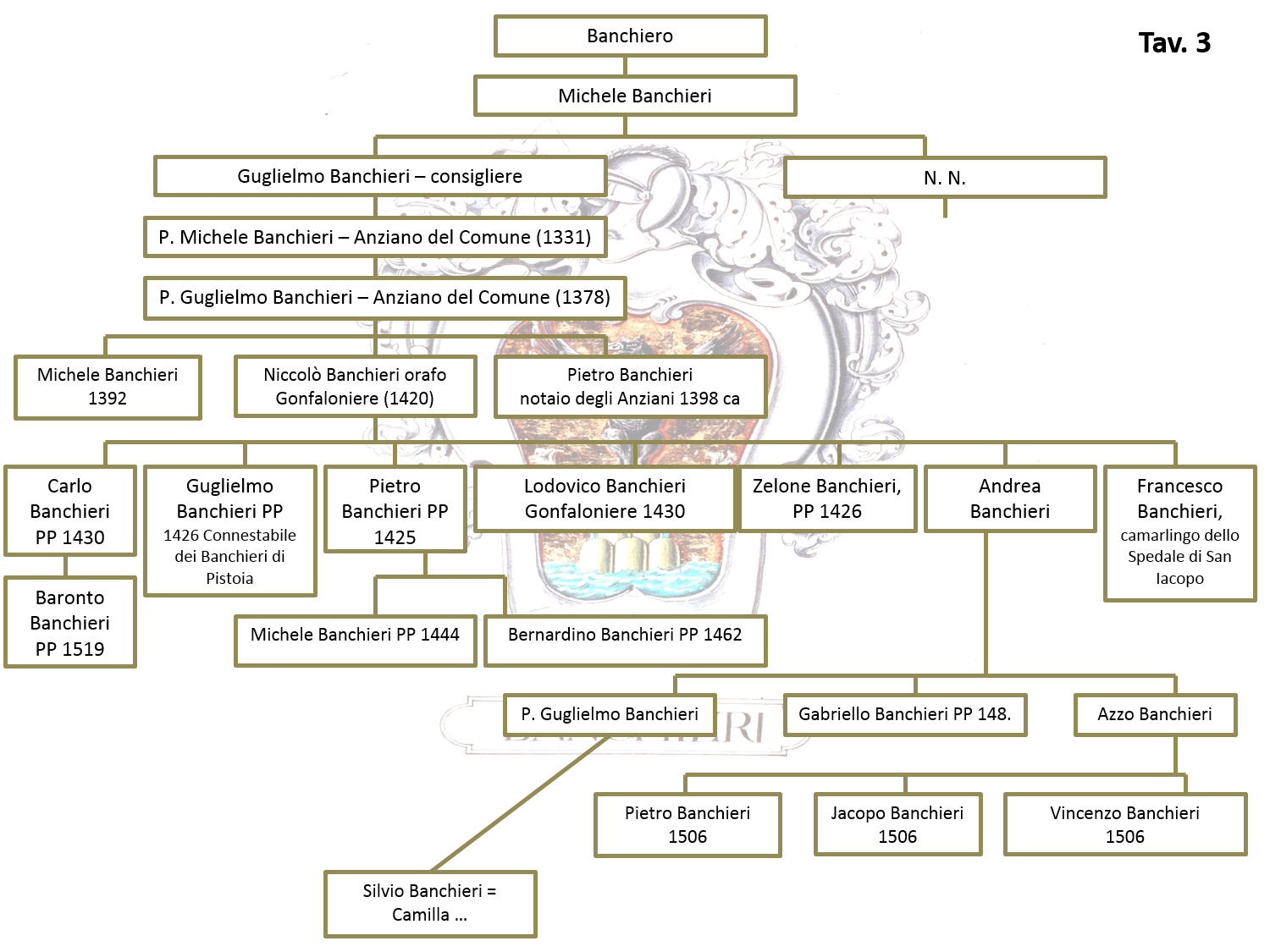
Genealogia della famiglia Banchieri tav. 3
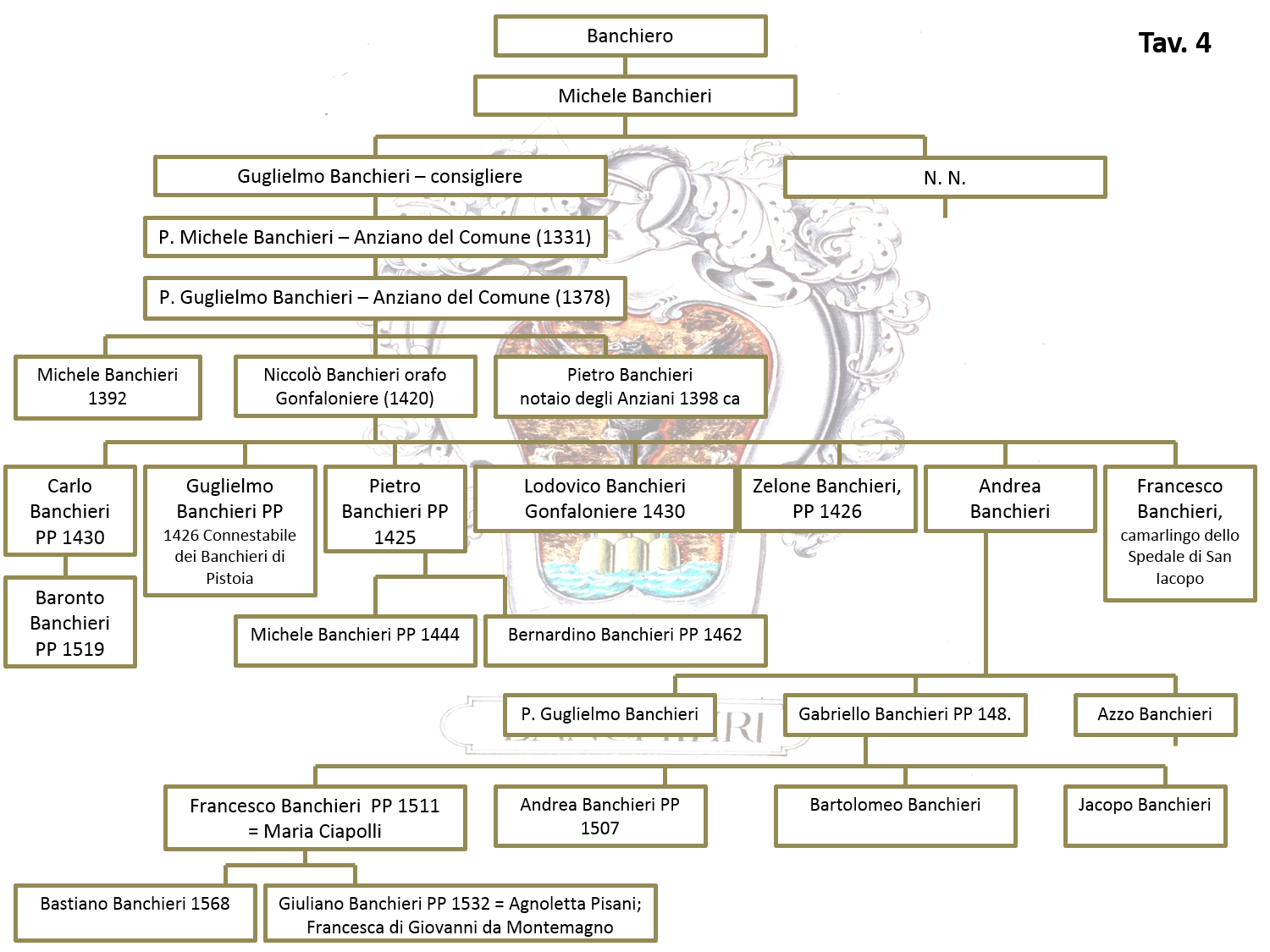
Genealogia della famiglia Banchieri tav. 4
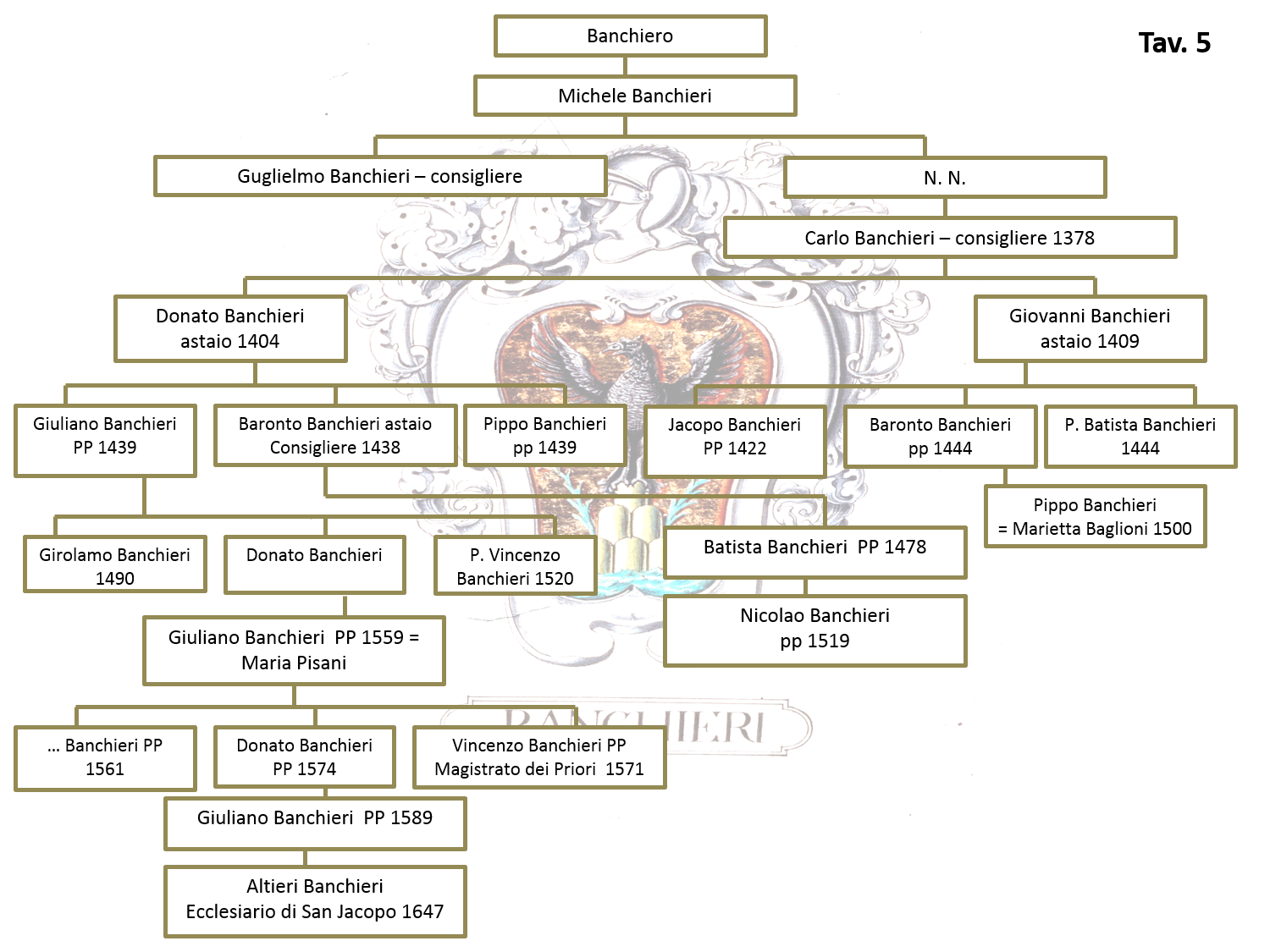
Genealogia della famiglia Banchieri tav. 5
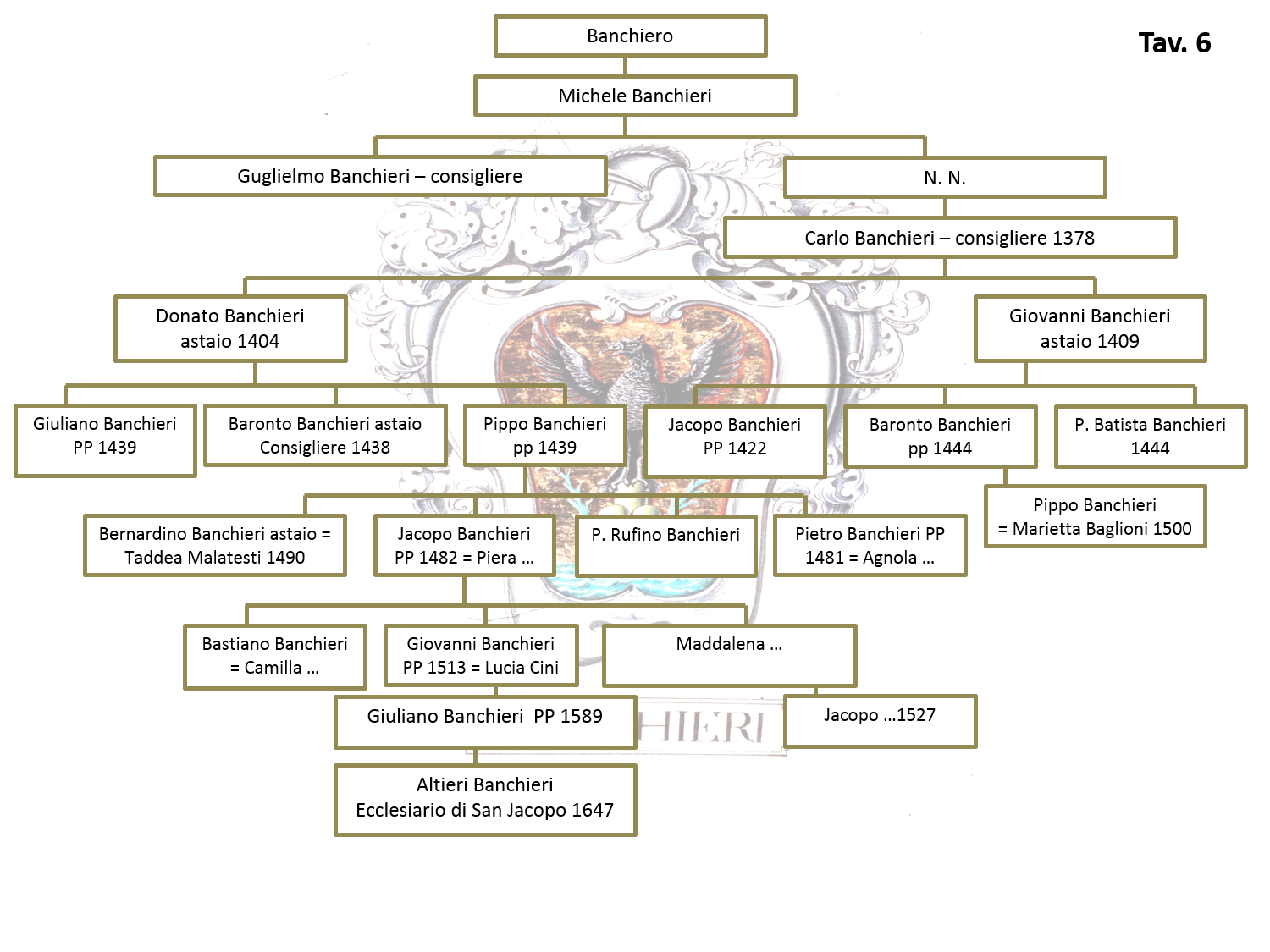
Genealogia della famiglia Banchieri tav. 6
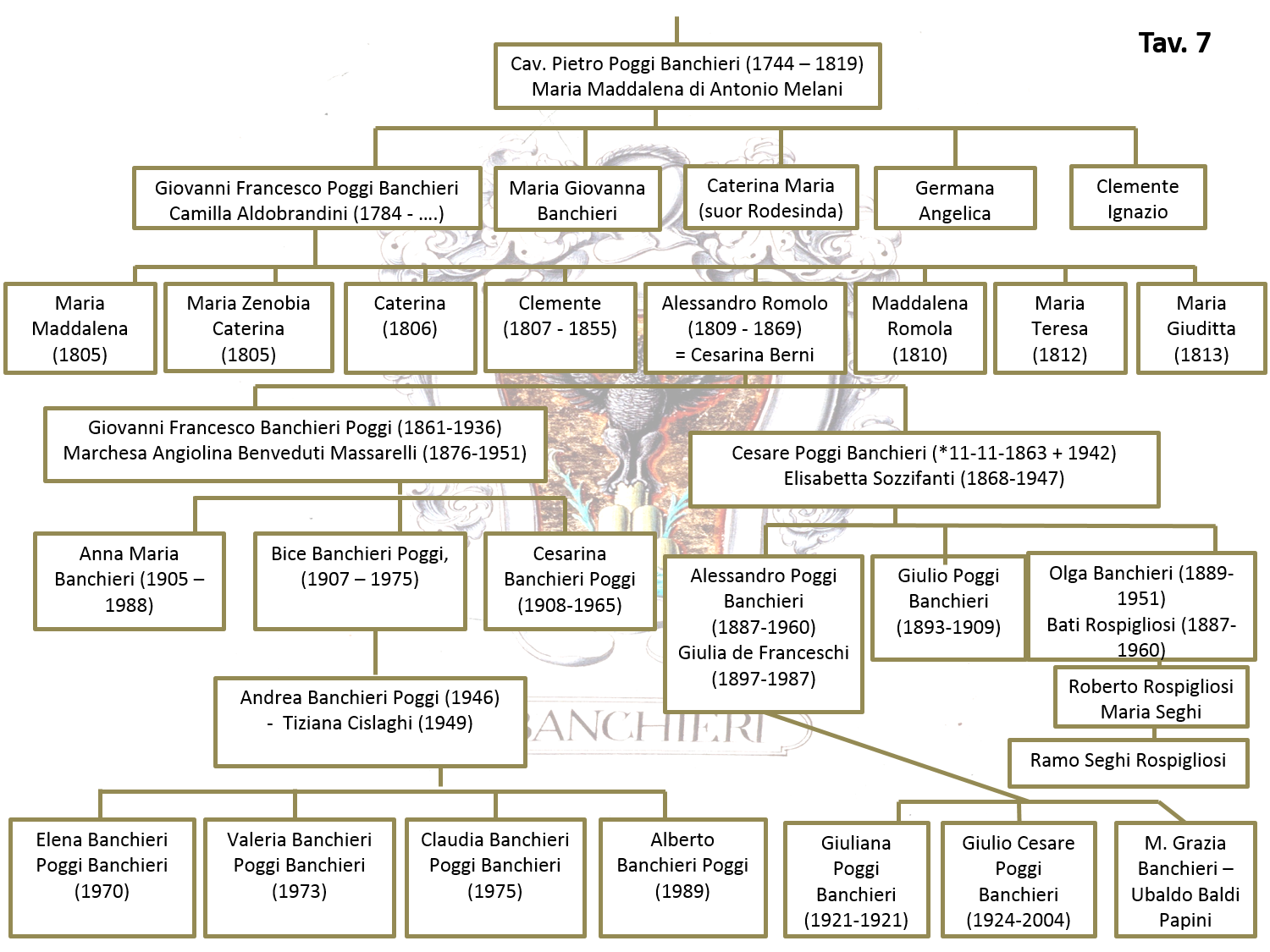
Genealogia della famiglia Banchieri tav. 7
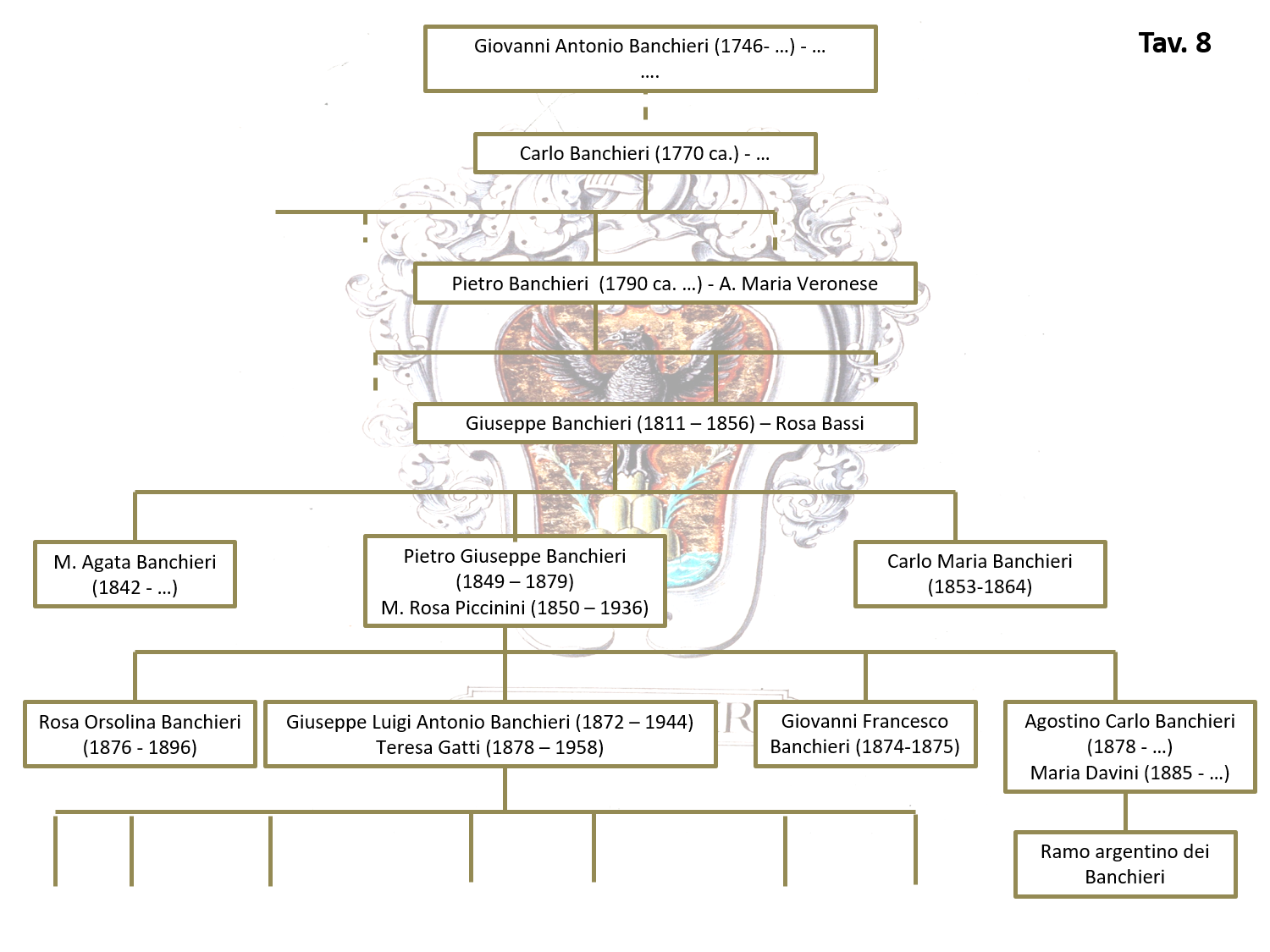
Genealogia della famiglia Banchieri tav. 8
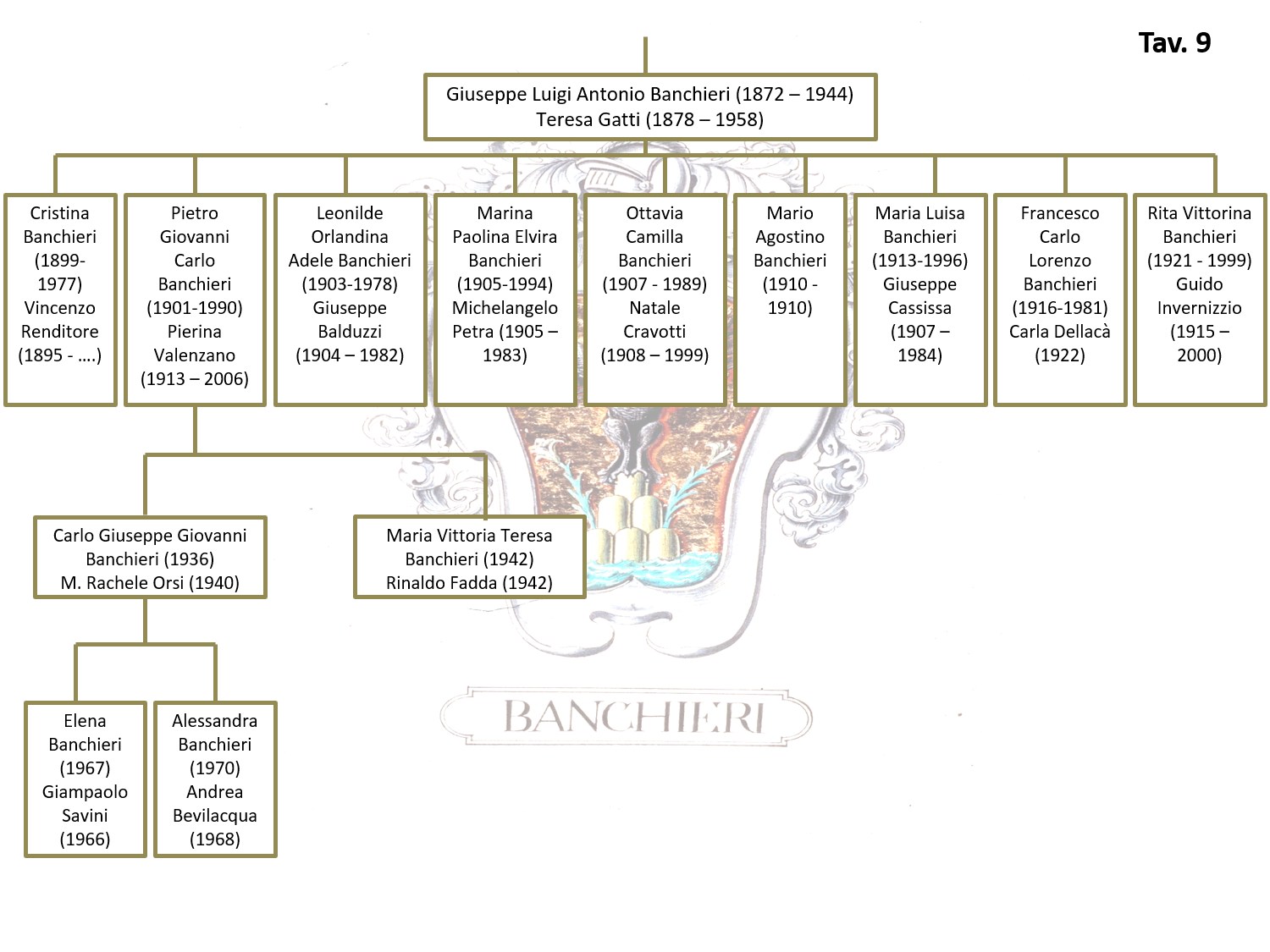
Genealogia della famiglia Banchieri tav. 9
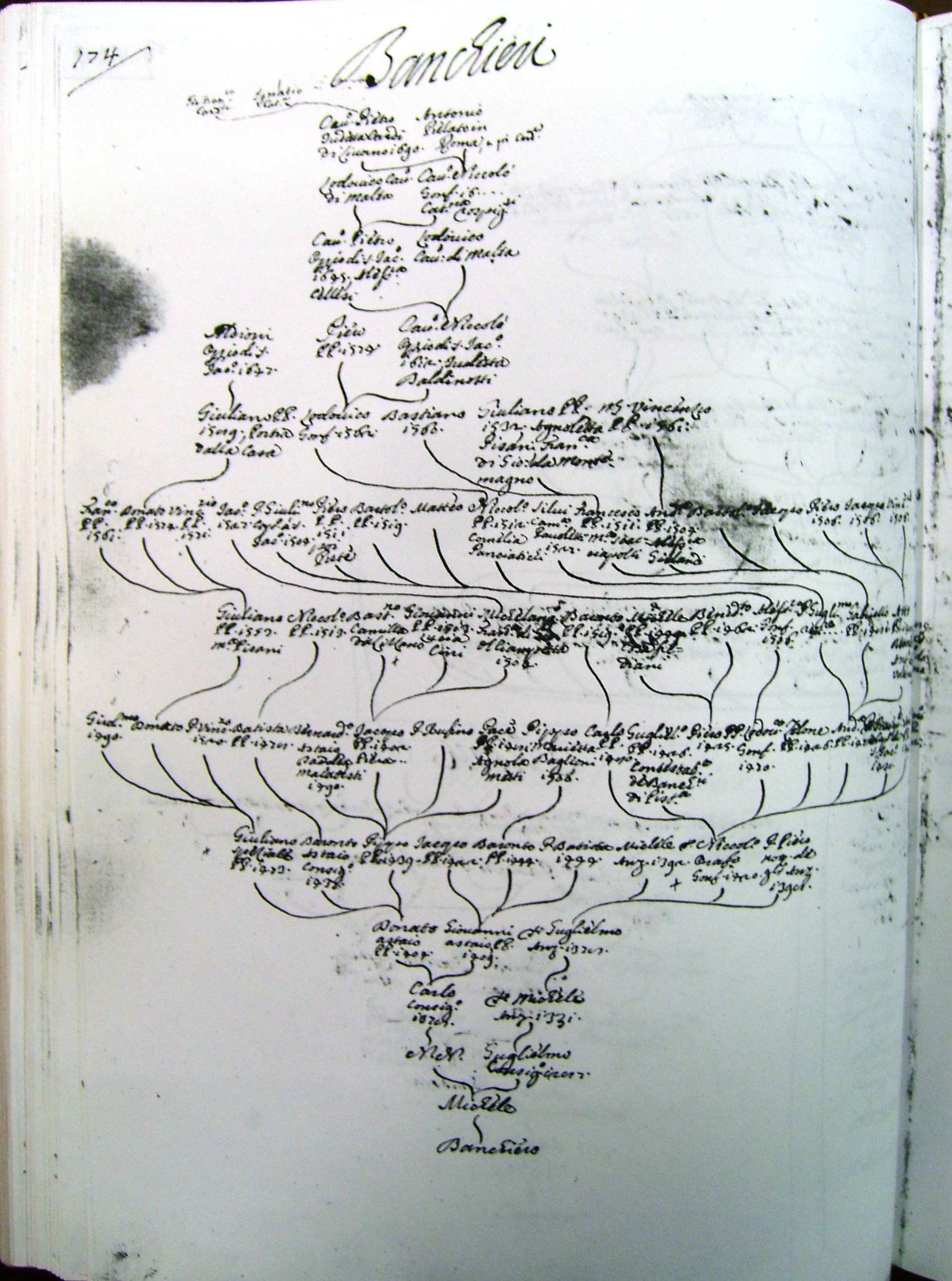
Albero genealogico dei Banchieri realizzato dal Priorista Franchi (dal 1200 al 1750 ca.)
Albero genealogico della famiglia Banchieri dal 1219 al 2019
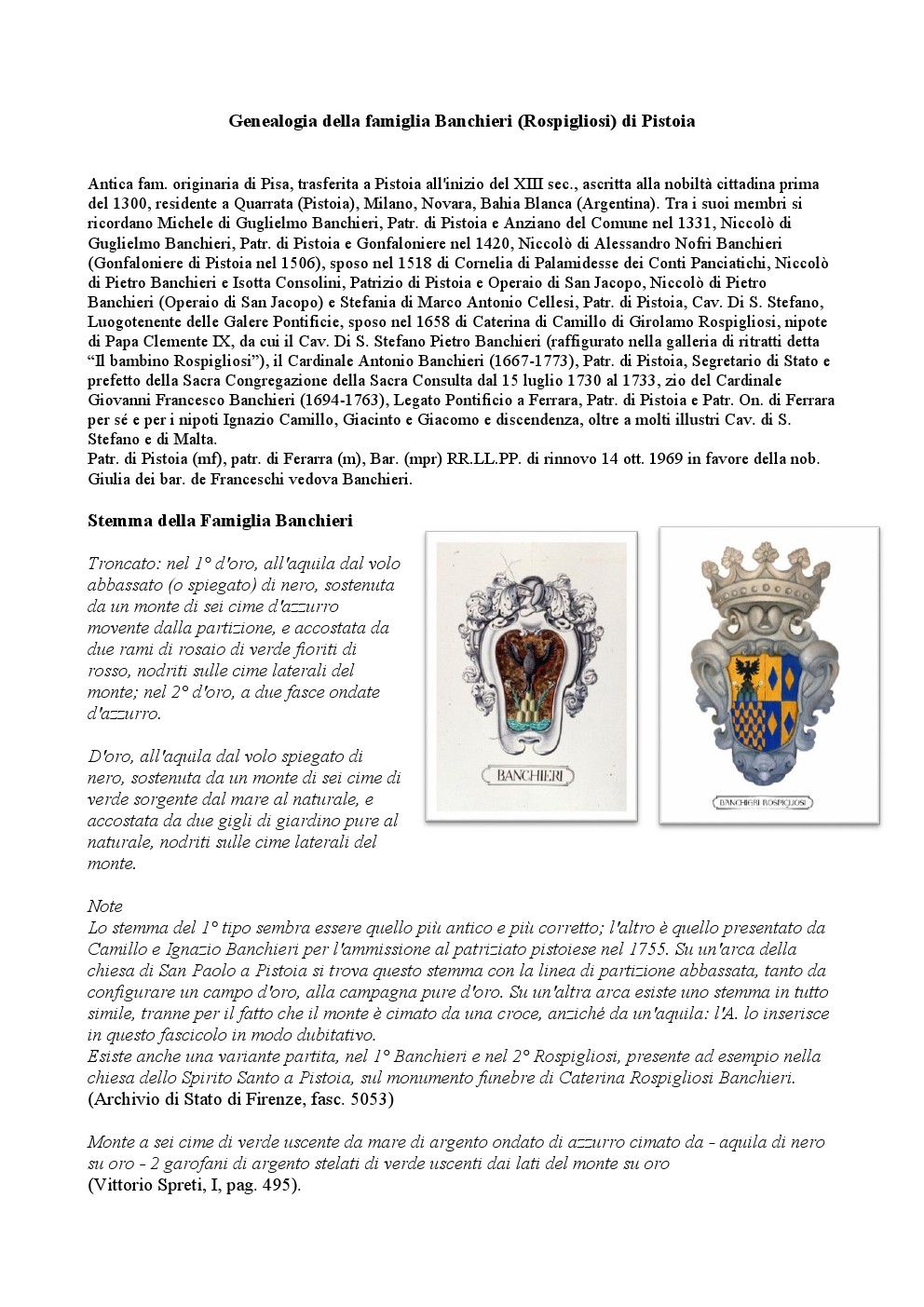
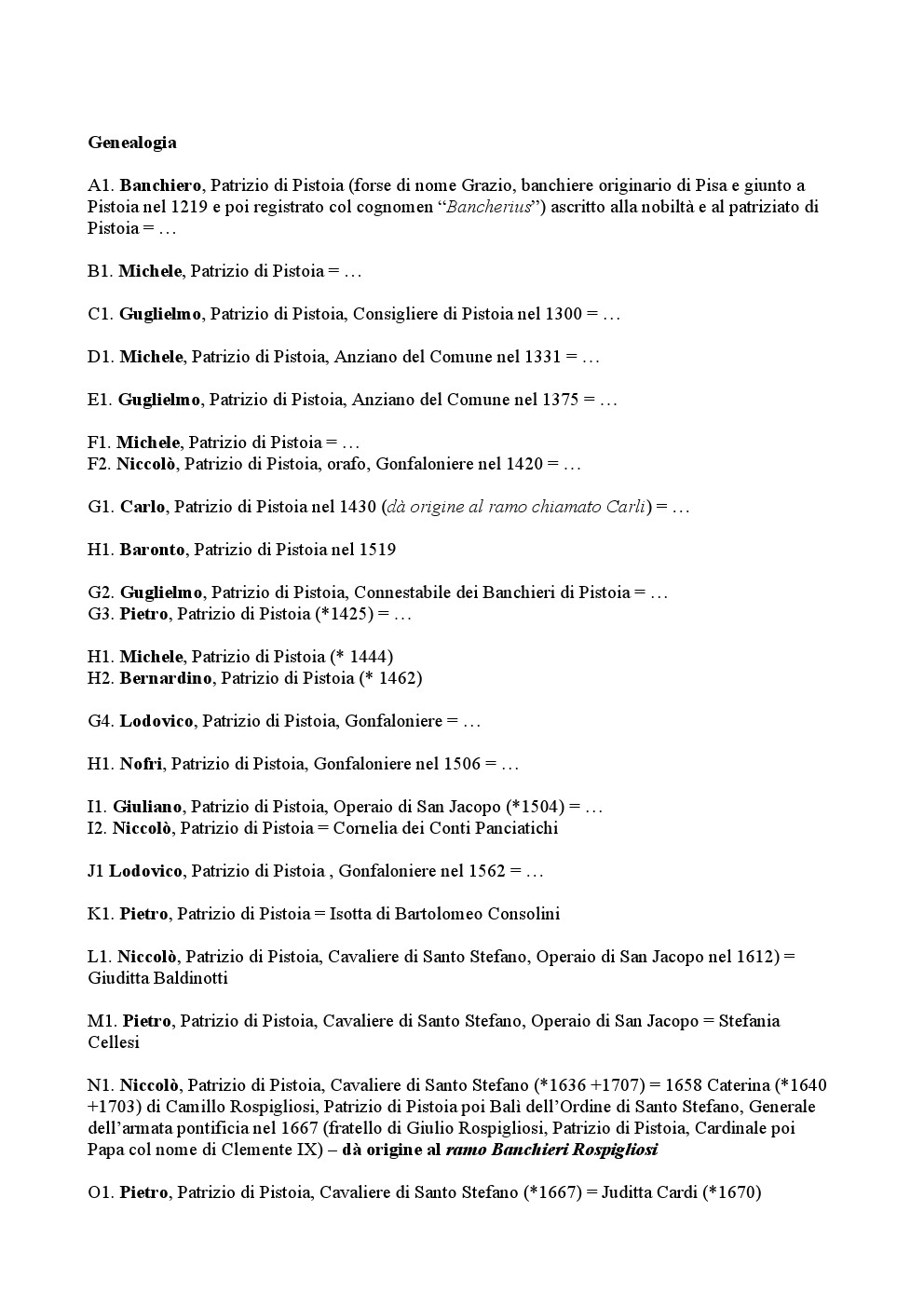
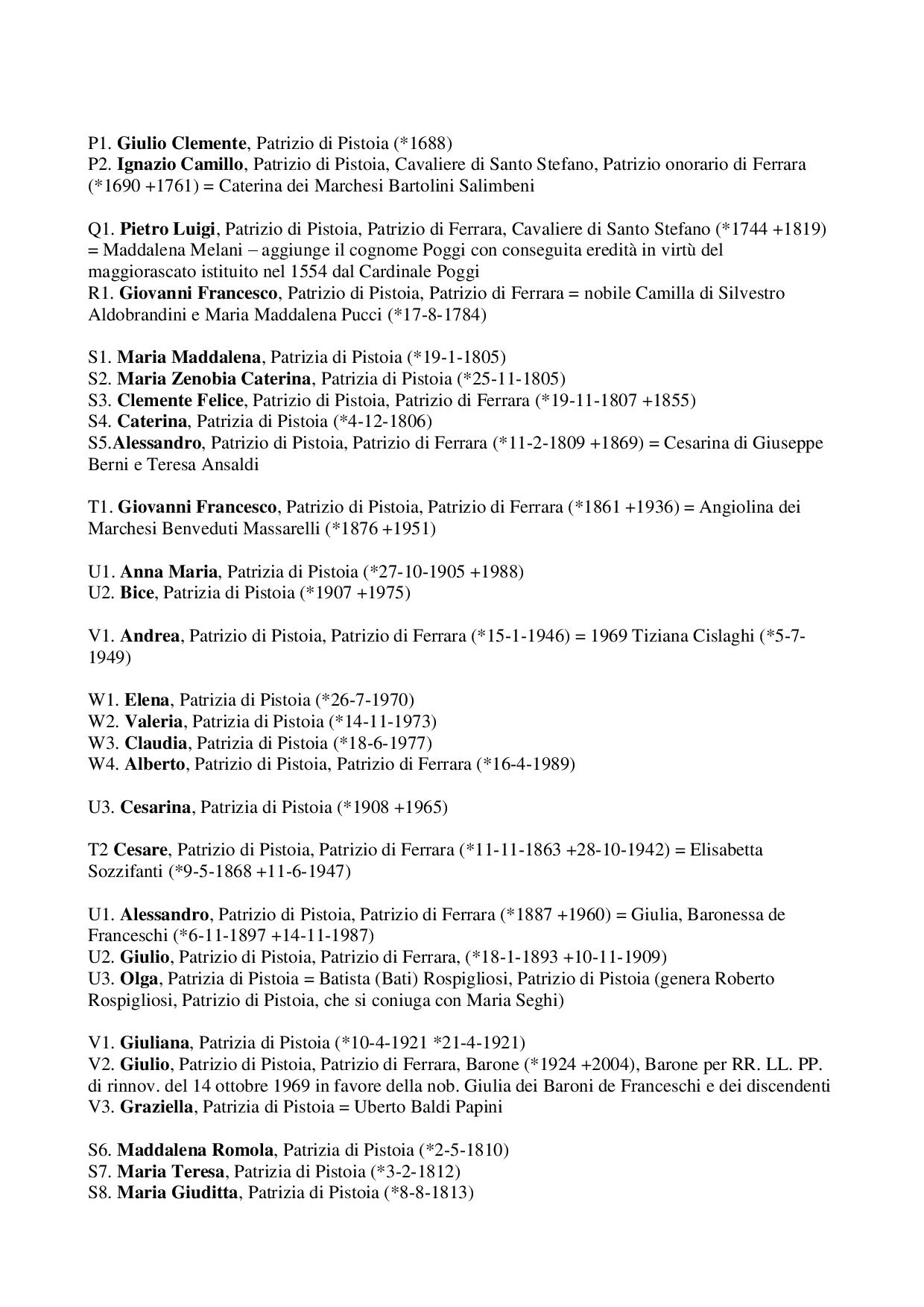
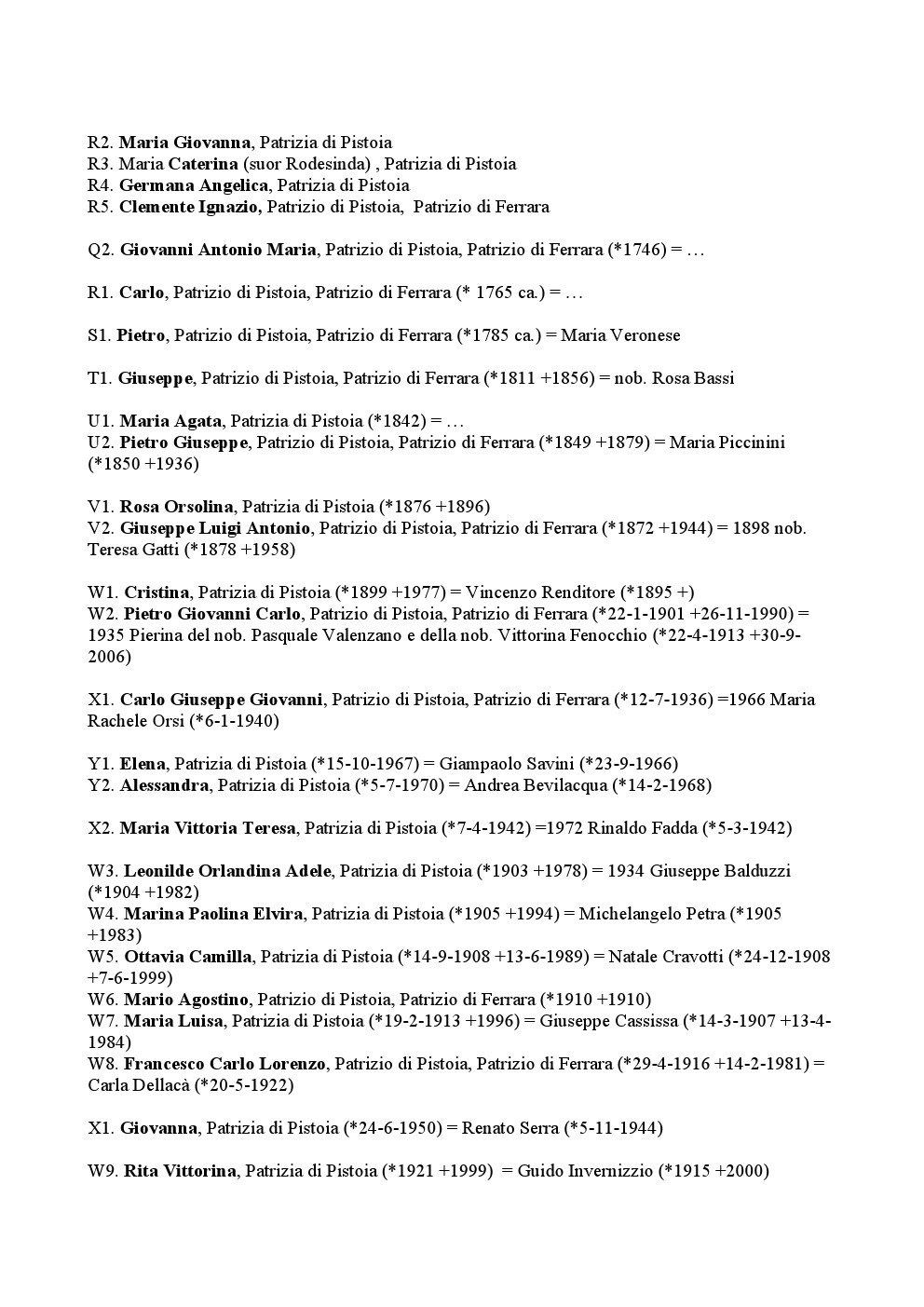
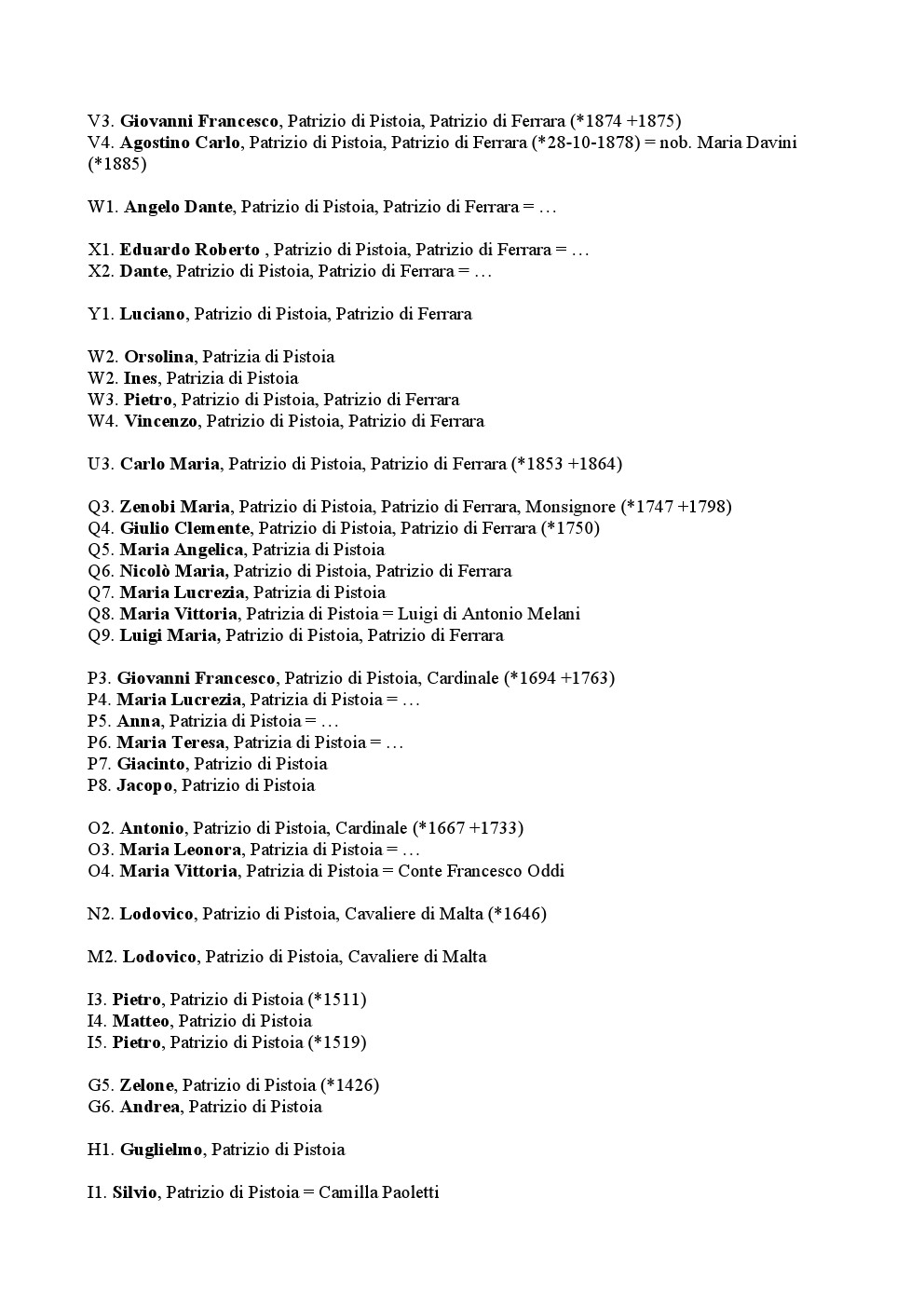
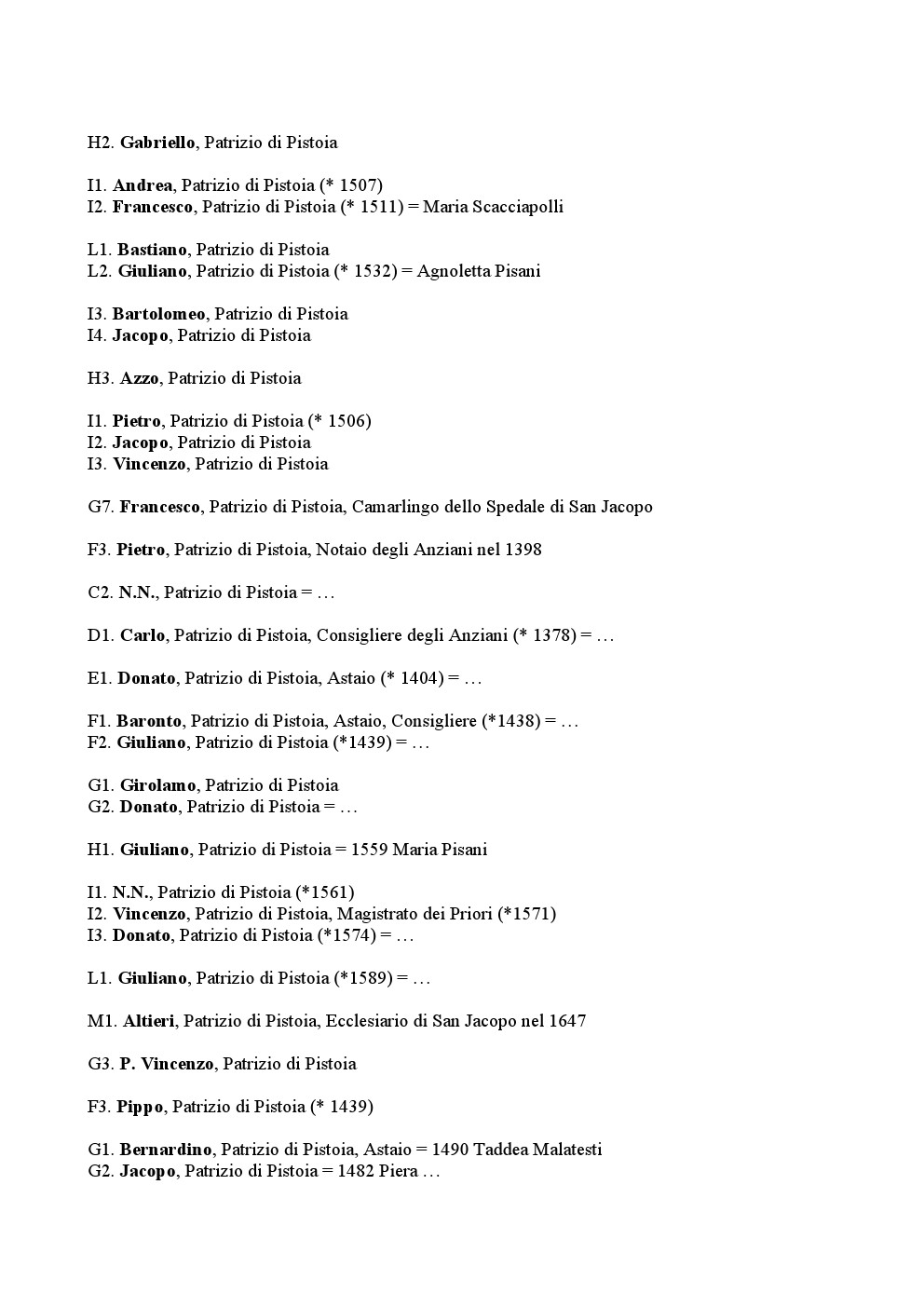
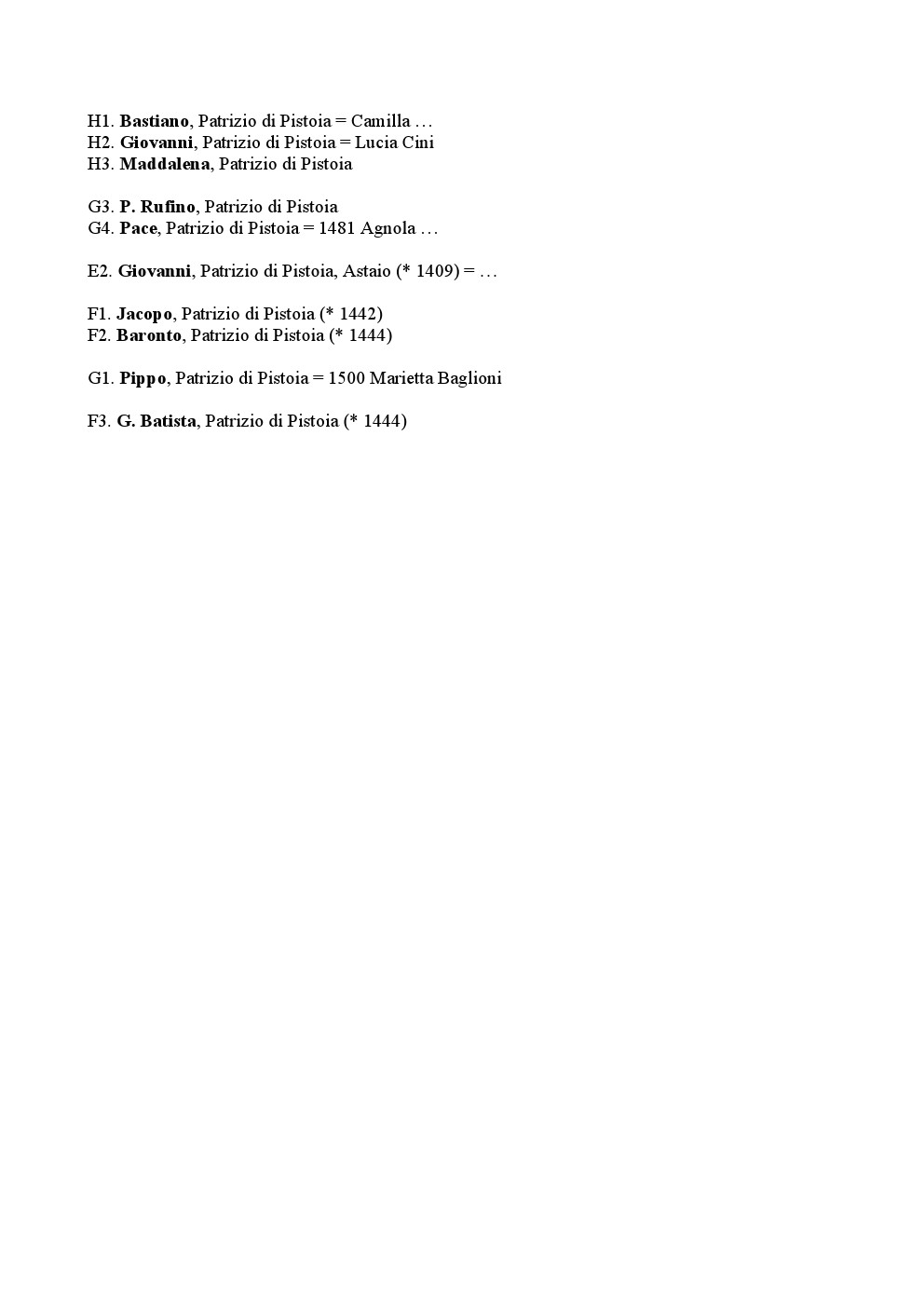

### Galleria di ritratti di famiglia

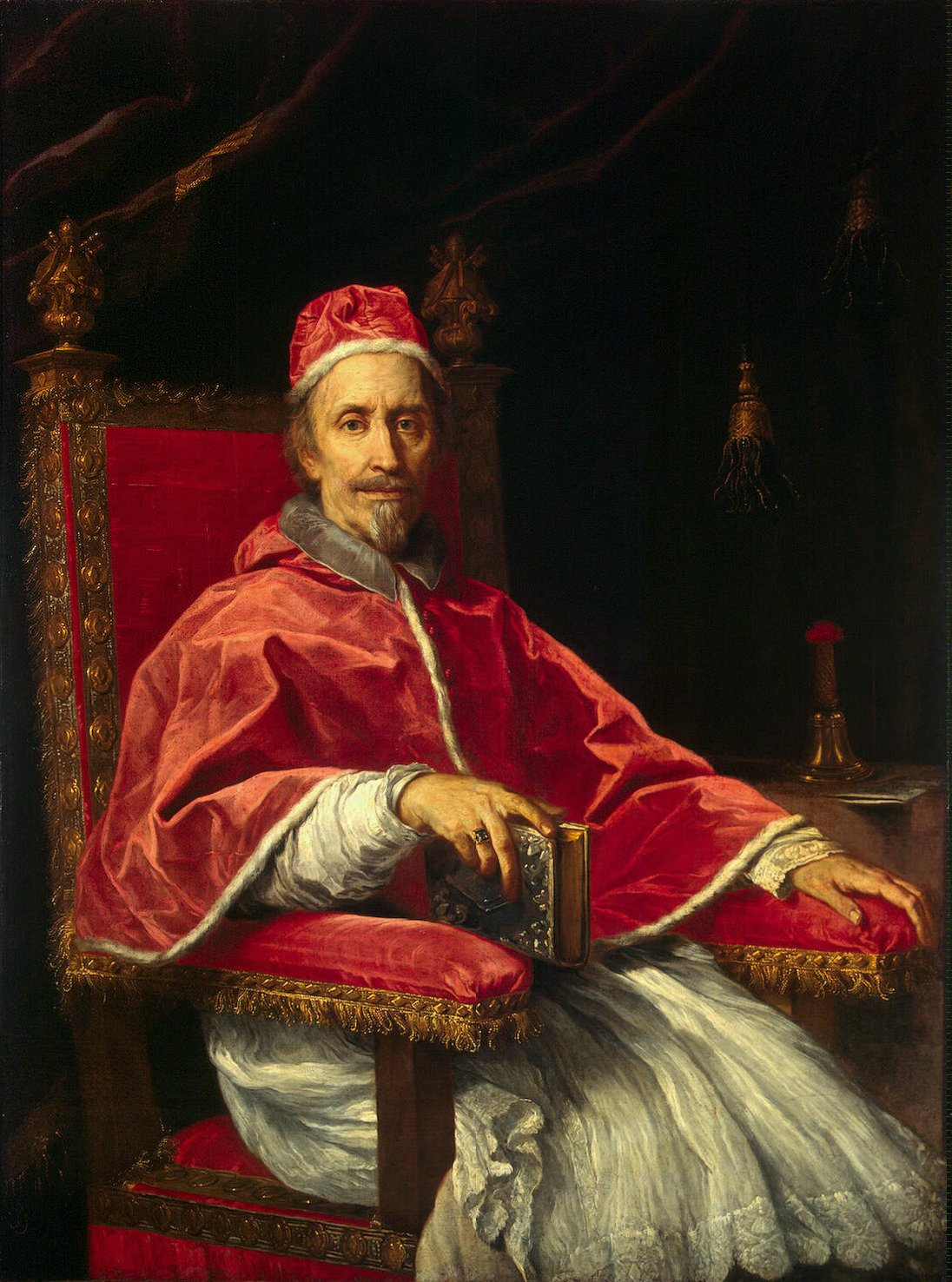
Giulio Rospigliosi (Papa Clemente IX - zio di Caterina Rospigliosi Banchieri)
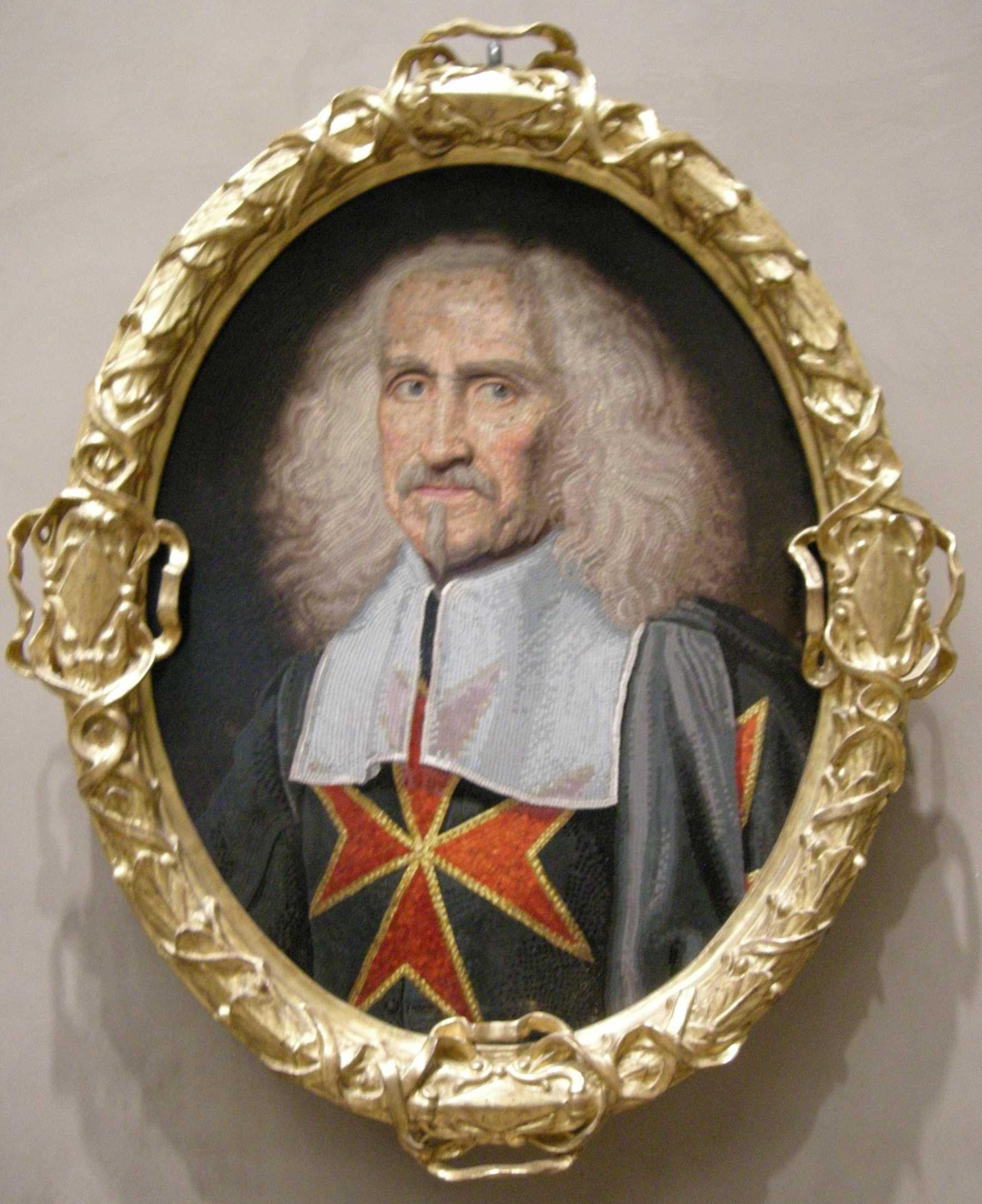
Camillo Rospigliosi (padre di Caterina Rospigliosi Banchieri)
Caterina Rospigliosi Banchieri (moglie del Cav. Niccolò Banchieri e madre di Pietro, Antonio e Maria Vittoria Banchieri), C. Maratta
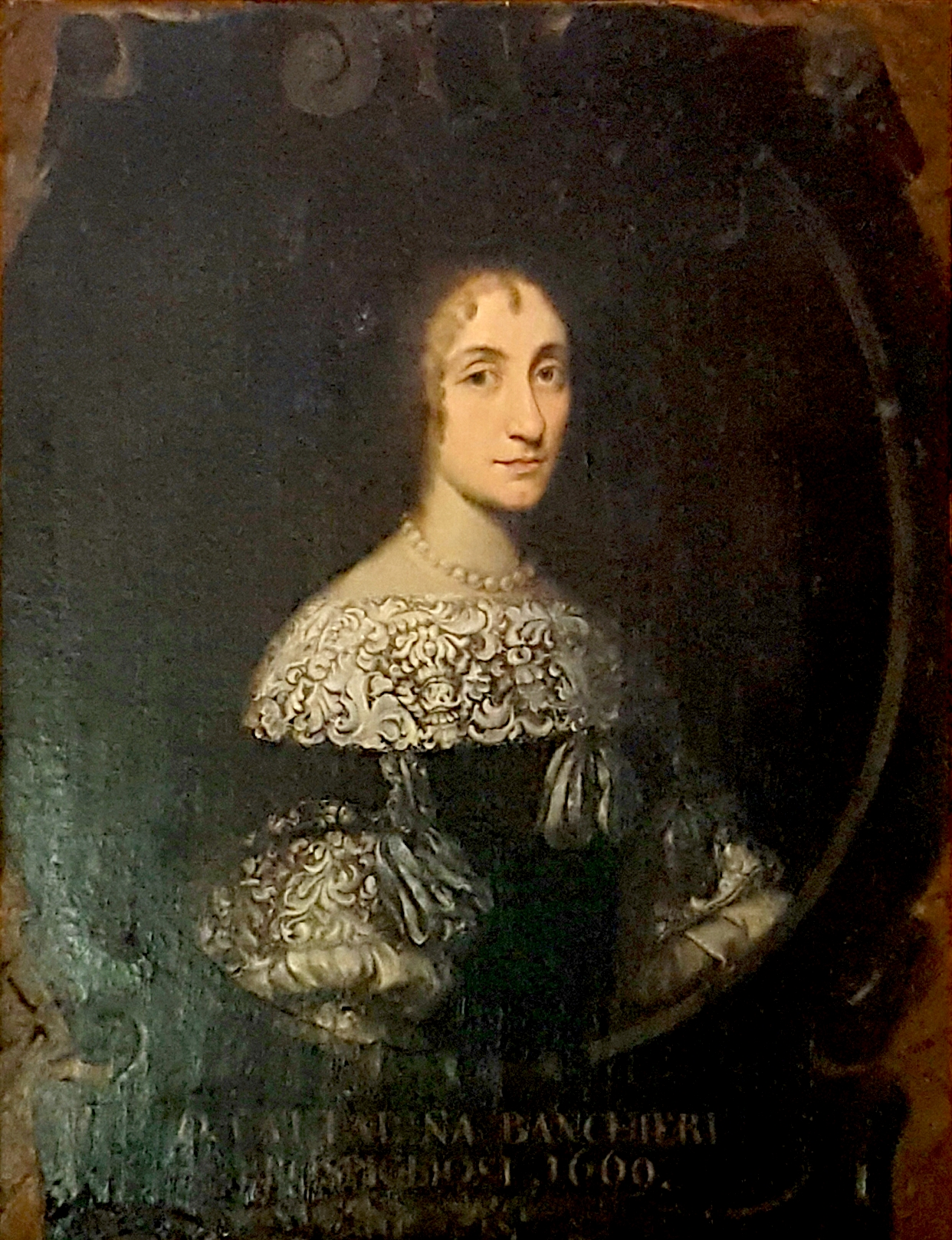
Caterina Banchieri Rospigliosi (J. F. Voet)
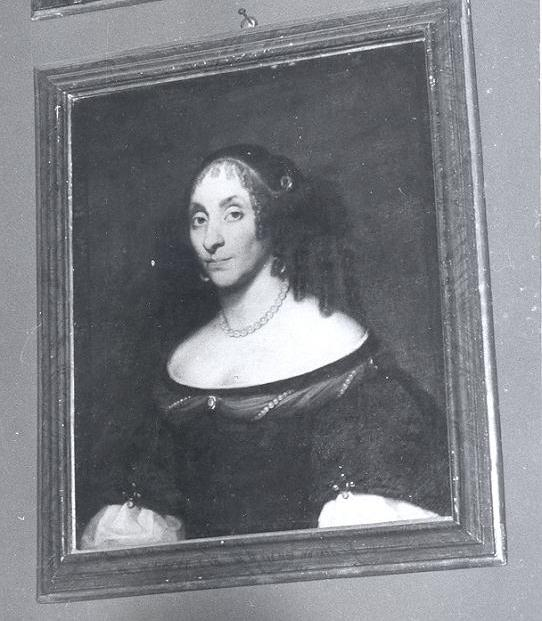
Caterina Rospigliosi Banchieri (J. F. Voet)
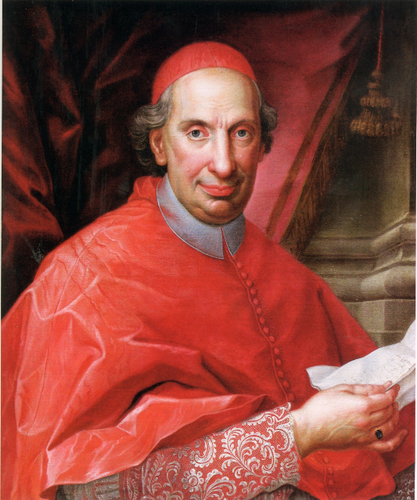
Cardinale Antonio Banchieri (figlio di Niccolò Banchieri e Caterina Rospigliosi)
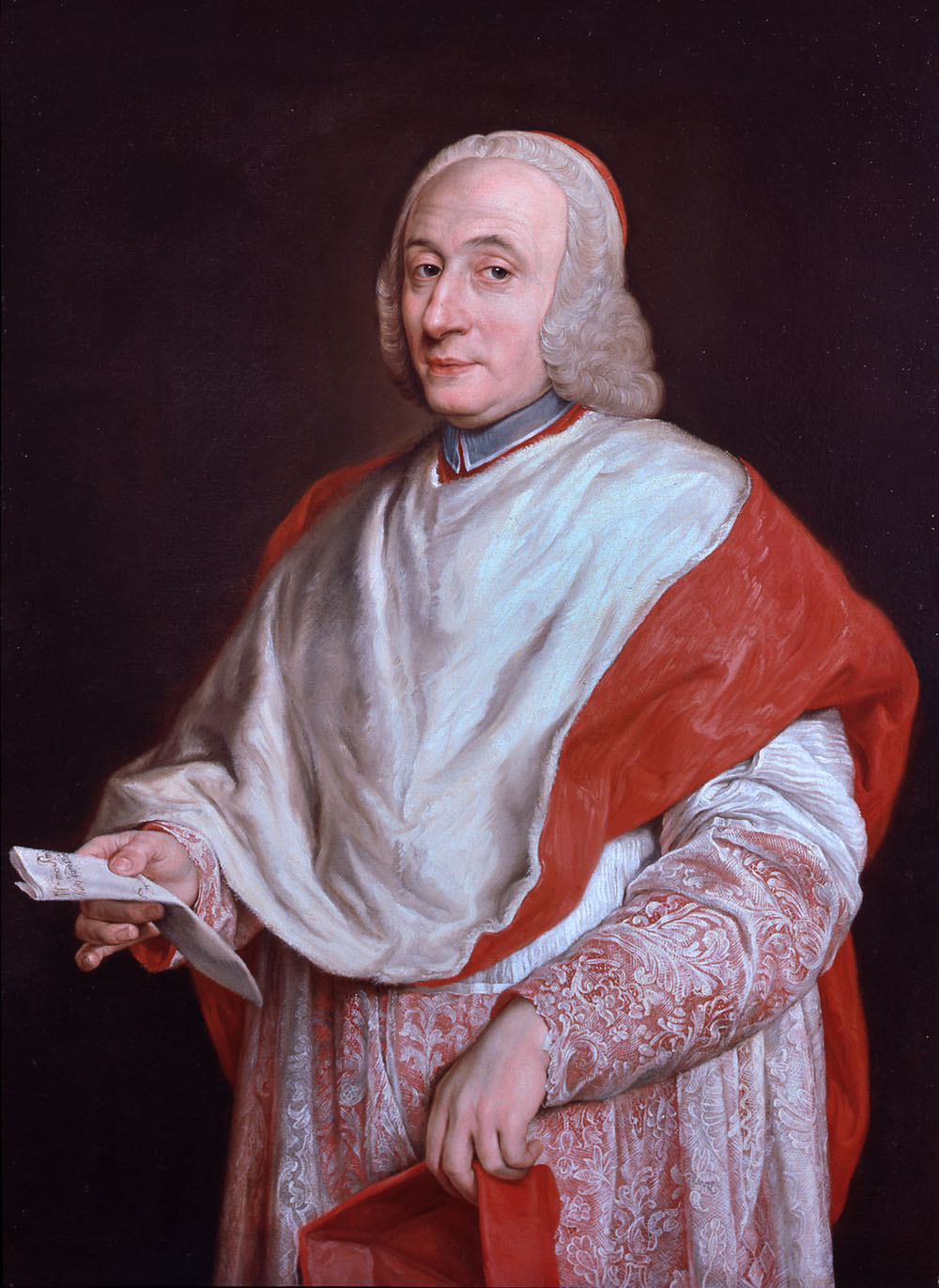
Cardinale Giovanni Francesco Banchieri (figlio di Pietro Banchieri e di Giuditta Cardi)
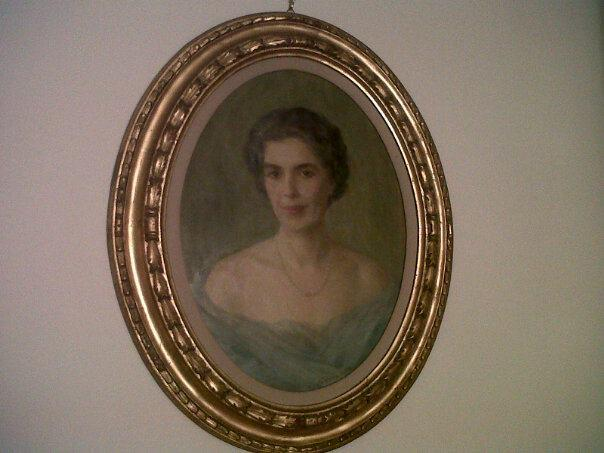
Pierina Banchieri Valenzano (moglie del Cav. Pietro di Giuseppe Banchieri e figlia del Cav. NH Pasquale Valenzano)

### Il "Bambino Rospigliosi"
Pietro Banchieri, figlio del Cav. Niccolò Banchieri e di donna Caterina Rospigliosi, fu ritratto intorno al 1667-1670 da Jacob Ferdinand Voet, Pierre Ronche, Carlo Maratta e da un anonimo romano in una serie di tele che lo rappresenta con differenti tipologie di abbigliamento, compreso gli abiti femminili. Il ciclo pittorico, noto come il ciclo de "Il Bambino Rospigliosi", apparteneva alla collezione Rospigliosi e si trova oggi in gran parte al Museo di Roma.

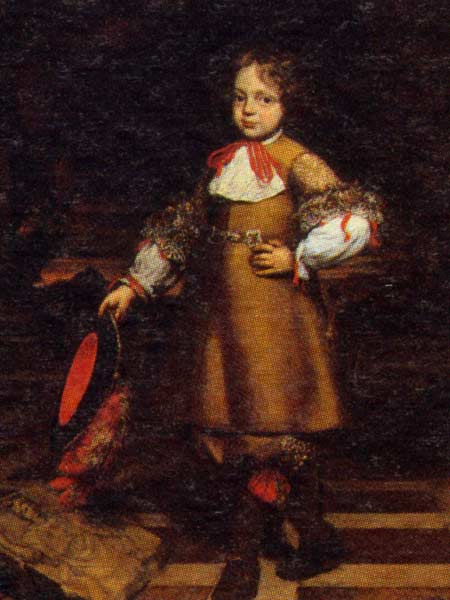
Pietro Banchieri in veste di antiquario
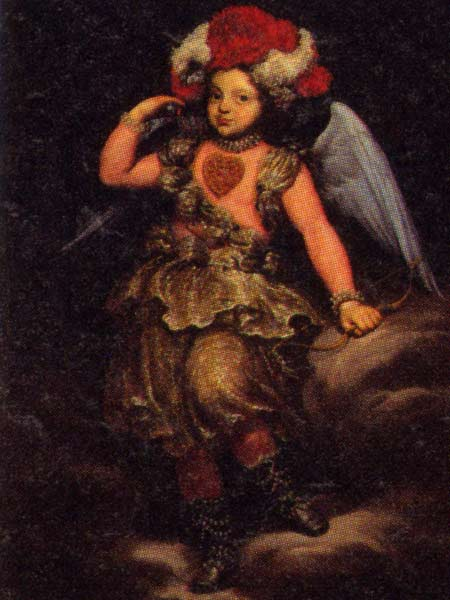
Pietro Banchieri in veste di Cupido
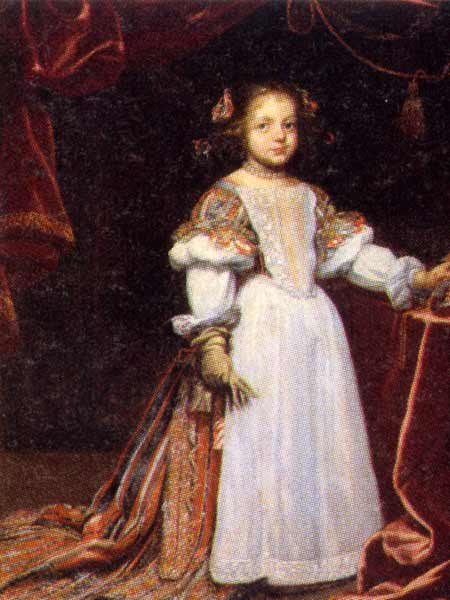
Pietro Banchieri in veste di dama
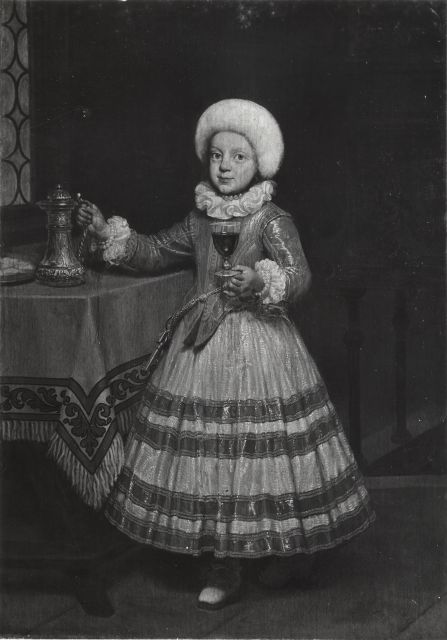
Pietro Banchieri in veste di dama
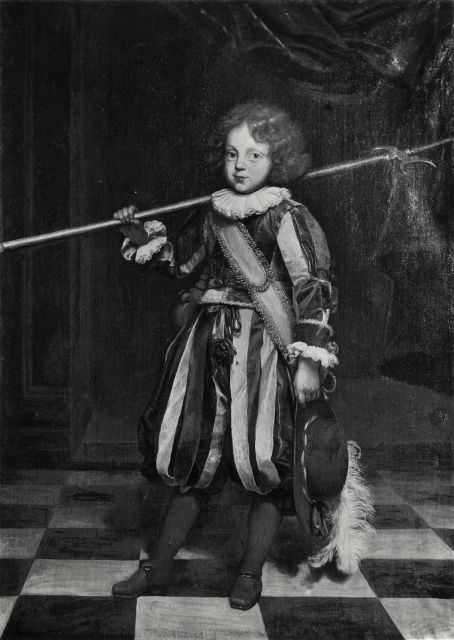
Pietro Banchieri in veste di guardia svizzera
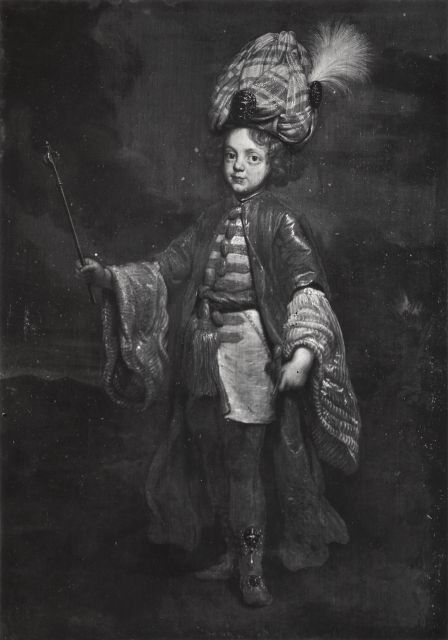
Pietro Banchieri in veste di sultano
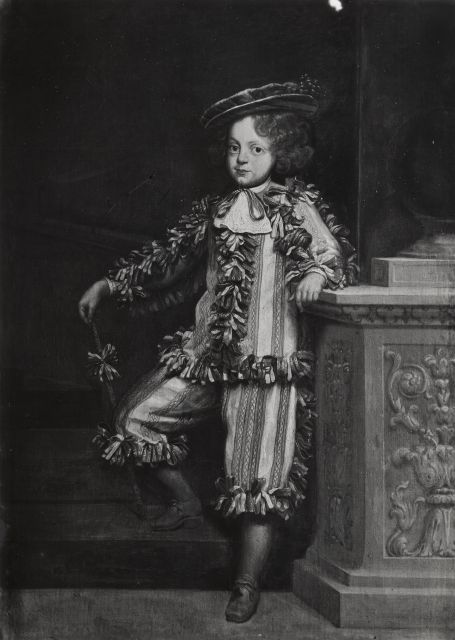
Pietro Banchieri in costume a strisce e galani
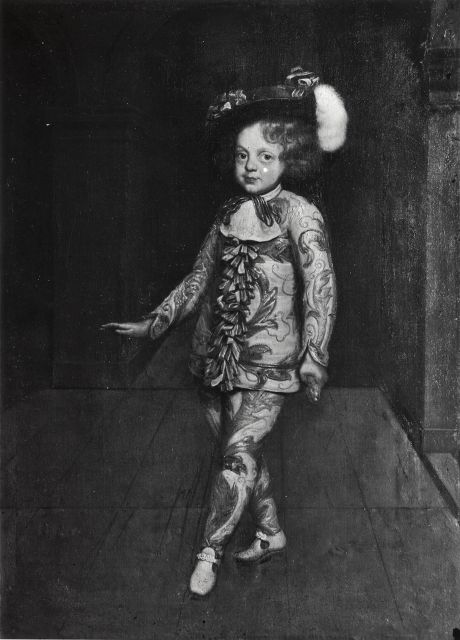
Pietro Banchieri in veste di teatrante
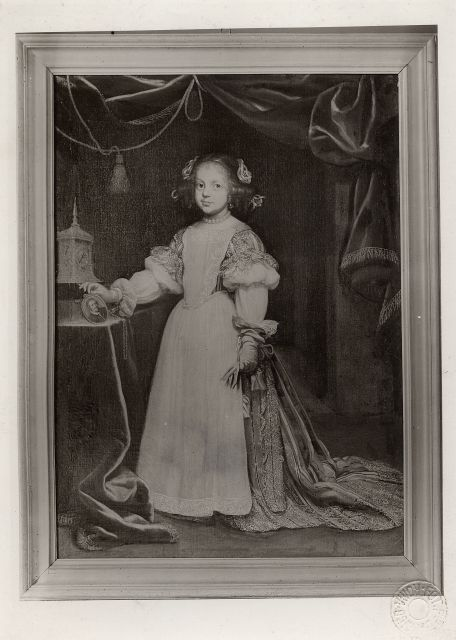
Pietro Banchieri in veste di dama (con ritratto di Clemente IX)
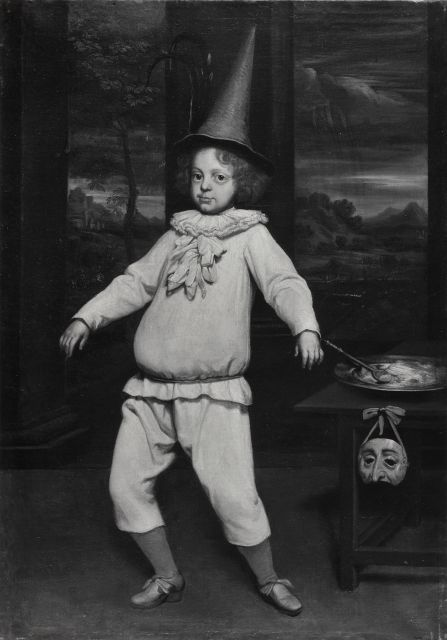
Pietro Banchieri in veste di Pulcinella
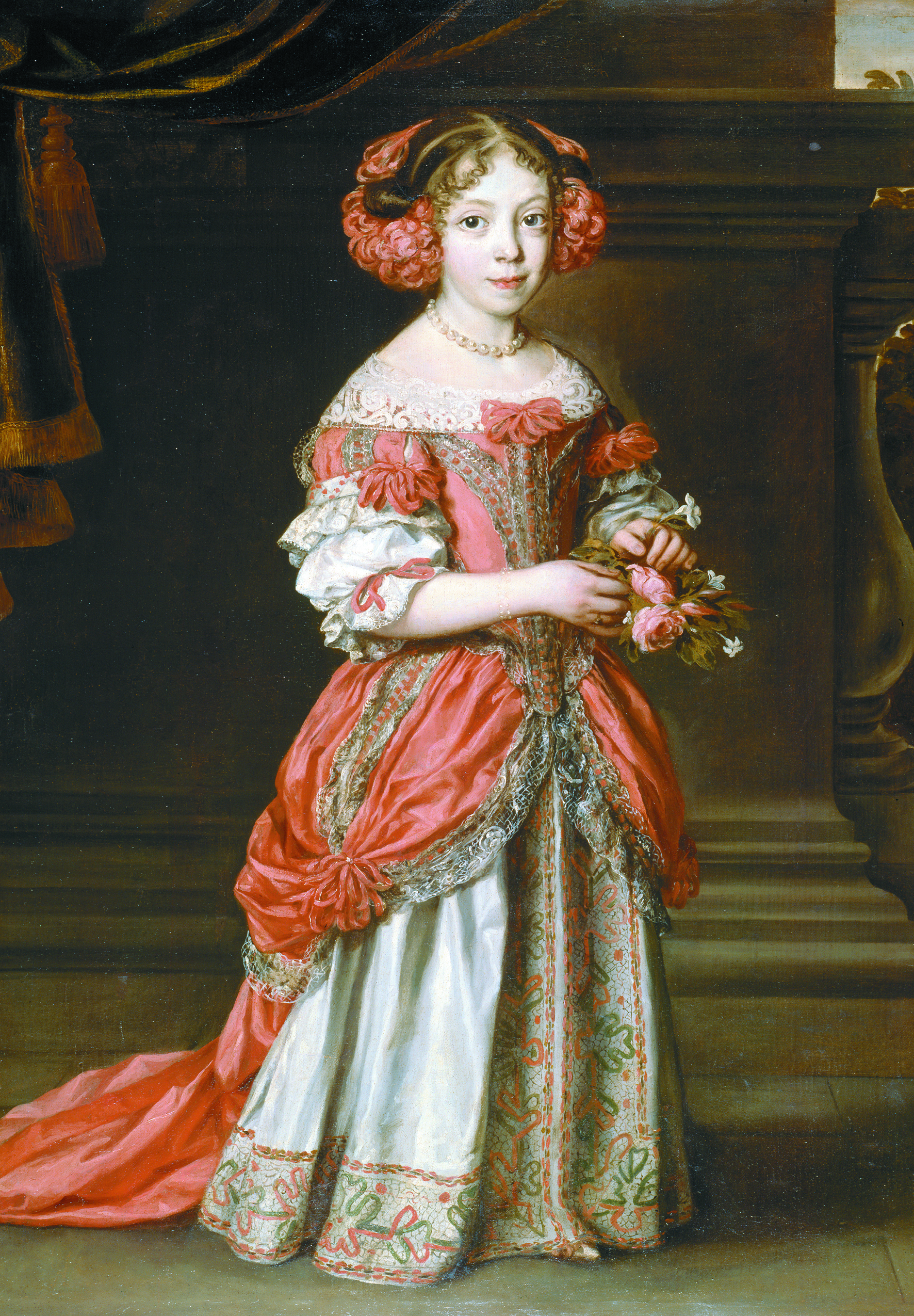
Pietro Banchieri in veste di dama